# Serie C 2018-2019
La Serie C 2018-2019 è stata la 5ª edizione del campionato italiano di calcio organizzato dalla Lega Italiana Calcio Professionistico in una divisione unica, e complessivamente la 60ª edizione del campionato di Serie C.

## Stagione

### Avvenimenti
Il format di questa edizione è stato in discussione fin dall'estate 2018 ed è stato ritoccato addirittura due volte a stagione in corso. Per il secondo anno consecutivo (e per la terza volta dal 2014-2015) non si è raggiunto il numero standard di 60 squadre partecipanti anche se, in questa edizione, il torneo vede partecipare 59 squadre, due in più rispetto all'anno precedente. Sempre per la seconda stagione consecutiva, inoltre, si sono registrate delle esclusioni dal campionato a stagione in corso (nel 2017-2018 era accaduto al Modena).
Dalla Serie B sono retrocesse Virtus Entella, Novara, Pro Vercelli e Ternana mentre dalla Serie D sono state promosse Gozzano, Pro Patria, Virtus Verona, Rimini, Albissola, Vis Pesaro, Rieti, Potenza e Vibonese. Per il Gozzano e l'Albissola è l'esordio assoluto in un campionato professionistico. Rispetto alla stagione precedente non si sono iscritte per fallimento tre società: Mestre, Reggiana e Fidelis Andria; una quarta vacanza d'organico si è venuta a creare a seguito della fusione tra Virtus Bassano e Vicenza che hanno dato vita ad un unico sodalizio che ha ripreso la storica denominazione berica di L.R. Vicenza. I quattro posti liberi sono stati parzialmente colmati con i ripescaggi dalla Serie D di Cavese ed Imolese e con l'ammissione, per la prima volta, di una seconda squadra giovanile, appartenente a una società di Serie A: la Juventus U23, unica squadra del massimo campionato ad aver aderito a tale progetto. Il rimanente posto a disposizione è rimasto vacante per assenza di ulteriori squadre in possesso dei requisiti di ripescaggio. Pertanto due gironi (A e B) tornano a 20 squadre mentre l'altro (C) resta a 19.
Durante l'estate sei squadre (le 4 retrocesse dalla B più Catania e Robur Siena) avevano presentato domanda per essere ripescate in Serie B dove i fallimenti di Avellino, Bari e Cesena avevano creato tre vacanze d'organico. La Virtus Entella, inoltre, sperava anche nella riammissione fra i cadetti in caso di sentenza sfavorevole al Cesena in un processo riguardante plusvalenze fittizie (i liguri chiedevano che ai romagnoli fosse applicata retroattivamente una penalizzazione nella classifica della Serie B 2017-2018). Ancora, la Viterbese Castrense, inserita nel Girone A nella scorsa stagione e spostata invece nel Girone C in questa edizione (a causa della maggiore presenza di società del nord ovest), contestava invece la composizione dei gironi e chiedeva di essere reinserita nel Girone A. Tutte queste situazioni avevano scatenato una serie di ricorsi e controricorsi in un clima reso confuso dal cambio delle norme sui ripescaggi che, secondo una nuova interpretazione, avrebbero precluso il ripescaggio in B a due delle pretendenti (Novara e Catania che nelle precedenti stagioni avevano scontato penalizzazioni per violazioni amministrative). La FIGC, in regime commissariale, e la Lega B, avevano reagito stabilendo il blocco dei ripescaggi e imponendo una Serie B a 19 squadre anziché 22, scontentando tutti e creando le condizioni per ulteriori reclami.
Il campionato, dopo alcuni rinvii, è iniziato domenica 16 settembre 2018 ma, su disposizione cautelare del TAR del Lazio, per diverse settimane sono state rinviate le partite di Virtus Entella, Novara, Pro Vercelli e Robur Siena nel Girone A, della Ternana nel Girone B e di Catania e Viterbese nel Girone C. Solo alla fine di ottobre è stata confermata la legittimità del blocco dei ripescaggi in Serie B, mentre la decisione sulla possibile riammissione tra i cadetti della Virtus Entella (legata alle sanzioni da infliggere al fallito Cesena per la vicenda delle plusvalenze fittizie) è stata congelata dal Collegio di Garanzia del CONI. Sono stati disputati ben sei turni infrasettimanali (26 settembre, 17 ottobre, 12 e 26 dicembre 2018, 23 gennaio e 13 febbraio 2019) e si è giocato nel periodo natalizio nei giorni 23, 26 e 30 dicembre 2018. Buona parte delle gare che erano state rinviate sono state recuperate in pieno girone di ritorno fino al mese di aprile. La stagione regolare si è conclusa domenica 5 maggio 2019.
Il 30 gennaio 2019 il Presidente della FIGC Gabriele Gravina, già Presidente della stessa Lega Italiana Calcio Professionistico, ha annunciato la decisione del Consiglio Federale di modificare, solo per questa stagione, il numero di promozioni e retrocessioni. Viene stabilito che in Serie B verranno promosse 5 squadre anziché 4 per consentire la riforma del torneo cadetto che, dalla stagione 2019-2020 ritornerà al format di 20 squadre. Invece le retrocessioni in Serie D vengono ridotte da 9 a 7 per consentire dalla prossima stagione il ritorno automatico della Serie C al format di 60 squadre. Conseguentemente viene modificato in corsa il meccanismo di playoff e playout.
Nel mese di febbraio l'organico è sceso di fatto a 57 squadre in seguito alle esclusioni del Matera e del Pro Piacenza dopo la quarta partita persa a tavolino per forfait. Per i lucani è stata disposta la sconfitta a tavolino in tutte le partite che rimanevano da giocare, mentre per la squadra emiliana, che non aveva ancora concluso il girone di andata a causa del rinvio di alcune partite, è stato disposto l'annullamento di tutte le gare (disputate o meno) del girone d'andata e la sconfitta a tavolino in tutte le gare da disputare nel girone di ritorno. Agli inizi di aprile, a poche giornate dalla fine della regular season, sono stati ulteriormente ritoccati il meccanismo dei playout e la distribuzione fra i tre gironi delle 5 residue retrocessioni, in modo da tener conto delle esclusioni di queste due squadre.
Come nella precedente stagione la regione più rappresentata è la Toscana con sette partecipanti (Arezzo, Carrarese, Lucchese, Pisa, Pistoiese, Pontedera e Robur Siena); con sei partecipanti ci sono Lombardia (AlbinoLeffe, Feralpisalò, Giana Erminio, Monza, Pro Patria e Renate) e Piemonte (Alessandria, Cuneo, Gozzano, Juventus U23, Novara e Pro Vercelli); con cinque partecipanti l'Emilia-Romagna (Imolese, Piacenza, Pro Piacenza, Ravenna e Rimini); con quattro partecipanti a testa ci sono Calabria (Catanzaro, Reggina, Rende e Vibonese), Campania (Casertana, Cavese, Juve Stabia e Paganese), Marche (Fano, Fermana, Sambenedettese e Vis Pesaro) e Sicilia (Catania, Sicula Leonzio, Siracusa e Trapani); con tre partecipanti la Puglia (Bisceglie, Monopoli e Virtus Francavilla); con due partecipanti a testa ci sono Basilicata (Matera e Potenza), Friuli-Venezia Giulia (Pordenone e Triestina), Lazio (Rieti e Viterbese Castrense), Liguria (Albissola e Virtus Entella), Sardegna (Arzachena e Olbia), Umbria (Gubbio e Ternana) e Veneto (L.R. Vicenza e Virtus Verona); con una rappresentante ci sono Trentino-Alto Adige (Südtirol) e Abruzzo (Teramo). Le uniche regioni non rappresentate sono Valle d'Aosta e Molise.

### Regolamento

#### Promozioni
Come nelle quattro precedenti stagioni, le squadre classificate al primo posto dei tre rispettivi gironi sono promosse direttamente in Serie B e giocano la Supercoppa di Serie C. Ad esse si aggiungeranno le due squadre vincenti dei play-off a cui partecipano 28 squadre come nelle precedenti stagioni.
Play-off

Partecipano ai play-off complessivamente 28 squadre: 21 di esse (7 per ciascun girone) disputano i play-off di girone, mentre le rimanenti 7 sono ammesse direttamente ai play-off nazionali.
Squadre ammesse di diritto alla fase nazionale

Accedono direttamente alla fase nazionale la vincitrice della Coppa Italia Serie C e le squadre classificate al secondo e terzo posto in ciascun girone del campionato. La vincitrice della coppa è però esclusa dai play-off se si è classificata al primo posto nel proprio girone di campionato (in quanto già promossa in Serie B) oppure ad uno degli ultimi posti che comportano la disputa dei play-out e/o la retrocessione in Serie D. In tali casi, così come in caso di piazzamento al secondo o terzo posto nel proprio girone (che comporta già l'ammissione alla fase nazionale) o in caso di rinuncia a disputare i play-off, la vincitrice della coppa è sostituita dalla seconda classificata (ovvero la finalista sconfitta) della medesima competizione o, in subordine, dalla squadra quarta classificata nel girone di competenza della vincitrice della Coppa Italia di Serie C.
Squadre ammesse ai play-off di girone

Partecipano ai play-off del girone le 7 squadre classificate dal quarto al decimo posto nel girone medesimo. Qualora fra esse vi sia una squadra già ammessa alla fase nazionale (in quanto vincitrice o finalista della Coppa Italia Serie C, o quarta classificata nel girone di competenza della vincitrice) accede ai play-off del girone anche l'undicesima classificata. La meglio classificata fra le sette squadre così individuate è ammessa direttamente al secondo turno, mentre le altre sei disputano il primo turno. Entrambi i turni sono ad eliminazione diretta in gara unica, da giocarsi sul campo della squadra meglio classificata. Le partite, in caso di parità, non prevedono né tempi supplementari né calci di rigore: in questo caso passa automaticamente il turno la squadra meglio classificata (ossia quella che ha giocato in casa).
Primo turno play-off del girone

La quarta classificata del girone è esentata dal primo turno ed ammessa direttamente al secondo. Le altre sei squadre danno vita a tre incontri col seguente schema:
a) quinta contro decima;
b) sesta contro nona;
c) settima contro ottava.
Nel caso in cui una delle sette squadre sia stata ammessa di diritto alla fase nazionale (vincitrice o finalista di coppa, o quarta classificata nel girone della vincitrice) e partecipi in sua vece l'undicesima classificata del girone, gli accoppiamenti vengono rideterminati mediante scorrimento di classifica (l'undicesima prende il posto della decima e così via a risalire). Le tre squadre vincitrici accedono al secondo turno (in caso di pareggio passa la squadra meglio classificata nel girone).
Secondo turno play-off del girone

Al secondo turno prendono parte la squadra che vi era ammessa di diritto (quarta classificata del girone, oppure la quinta se la quarta era ammessa già alla fase nazionale) e le tre squadre qualificate dal primo turno. Queste quattro squadre danno vita a due partite col seguente schema: la squadra ammessa di diritto al secondo turno gioca (in casa) contro la peggiore in classifica tra le vincitrici del primo turno; le altre due vincitrici del primo turno si affrontano tra loro (sempre sul campo della migliore classificata). Le due squadre vincitrici accedono alla fase nazionale (in caso di pareggio passa la squadra meglio classificata nel girone).
Squadre partecipanti alla fase nazionale dei play-off

Alla fase play-off nazionale partecipano 13 squadre: alle 7 ammesse di diritto si aggiungono le 6 vincitrici del secondo turno dei play-off di girone (2 per ciascun girone del campionato di Serie C). Anche la fase nazionale si articola in due turni, stavolta con gare di andata e ritorno: 3 squadre sono ammesse di diritto al secondo turno mentre le altre 10 disputano il primo turno. Ancora una volta non sono previsti tempi supplementari né calci di rigore, e non vale nemmeno la regola dei gol in trasferta: a parità di gol complessivi tra andata e ritorno prevale la squadra col miglior risultato nel proprio girone del campionato.
Primo turno play-off nazionali

Al primo turno partecipano 10 squadre: le 3 terze classificate dei gironi del campionato, la squadra qualificata tramite la Coppa Italia Serie C (vincitrice o finalista) o, in subordine, la quarta classificata nel girone di competenza della vincitrice, e le 6 squadre qualificate dai due turni dei play-off di girone.
Sono designate "teste di serie" di questo primo turno le quattro squadre ammesse di diritto più la migliore fra le 6 provenienti dai play-off di girone (determinata in base al piazzamento in classifica nella regular season nel proprio girone e, a parità di piazzamento, ai punteggi ottenuti). Le 5 teste di serie così designate hanno il vantaggio di giocare in casa la gara di ritorno e non possono affrontarsi tra loro: un sorteggio le abbina alle altre 5 determinando così gli accoppiamenti di questo primo turno. Le vincitrici accedono al secondo turno. A parità di gol complessivi prevale la squadra col miglior piazzamento ed il miglior punteggio nel proprio girone di campionato (che di norma coincide con quella che gioca in casa la gara di ritorno, con l'unica eventuale eccezione della squadra qualificata a questa fase tramite la Coppa Italia Serie C).
Secondo turno play-off nazionali

Al secondo turno partecipano 8 squadre: le 5 qualificate dal primo turno e le 3 seconde classificate dei gironi del campionato.
Sono designate "teste di serie" di questo secondo turno le tre squadre ammesse di diritto più la migliore fra le 5 provenienti dal primo turno (determinata in base al piazzamento in classifica nella regular season nel proprio girone e, a parità di piazzamento, ai punteggi ottenuti). Le 4 teste di serie così designate hanno il vantaggio di giocare in casa la gara di ritorno e non possono affrontarsi tra loro: un sorteggio le abbina alle altre 4 determinando così gli accoppiamenti di questo secondo turno. Le vincitrici accedono alle "Final Four". A parità di gol complessivi prevale la squadra col miglior piazzamento ed il miglior punteggio nel proprio girone di campionato (che coincide, in questo caso senza eccezioni, con quella che gioca in casa la gara di ritorno).
Final Four

Alle Final Four partecipano le 4 squadre qualificate dai due turni della fase nazionale. Per quest'anno, dovendo promuovere eccezionalmente due squadre, si svolgerà un turno unico con la formula andata e ritorno: le due vincenti saranno entrambe promosse in Serie B (anziché confrontarsi tra loro per la finale). Sono previsti tempi supplementari e tiri di rigore a parità di gol complessivi (non vale la regola dei gol in trasferta). Sia i due accoppiamenti che l'ordine dei campi sono stati determinati da un sorteggio integrale.

#### Retrocessioni
In un primo momento si era deciso di ripristinare le 9 retrocessioni in Serie D (3 per ciascun girone di cui una diretta e due con i playout) indipendentemente dal numero di squadre partecipanti. A metà stagione si è deciso di ridurre le retrocessioni a 7 per consentire sia il ritorno della Serie B a 20 squadre (compensando la promozione in più nei cadetti) sia il ritorno della Serie C a 60 (compensando il fatto che le partecipanti quest'anno sono 59). In ciascun girone, pertanto, vi sarà la retrocessione diretta dell'ultima classificata ed un eventuale playout fra la terzultima e la penultima per determinare una seconda retrocessione. Tale playout ha luogo solo se il distacco in classifica fra le due squadre non supera gli 8 punti; in caso contrario la penultima retrocede direttamente. Poiché nell'organico iniziale i gironi A e B avevano 20 squadre, si era deciso di determinare la settima squadra da retrocedere mediante un ulteriore playout nazionale tra le vincenti dei playout di tali gironi (o le terzultime in caso di mancata disputa) per non penalizzare ulteriormente il girone C composto da sole 19 squadre. A seguito delle esclusioni di Pro Piacenza e Matera, le retrocessioni di fatto sono scese a 5 di cui due certe nel girone B (unico rimasto a 20 squadre) ed una certa sia nel girone A (rimasto di fatto a 19 squadre con il Pro Piacenza che occupa automaticamente il ventesimo ed ultimo posto) che nel girone C (rimasto di fatto a 18 squadre con il Matera che occupa il diciannovesimo ed ultimo posto). Si è deciso pertanto di modificare il playout nazionale e farlo disputare alle vincenti dei playout dei gironi A e C, salvando direttamente la vincente del playout del girone B (o la terzultima in caso di mancata disputa del playout) e non quella del girone C; tutto questo per non penalizzare eccessivamente il girone da 20 squadre che altrimenti avrebbe potuto avere tre retrocessioni contro di fatto una sola (non tenendo conto di Pro Piacenza e Matera) negli altri due gironi pur composti da meno squadre.
Play-out
In ciascuno dei tre gironi il play-out avviene con gare di andata e ritorno. Il play-out ha effettivamente luogo solo qualora il distacco in classifica fra le due squadre non sia superiore ad 8 punti (se il distacco è superiore, la squadra peggio classificata retrocede direttamente in Serie D). La squadra peggio classificata disputa in casa la gara di andata, quella meglio classificata ospita la gara di ritorno. Prevale la squadra che segna più reti nel computo complessivo delle due partite; in caso di parità non sono previsti né tempi supplementari né calci di rigore né il ricorso al computo delle reti in trasferta: in questo caso prevale automaticamente la squadra in migliore posizione di classifica al termine del campionato. Le perdenti dei playout retrocedono in Serie D. In seguito alle esclusioni di Pro Piacenza e Matera per i gironi A e C l'eventuale play-out sarà di fatto fra le ultime due in classifica: le due squadre che vinceranno i play-out del girone A e C si affronteranno tra di loro in gara di andata e ritorno per determinare l'ultima retrocessa. In caso di parità si disputeranno due tempi supplementari da quindici minuti, se la parità persiste si disputeranno i calci di rigore. Nel girone B il play-out tra diciottesima e diciannovesima classificata consentirà invece alla vincente di guadagnare direttamente la permanenza in Serie C.

## Girone A

### Avvenimenti
All'ultima giornata, alla Virtus Entella riesce il sorpasso con beffa ai danni del rinnovato Piacenza: i liguri di Roberto Boscaglia tornano in Serie B dopo una sola stagione, mentre per gli emiliani si consuma una doppia beffa, in quanto sono stati sconfitti in finale ai play-off dal Trapani. Sorte diversa, invece, per il Pisa guidato da Luca D'Angelo: i nerazzurri infatti conquisteranno la Serie B dopo soli due anni, battendo la più quotata Triestina
Registrata, a metà stagione, l'esclusione clamorosa della Pro Piacenza (martoriata, nel corso della stagione, da 16 punti di penalizzazione e che conclude anzitempo la sua stagione con una sconfitta, sul campo, di 20-0 inflitta dal Cuneo), ai play-out sono condannate due squadre per questioni extra-campo: la Lucchese e il Cuneo, che si vedono inflitte complessivamente 44 punti di penalizzazione. I toscani riusciranno a vincere sia la sfida contro i piemontesi, che saranno così condannati alla Serie D, che il successivo play-out intergirone contro il Bisceglie, ma non si iscriveranno al campionato successivo.

### Squadre partecipanti
| Club           | Stagione | Città                                      | Stadio                                   | Stagione precedente              |
| -------------- | -------- | ------------------------------------------ | ---------------------------------------- | -------------------------------- |
| Albissola      | dettagli | Albissola Marina e Albisola Superiore (SV) | Stadio comunale di Chiavari (Chiavari)   | 1º posto in Serie D/E, promossa  |
| Alessandria    | dettagli | Alessandria                                | Stadio Giuseppe Moccagatta               | 6º posto in Serie C/A            |
| Arezzo         | dettagli | Arezzo                                     | Stadio Città di Arezzo                   | 16º posto in Serie C/A           |
| Arzachena      | dettagli | Arzachena (SS)                             | Stadio Biagio Pirina                     | 15º posto in Serie C/A           |
| Carrarese      | dettagli | Carrara (MS)                               | Stadio dei Marmi                         | 7º posto in Serie C/A            |
| Cuneo          | dettagli | Cuneo                                      | Stadio Fratelli Paschiero                | 18º posto in Serie C/A           |
| Gozzano        | dettagli | Gozzano (NO)                               | Stadio Silvio Piola (Vercelli)           | 1º posto in Serie D/A, promosso  |
| Juventus U23   | dettagli | Torino                                     | Stadio Giuseppe Moccagatta (Alessandria) | -                                |
| Lucchese       | dettagli | Lucca                                      | Stadio Porta Elisa                       | 12º posto in Serie C/A           |
| Novara         | dettagli | Novara                                     | Stadio Silvio Piola                      | 20º posto in Serie B, retrocesso |
| Olbia          | dettagli | Olbia (SS)                                 | Stadio Bruno Nespoli                     | 13º posto in Serie C/A           |
| Piacenza       | dettagli | Piacenza                                   | Stadio Leonardo Garilli                  | 8º posto in Serie C/A            |
| Pisa           | dettagli | Pisa                                       | Stadio Arena Garibaldi-Romeo Anconetani  | 3º posto in Serie C/A            |
| Pistoiese      | dettagli | Pistoia                                    | Stadio Marcello Melani                   | 10º posto in Serie C/A           |
| Pontedera      | dettagli | Pontedera (PI)                             | Stadio Ettore Mannucci                   | 11º posto in Serie C/A           |
| Pro Patria     | dettagli | Busto Arsizio (VA)                         | Stadio Carlo Speroni                     | 1º posto in Serie D/B, promosso  |
| Pro Piacenza   | dettagli | Piacenza                                   | Stadio Leonardo Garilli                  | 14º posto in Serie C/A           |
| Pro Vercelli   | dettagli | Vercelli                                   | Stadio Silvio Piola                      | 21º posto in Serie B, retrocesso |
| Siena          | dettagli | Siena                                      | Stadio Artemio Franchi                   | 2º posto in Serie C/A            |
| Virtus Entella | dettagli | Chiavari (GE)                              | Stadio comunale di Chiavari              | 19º posto in Serie B, retrocesso |

### Allenatori e primatisti
| Squadra        | Allenatore | Giocatore più presente (tra parentesi il numero delle presenze) | Capocannoniere (tra parentesi il numero dei gol segnati) |
| -------------- | --- | --------------------------------------------------------------- | -------------------------------------------------------- |
| Albissola      | Fabio Fossati (1ª) Claudio Bellucci (2ª) Fabio Fossati (3ª-8ª) Claudio Bellucci (9ª-29ª) Alessio Ambrosi (30ª) Rino Lavezzini (31ª-38ª) | Riccardo Martignago (34)                                        | Riccardo Martignago (14)                                 |
| Alessandria    | Gaetano D'Agostino (1ª-27ª) Alberto Colombo (28ª-38ª e play-off)                                                                        | Alessandro Gazzi (35)                                           | Manuel De Luca (10)                                      |
| Arezzo         | Alessandro Dal Canto | Alberto Pelagotti (36)                                          | Matteo Brunori Sandri (13)                               |
| Arzachena      | Mauro Giorico | Riccardo Casini (35)                                            | Andrea Sanna, Giacomo Cecconi (6)                        |
| Carrarese      | Silvio Baldini | Massimo Maccarone (36)                                          | Francesco Tavano (17)                                    |
| Cuneo          | Cristiano Scazzola | Hicham Kanis (32)                                               | Hicham Kanis, Edoardo Defendi (4)                        |
| Gozzano        | Antonio Soda | Niccolò Palazzolo, Samuele Emiliano (33)                        | Mattia Rolando (7)                                       |
| Juventus U23   | Mauro Zironelli | Luca Zanimacchia, Simone Muratore, Idrissa Touré (34)           | Cristian Bunino (9)                                      |
| Lucchese       | Giancarlo Favarin | Wladimiro Falcone, Mattia Lombardo, Mattia Bortolussi (36)      | Mattia Bortolussi (8)                                    |
| Novara         | William Viali (1ª-27ª) Giuseppe Sannino (28ª-38ª) William Viali (play-off)                                                              | Umberto Eusepi (35)                                             | Daniele Cacia (11)                                       |
| Olbia          | Michele Filippi (1ª-11ª) Guido Carboni (12ª-19ª) Michele Filippi (20ª-38ª)                                                              | Simone Pinna (34)                                               | Daniele Ragatzu, Damir Ceter (11)                        |
| Piacenza       | Arnaldo Franzini | Ermanno Fumagalli, Luca Barlocco (36)                           | Franco Ferrari (10)                                      |
| Pisa           | Luca D'Angelo | Stefano Gori (36)                                               | Michele Marconi, Davide Moscardelli (8)                  |
| Pistoiese      | Paolo Indiani (1ª-8ª) Antonino Asta (9ª-38ª)                                                                                            | Gregorio Luperini (35)                                          | Gregorio Luperini (10)                                   |
| Pontedera      | Ivan Maraia | Christian Tommasini, Matteo Biggeri (36)                        | Christian Tommasini (7)                                  |
| Pro Patria     | Ivan Javorčić | Leonardo Galli (36)                                             | Giuseppe Le Noci (12)                                    |
| Pro Piacenza   | Giuliano Giannichedda (1ª-11ª) Riccardo Maspero (12ª-20ª)                                                                               |                                                                 |                                                          |
| Pro Vercelli   | Vito Grieco | Carlo Mammarella, Alessandro Bellemo, Tommaso Nobile (35)       | Claudio Morra (12)                                       |
| Siena          | Michele Mignani | Nikita Contini (35)                                             | Ettore Gliozzi (15)                                      |
| Virtus Entella | Roberto Boscaglia | Dany Mota (35)                                                  | Dany Mota (13)                                           |

### Classifica finale
|  | Pos. | Squadra            | Pt  | G  | V  | N  | P  | GF | GS | DR  |
|  | ---- | ------------------ | --- | -- | -- | -- | -- | -- | -- | --- |
|  | 1.   | Virtus Entella     | 75  | 37 | 22 | 9  | 6  | 58 | 26 | +32 |
|  | 2.   | Piacenza           | 74  | 37 | 22 | 8  | 7  | 56 | 33 | +23 |
|  | 3.   | Pisa               | 69  | 37 | 19 | 12 | 6  | 47 | 28 | +19 |
|  | 4.   | Arezzo             | 64  | 37 | 16 | 16 | 5  | 49 | 32 | +17 |
|  | 5.   | Pro Vercelli       | 64  | 37 | 18 | 10 | 9  | 45 | 29 | +16 |
|  | 6.   | Siena              | 63  | 37 | 16 | 15 | 6  | 57 | 40 | +17 |
|  | 7.   | Carrarese          | 62  | 37 | 19 | 5  | 13 | 65 | 46 | +19 |
|  | 8.   | Pro Patria         | 57  | 37 | 16 | 9  | 12 | 43 | 36 | +7  |
|  | 9.   | Novara             | 50  | 37 | 11 | 17 | 9  | 44 | 36 | +8  |
|  | 10.  | Alessandria        | 45  | 37 | 9  | 18 | 10 | 35 | 40 | −5  |
|  | 11.  | Pontedera          | 45  | 37 | 10 | 15 | 12 | 33 | 39 | −6  |
|  | 12.  | Juventus U23       | 42  | 37 | 12 | 6  | 19 | 41 | 48 | −7  |
|  | 13.  | Olbia              | 38  | 37 | 9  | 11 | 17 | 40 | 49 | −9  |
|  | 14.  | Arzachena (-1)     | 37  | 37 | 12 | 2  | 23 | 28 | 54 | −26 |
|  | 15.  | Pistoiese          | 35  | 37 | 9  | 8  | 20 | 36 | 47 | −11 |
|  | 16.  | Gozzano            | 33  | 37 | 6  | 15 | 16 | 35 | 44 | −9  |
|  | 17.  | Albissola          | 28  | 37 | 6  | 10 | 21 | 33 | 59 | −26 |
|  | 18.  | Cuneo (-21)        | 26  | 37 | 11 | 14 | 12 | 29 | 36 | −7  |
|  | 19.  | Lucchese (-23)     | 22  | 37 | 9  | 18 | 10 | 45 | 40 | +5  |
|  | ---  | Pro Piacenza (-16) | −16 | 19 | 0  | 0  | 19 | 0  | 57 | −57 |

Legenda:
      Promosso in Serie B 2019-2020.
      Ammessa direttamente ai play-off nazionali.
  Partecipa ai play-off o ai play-out.
      Escluso a campionato in corso.
      Retrocesso in Serie D 2019-2020.
Note:
La Lucchese ha scontato 23 punti di penalizzazione.
Il Cuneo ha scontato 21 punti di penalizzazione.
La Pro Piacenza ha scontato 16 punti di penalizzazione ed è stata esclusa dal campionato dopo la 27ª giornata, con annullamento di tutte le gare del girone di andata.
L'Arzachena ha scontato 1 punto di penalizzazione.
Regolamento:
Tre punti a vittoria, uno a pareggio, zero a sconfitta.
La classifica finale viene determinata tenendo conto del punteggio in classifica e, in caso di parità di punteggio fra due o più squadre, mediante la compilazione di una classifica avulsa fra le squadre interessate tenendo conto nell'ordine:
- dei punti conseguiti negli incontri diretti;
- della differenza tra le reti segnate e quelle subite negli stessi incontri;
- della differenza fra reti segnate e subite negli incontri diretti fra le squadre interessate;
- della differenza fra reti segnate e subite nell'intero campionato;
- del maggior numero di reti segnate nell'intero campionato;
- del minor numero di reti subite nell'intero campionato;
- del maggior numero di vittorie realizzate nell'intero campionato;
- del minor numero di sconfitte subite nell'intero campionato;
- del maggior numero di vittorie esterne nell'intero campionato;
- del minor numero di sconfitte interne nell'intero campionato.

### Risultati

#### Tabellone
Ogni riga indica i risultati casalinghi della squadra segnata a inizio della riga, contro le squadre segnate colonna per colonna (che invece avranno giocato l'incontro in trasferta). Al contrario, leggendo la colonna di una squadra si avranno i risultati ottenuti dalla stessa in trasferta, contro le squadre segnate in ogni riga, che invece avranno giocato l'incontro in casa.
|                | ALB  | ALE  | ARE  | ARZ  | CAR  | CUN  | GOZ  | JUV  | LUC  | NOV  | OLB  | PIA  | PIS  | PST  | PON  | PPA  | PRP  | PRV  | SIE  | VET  |
| -------------- | ---- | ---- | ---- | ---- | ---- | ---- | ---- | ---- | ---- | ---- | ---- | ---- | ---- | ---- | ---- | ---- | ---- | ---- | ---- | ---- |
| Albissola      | –––– | 1-2  | 1-2  | 2-1  | 0-3  | 2-0  | 1-1  | 1-0  | 1-1  | 0-1  | 2-3  | 1-1  | 0-1  | 1-3  | 1-2  | 1-1  |      | 2-3  | 3-2  | 0-1  |
| Alessandria    | 3-0  | –––– | 2-3  | 0-1  | 2-3  | 0-3  | 1-1  | 0-1  | 0-0  | 1-1  | 0-0  | 0-2  | 1-1  | 1-0  | 1-1  | 1-2  |      | 2-1  | 1-1  | 0-0  |
| Arezzo         | 2-0  | 1-1  | –––– | 2-1  | 2-2  | 0-0  | 2-0  | 1-1  | 0-0  | 1-1  | 1-0  | 1-1  | 1-0  | 2-1  | 2-0  | 1-1  | 3-0  | 3-1  | 3-3  | 2-2  |
| Arzachena      | 1-0  | 0-1  | 0-1  | –––– | 1-5  | 0-0  | 1-2  | 1-0  | 1-0  | 0-2  | 1-0  | 0-1  | 0-3  | 0-0  | 3-0  | 1-0  |      | 1-3  | 2-1  | 1-4  |
| Carrarese      | 3-0  | 1-1  | 3-0  | 2-0  | –––– | 3-0  | 2-1  | 4-0  | 3-1  | 4-2  | 3-4  | 0-2  | 4-1  | 2-1  | 1-0  | 2-1  | 3-0  | 0-1  | 1-2  | 0-2  |
| Cuneo          | 1-1  | 0-0  | 1-0  | 1-0  | 2-0  | –––– | 1-1  | 2-1  | 0-1  | 0-0  | 1-0  | 0-0  | 0-0  | 0-0  | 0-2  | 0-0  | 3-0  | 0-2  | 1-1  | 2-0  |
| Gozzano        | 1-0  | 1-1  | 0-1  | 1-3  | 1-1  | 4-0  | –––– | 1-2  | 1-1  | 0-0  | 0-1  | 3-4  | 0-2  | 0-1  | 1-1  | 0-2  |      | 0-1  | 2-1  | 1-3  |
| Juventus U23   | 1-0  | 1-2  | 3-1  | 1-0  | 0-1  | 4-0  | 0-0  | –––– | 1-0  | 1-1  | 2-2  | 0-2  | 1-3  | 0-4  | 1-2  | 2-0  | 3-0  | 3-0  | 2-2  | 0-2  |
| Lucchese       | 2-2  | 2-2  | 0-1  | 4-0  | 2-2  | 1-1  | 0-0  | 3-2  | –––– | 0-1  | 1-1  | 1-2  | 0-1  | 1-0  | 1-0  | 3-1  | 3-0  | 1-1  | 1-0  | 1-1  |
| Novara         | 0-1  | 0-1  | 2-2  | 2-0  | 1-2  | 1-3  | 0-0  | 1-1  | 2-2  | –––– | 4-0  | 0-0  | 2-2  | 1-1  | 1-0  | 0-1  |      | 2-1  | 2-2  | 1-2  |
| Olbia          | 1-1  | 0-0  | 0-0  | 0-1  | 3-1  | 1-2  | 1-4  | 0-1  | 0-1  | 1-2  | –––– | 0-1  | 0-1  | 1-1  | 1-1  | 1-1  |      | 1-0  | 0-0  | 2-1  |
| Piacenza       | 1-1  | 4-0  | 0-2  | 3-1  | 2-1  | 2-1  | 2-1  | 2-1  | 1-0  | 0-3  | 3-2  | –––– | 3-0  | 1-0  | 2-0  | 1-0  |      | 0-1  | 0-1  | 1-0  |
| Pisa           | 1-1  | 0-0  | 0-0  | 2-0  | 1-0  | 1-0  | 2-0  | 2-1  | 0-0  | 3-0  | 1-1  | 2-2  | –––– | 2-1  | 0-0  | 0-2  |      | 2-1  | 2-2  | 0-0  |
| Pistoiese      | 1-1  | 0-0  | 0-3  | 2-0  | 0-1  | 1-0  | 2-2  | 0-1  | 2-4  | 0-2  | 1-3  | 2-0  | 0-2  | –––– | 0-1  | 3-1  | 3-0  | 1-2  | 0-2  | 0-2  |
| Pontedera      | 2-1  | 1-2  | 1-1  | 2-0  | 0-0  | 1-1  | 1-1  | 1-0  | 3-3  | 0-0  | 2-1  | 1-1  | 0-2  | 0-0  | –––– | 1-0  |      | 0-2  | 3-3  | 1-2  |
| Pro Patria     | 2-0  | 0-0  | 1-1  | 1-0  | 3-1  | 2-0  | 1-1  | 2-1  | 2-2  | 1-0  | 3-2  | 1-4  | 1-2  | 2-1  | 1-0  | –––– | 3-0  | 0-1  | 1-1  | 2-0  |
| Pro Piacenza   | 0-3  | 0-3  |      | 0-3  |      |      | 0-3  | 0-3  |      | 0-3  | 0-3  | 0-3  | 0-3  |      | 0-3  |      | –––– | 0-3  |      |      |
| Pro Vercelli   | 1-0  | 1-1  | 1-0  | 4-0  | 3-1  | 0-1  | 1-0  | 1-0  | 0-0  | 1-1  | 1-1  | 1-1  | 1-2  | 1-0  | 0-0  | 0-0  | 3-0  | –––– | 1-1  | 0-0  |
| Siena          | 4-1  | 3-1  | 0-0  | 1-3  | 3-0  | 1-1  | 1-0  | 3-2  | 1-0  | 1-1  | 1-0  | 2-0  | 1-0  | 2-3  | 0-0  | 1-0  | 3-0  | 0-2  | –––– | 1-0  |
| Virtus Entella | 4-0  | 3-1  | 2-1  | 1-0  | 1-0  | 3-1  | 0-0  | 1-0  | 1-1  | 1-1  | 3-2  | 3-1  | 2-0  | 3-1  | 3-0  | 0-1  | 3-0  | 2-1  | 0-0  | –––– |

#### Calendario
| andata (1ª) | andata (1ª) | 1ª giornata              | ritorno (20ª) | ritorno (20ª) |
|             |             |                          |               |               |
| 19 set.     | 2-3         | Albissola-Olbia          | 1-1           | 30 dic.       |
| 16 set.     | 1-5         | Arzachena-Carrarese      | 0-2           | 30 dic.       |
| 17 set.     | 1-3         | Gozzano-Virtus Entella   | 0-0           | 30 dic.       |
| 16 set.     | 1-2         | Juventus U23-Alessandria | 1-0           | 30 dic.       |
| 16 set.     | 0-1         | Lucchese-Arezzo          | 0-0           | 30 dic.       |
| 17 set.     | 1-0         | Pisa-Cuneo               | 0-0           | 30 dic.       |
| 28 nov.     | 0-0         | Pontedera-Novara         | 0-1           | 30 dic.       |
| 16 set.     | 2-1         | Pro Patria-Pistoiese     | 1-3           | 30 dic.       |
| annullata   | [ 29 ]      | Pro Piacenza-Robur Siena | 0-3           | a tav.        |
| 28 nov.     | 1-1         | Pro Vercelli-Piacenza    | 1-0           | 30 dic.       |

| andata (2ª) | andata (2ª) | 2ª giornata              | ritorno (21ª) | ritorno (21ª) |
|             |             |                          |               |               |
| annullata   | [ 31 ]      | Alessandria-Pro Piacenza | 3-0           | a tav.        |
| 7 nov.      | 3-1         | Arezzo-Pro Vercelli      | 0-1           | 20 gen.       |
| 24 set.     | 4-0         | Carrarese-Juventus U23   | 1-0           | 20 gen.       |
| 23 set.     | 1-1         | Cuneo-Gozzano            | 0-4           | 19 gen.       |
| 7 nov.      | 0-1         | Novara-Albissola         | 1-0           | 21 gen.       |
| 23 set.     | 2-1         | Olbia-Pro Patria         | 2-3           | 20 gen.       |
| 22 set.     | 2-0         | Piacenza-Pontedera       | 1-1           | 20 gen.       |
| 23 set.     | 2-4         | Pistoiese-Lucchese       | 0-1           | 20 gen.       |
| 7 nov.      | 1-0         | Robur Siena-Pisa         | 2-2           | 19 gen.       |
| 8 nov.      | 1-0         | Virtus Entella-Arzachena | 4-1           | 20 gen.       |

| andata (1ª) | andata (1ª) | 1ª giornata              | ritorno (20ª) | ritorno (20ª) |
|             |             |                          |               |               |
| 19 set.     | 2-3         | Albissola-Olbia          | 1-1           | 30 dic.       |
| 16 set.     | 1-5         | Arzachena-Carrarese      | 0-2           | 30 dic.       |
| 17 set.     | 1-3         | Gozzano-Virtus Entella   | 0-0           | 30 dic.       |
| 16 set.     | 1-2         | Juventus U23-Alessandria | 1-0           | 30 dic.       |
| 16 set.     | 0-1         | Lucchese-Arezzo          | 0-0           | 30 dic.       |
| 17 set.     | 1-0         | Pisa-Cuneo               | 0-0           | 30 dic.       |
| 28 nov.     | 0-0         | Pontedera-Novara         | 0-1           | 30 dic.       |
| 16 set.     | 2-1         | Pro Patria-Pistoiese     | 1-3           | 30 dic.       |
| annullata   | [ 29 ]      | Pro Piacenza-Robur Siena | 0-3           | a tav.        |
| 28 nov.     | 1-1         | Pro Vercelli-Piacenza    | 1-0           | 30 dic.       |

| andata (2ª) | andata (2ª) | 2ª giornata              | ritorno (21ª) | ritorno (21ª) |
|             |             |                          |               |               |
| annullata   | [ 31 ]      | Alessandria-Pro Piacenza | 3-0           | a tav.        |
| 7 nov.      | 3-1         | Arezzo-Pro Vercelli      | 0-1           | 20 gen.       |
| 24 set.     | 4-0         | Carrarese-Juventus U23   | 1-0           | 20 gen.       |
| 23 set.     | 1-1         | Cuneo-Gozzano            | 0-4           | 19 gen.       |
| 7 nov.      | 0-1         | Novara-Albissola         | 1-0           | 21 gen.       |
| 23 set.     | 2-1         | Olbia-Pro Patria         | 2-3           | 20 gen.       |
| 22 set.     | 2-0         | Piacenza-Pontedera       | 1-1           | 20 gen.       |
| 23 set.     | 2-4         | Pistoiese-Lucchese       | 0-1           | 20 gen.       |
| 7 nov.      | 1-0         | Robur Siena-Pisa         | 2-2           | 19 gen.       |
| 8 nov.      | 1-0         | Virtus Entella-Arzachena | 4-1           | 20 gen.       |

| andata (3ª) | andata (3ª) | 3ª giornata              | ritorno (22ª) | ritorno (22ª) |
|             |             |                          |               |               |
| 21 nov.     | 0-2         | Arzachena-Novara         | 0-2           | 24 gen.       |
| 26 set.     | 3-4         | Gozzano-Piacenza         | 1-2           | 23 gen.       |
| 27 set.     | 4-0         | Juventus U23-Cuneo       | 1-2           | 23 gen.       |
| 27 set.     | 2-2         | Lucchese-Carrarese       | 1-3           | 23 gen.       |
| 25 set.     | 0-0         | Pisa-Arezzo              | 0-1           | 23 gen.       |
| 26 set.     | 2-1         | Pontedera-Albissola      | 2-1           | 24 gen.       |
| 21 nov.     | 1-1         | Pro Patria-Robur Siena   | 0-1           | 23 gen.       |
| annullata   | [ 31 ]      | Pro Piacenza-Pistoiese   | 0-3           | a tav.        |
| 21 nov.     | 1-1         | Pro Vercelli-Alessandria | 1-2           | 2 apr.        |
| 21 nov.     | 3-2         | Virtus Entella-Olbia     | 1-2           | 23 gen.       |

| andata (4ª) | andata (4ª) | 4ª giornata            | ritorno (23ª) | ritorno (23ª) |
|             |             |                        |               |               |
| 30 set.     | 2-3         | Albissola-Pro Vercelli | 0-1           | 27 gen.       |
| 30 set.     | 0-0         | Alessandria-Lucchese   | 2-2           | 27 gen.       |
| 30 set.     | 2-1         | Arezzo-Arzachena       | 1-0           | 27 gen.       |
| 30 set.     | 2-1         | Carrarese-Pro Patria   | 1-3           | 27 gen.       |
| 5 mar.      | 2-0         | Cuneo-Virtus Entella   | 1-3           | 27 gen.       |
| 30 set.     | 1-1         | Novara-Juventus U23    | 1-1           | 27 gen.       |
| annullata   | [ 31 ]      | Olbia-Pro Piacenza     | 3-0           | a tav.        |
| 30 set.     | 3-0         | Piacenza-Pisa          | 2-2           | 27 gen.       |
| 30 set.     | 2-2         | Pistoiese-Gozzano      | 1-0           | 28 gen.       |
| 30 set.     | 0-0         | Robur Siena-Pontedera  | 3-3           | 27 gen.       |

| andata (3ª) | andata (3ª) | 3ª giornata              | ritorno (22ª) | ritorno (22ª) |
|             |             |                          |               |               |
| 21 nov.     | 0-2         | Arzachena-Novara         | 0-2           | 24 gen.       |
| 26 set.     | 3-4         | Gozzano-Piacenza         | 1-2           | 23 gen.       |
| 27 set.     | 4-0         | Juventus U23-Cuneo       | 1-2           | 23 gen.       |
| 27 set.     | 2-2         | Lucchese-Carrarese       | 1-3           | 23 gen.       |
| 25 set.     | 0-0         | Pisa-Arezzo              | 0-1           | 23 gen.       |
| 26 set.     | 2-1         | Pontedera-Albissola      | 2-1           | 24 gen.       |
| 21 nov.     | 1-1         | Pro Patria-Robur Siena   | 0-1           | 23 gen.       |
| annullata   | [ 31 ]      | Pro Piacenza-Pistoiese   | 0-3           | a tav.        |
| 21 nov.     | 1-1         | Pro Vercelli-Alessandria | 1-2           | 2 apr.        |
| 21 nov.     | 3-2         | Virtus Entella-Olbia     | 1-2           | 23 gen.       |

| andata (4ª) | andata (4ª) | 4ª giornata            | ritorno (23ª) | ritorno (23ª) |
|             |             |                        |               |               |
| 30 set.     | 2-3         | Albissola-Pro Vercelli | 0-1           | 27 gen.       |
| 30 set.     | 0-0         | Alessandria-Lucchese   | 2-2           | 27 gen.       |
| 30 set.     | 2-1         | Arezzo-Arzachena       | 1-0           | 27 gen.       |
| 30 set.     | 2-1         | Carrarese-Pro Patria   | 1-3           | 27 gen.       |
| 5 mar.      | 2-0         | Cuneo-Virtus Entella   | 1-3           | 27 gen.       |
| 30 set.     | 1-1         | Novara-Juventus U23    | 1-1           | 27 gen.       |
| annullata   | [ 31 ]      | Olbia-Pro Piacenza     | 3-0           | a tav.        |
| 30 set.     | 3-0         | Piacenza-Pisa          | 2-2           | 27 gen.       |
| 30 set.     | 2-2         | Pistoiese-Gozzano      | 1-0           | 28 gen.       |
| 30 set.     | 0-0         | Robur Siena-Pontedera  | 3-3           | 27 gen.       |

| andata (5ª) | andata (5ª) | 5ª giornata              | ritorno (24ª) | ritorno (24ª) |
|             |             |                          |               |               |
| 7 ott.      | 1-0         | Arzachena-Albissola      | 1-2           | 3 feb.        |
| annullata   | [ 31 ]      | Gozzano-Pro Piacenza     | 3-0           | a tav.        |
| 8 ott.      | 2-0         | Juventus U23-Pro Patria  | 1-2           | 4 feb.        |
| 7 ott.      | 1-1         | Lucchese-Cuneo           | 1-0           | 20 feb.       |
| 7 ott.      | 0-3         | Piacenza-Novara          | 0-0           | 3 feb.        |
| 7 ott.      | 0-0         | Pisa-Alessandria         | 1-1           | 3 feb.        |
| 7 ott.      | 2-1         | Pontedera-Olbia          | 1-1           | 3 feb.        |
| 6 ott.      | 3-1         | Pro Vercelli-Carrarese   | 1-0           | 3 feb.        |
| 7 ott.      | 0-0         | Robur Siena-Arezzo       | 3-3           | 3 feb.        |
| 20 feb.     | 3-1         | Virtus Entella-Pistoiese | 2-0           | 3 feb.        |

| andata (6ª) | andata (6ª) | 6ª giornata                 | ritorno (25ª) | ritorno (25ª) |
|             |             |                             |               |               |
| 14 ott.     | 1-1         | Albissola-Piacenza          | 1-1           | 10 feb.       |
| 14 ott.     | 1-1         | Alessandria-Robur Siena     | 1-3           | 10 feb.       |
| 15 ott.     | 2-0         | Arezzo-Pontedera            | 1-1           | 9 feb.        |
| 14 ott.     | 1-0         | Arzachena-Juventus U23      | 0-1           | 10 feb.       |
| 14 ott.     | 4-2         | Carrarese-Novara            | 2-1           | 10 feb.       |
| 14 ott.     | 1-0         | Cuneo-Olbia                 | 2-1           | 10 feb.       |
| 15 ott.     | 1-1         | Gozzano-Lucchese            | 0-0           | 10 feb.       |
| 14 ott.     | 0-2         | Pistoiese-Pisa              | 1-2           | 10 feb.       |
| 14 ott.     | 0-1         | Pro Patria-Pro Vercelli     | 0-0           | 10 feb.       |
| annullata   | [ 37 ]      | Pro Piacenza-Virtus Entella | 0-3           | a tav.        |

| andata (5ª) | andata (5ª) | 5ª giornata              | ritorno (24ª) | ritorno (24ª) |
|             |             |                          |               |               |
| 7 ott.      | 1-0         | Arzachena-Albissola      | 1-2           | 3 feb.        |
| annullata   | [ 31 ]      | Gozzano-Pro Piacenza     | 3-0           | a tav.        |
| 8 ott.      | 2-0         | Juventus U23-Pro Patria  | 1-2           | 4 feb.        |
| 7 ott.      | 1-1         | Lucchese-Cuneo           | 1-0           | 20 feb.       |
| 7 ott.      | 0-3         | Piacenza-Novara          | 0-0           | 3 feb.        |
| 7 ott.      | 0-0         | Pisa-Alessandria         | 1-1           | 3 feb.        |
| 7 ott.      | 2-1         | Pontedera-Olbia          | 1-1           | 3 feb.        |
| 6 ott.      | 3-1         | Pro Vercelli-Carrarese   | 1-0           | 3 feb.        |
| 7 ott.      | 0-0         | Robur Siena-Arezzo       | 3-3           | 3 feb.        |
| 20 feb.     | 3-1         | Virtus Entella-Pistoiese | 2-0           | 3 feb.        |

| andata (6ª) | andata (6ª) | 6ª giornata                 | ritorno (25ª) | ritorno (25ª) |
|             |             |                             |               |               |
| 14 ott.     | 1-1         | Albissola-Piacenza          | 1-1           | 10 feb.       |
| 14 ott.     | 1-1         | Alessandria-Robur Siena     | 1-3           | 10 feb.       |
| 15 ott.     | 2-0         | Arezzo-Pontedera            | 1-1           | 9 feb.        |
| 14 ott.     | 1-0         | Arzachena-Juventus U23      | 0-1           | 10 feb.       |
| 14 ott.     | 4-2         | Carrarese-Novara            | 2-1           | 10 feb.       |
| 14 ott.     | 1-0         | Cuneo-Olbia                 | 2-1           | 10 feb.       |
| 15 ott.     | 1-1         | Gozzano-Lucchese            | 0-0           | 10 feb.       |
| 14 ott.     | 0-2         | Pistoiese-Pisa              | 1-2           | 10 feb.       |
| 14 ott.     | 0-1         | Pro Patria-Pro Vercelli     | 0-0           | 10 feb.       |
| annullata   | [ 37 ]      | Pro Piacenza-Virtus Entella | 0-3           | a tav.        |

| andata (7ª) | andata (7ª) | 7ª giornata                 | ritorno (26ª) | ritorno (26ª) |
|             |             |                             |               |               |
| 17 ott.     | 1-3         | Albissola-Pistoiese         | 1-1           | 13 feb.       |
| 18 ott.     | 3-1         | Juventus U23-Arezzo         | 1-1           | 13 feb.       |
| 18 ott.     | 4-0         | Lucchese-Arzachena          | 0-1           | 13 feb.       |
| 17 ott.     | 0-1         | Novara-Pro Patria           | 0-1           | 13 feb.       |
| 17 ott.     | 0-0         | Olbia-Alessandria           | 0-0           | 13 feb.       |
| 17 ott.     | 2-1         | Piacenza-Carrarese          | 2-0           | 13 feb.       |
| annullata   | [ 31 ]      | Pisa-Pro Piacenza           | 3-0           | a tav.        |
| 18 ott.     | 1-1         | Pontedera-Gozzano           | 1-1           | 13 feb.       |
| 19 mar.     | 0-0         | Pro Vercelli-Virtus Entella | 1-2           | 13 feb.       |
| 17 ott.     | 1-1         | Robur Siena-Cuneo           | 1-1           | 13 feb.       |

| andata (8ª) | andata (8ª) | 8ª giornata              | ritorno (27ª) | ritorno (27ª) |
|             |             |                          |               |               |
| 21 ott.     | 2-0         | Arezzo-Albissola         | 2-1           | 17 feb.       |
| 21 ott.     | 0-1         | Arzachena-Alessandria    | 1-0           | 17 feb.       |
| 22 ott.     | 3-4         | Carrarese-Olbia          | 1-3           | 17 feb.       |
| 22 ott.     | 0-2         | Gozzano-Pisa             | 0-2           | 17 feb.       |
| 21 ott.     | 2-2         | Juventus U23-Robur Siena | 2-3           | 17 feb.       |
| 21 ott.     | 0-2         | Pistoiese-Novara         | 1-1           | 17 feb.       |
| 21 ott.     | 1-4         | Pro Patria-Piacenza      | 0-1           | 17 feb.       |
| annullata   | [ 31 ]      | Pro Piacenza-Cuneo       | 0-3           | a tav.        |
| 21 ott.     | 0-0         | Pro Vercelli-Pontedera   | 2-0           | 17 feb.       |
| 26 mar.     | 1-1         | Virtus Entella-Lucchese  | 1-1           | 17 feb.       |

| andata (7ª) | andata (7ª) | 7ª giornata                 | ritorno (26ª) | ritorno (26ª) |
|             |             |                             |               |               |
| 17 ott.     | 1-3         | Albissola-Pistoiese         | 1-1           | 13 feb.       |
| 18 ott.     | 3-1         | Juventus U23-Arezzo         | 1-1           | 13 feb.       |
| 18 ott.     | 4-0         | Lucchese-Arzachena          | 0-1           | 13 feb.       |
| 17 ott.     | 0-1         | Novara-Pro Patria           | 0-1           | 13 feb.       |
| 17 ott.     | 0-0         | Olbia-Alessandria           | 0-0           | 13 feb.       |
| 17 ott.     | 2-1         | Piacenza-Carrarese          | 2-0           | 13 feb.       |
| annullata   | [ 31 ]      | Pisa-Pro Piacenza           | 3-0           | a tav.        |
| 18 ott.     | 1-1         | Pontedera-Gozzano           | 1-1           | 13 feb.       |
| 19 mar.     | 0-0         | Pro Vercelli-Virtus Entella | 1-2           | 13 feb.       |
| 17 ott.     | 1-1         | Robur Siena-Cuneo           | 1-1           | 13 feb.       |

| andata (8ª) | andata (8ª) | 8ª giornata              | ritorno (27ª) | ritorno (27ª) |
|             |             |                          |               |               |
| 21 ott.     | 2-0         | Arezzo-Albissola         | 2-1           | 17 feb.       |
| 21 ott.     | 0-1         | Arzachena-Alessandria    | 1-0           | 17 feb.       |
| 22 ott.     | 3-4         | Carrarese-Olbia          | 1-3           | 17 feb.       |
| 22 ott.     | 0-2         | Gozzano-Pisa             | 0-2           | 17 feb.       |
| 21 ott.     | 2-2         | Juventus U23-Robur Siena | 2-3           | 17 feb.       |
| 21 ott.     | 0-2         | Pistoiese-Novara         | 1-1           | 17 feb.       |
| 21 ott.     | 1-4         | Pro Patria-Piacenza      | 0-1           | 17 feb.       |
| annullata   | [ 31 ]      | Pro Piacenza-Cuneo       | 0-3           | a tav.        |
| 21 ott.     | 0-0         | Pro Vercelli-Pontedera   | 2-0           | 17 feb.       |
| 26 mar.     | 1-1         | Virtus Entella-Lucchese  | 1-1           | 17 feb.       |

| andata (9ª) | andata (9ª) | 9ª giornata             | ritorno (28ª) | ritorno (28ª) |
|             |             |                         |               |               |
| 28 ott.     | 1-1         | Albissola-Pro Patria    | 0-2           | 24 feb.       |
| 28 ott.     | 1-1         | Alessandria-Gozzano     | 1-1           | 23 feb.       |
| 28 ott.     | 1-0         | Cuneo-Arzachena         | 0-0           | 24 feb.       |
| 28 ott.     | 3-2         | Lucchese-Juventus U23   | 0-1           | 24 feb.       |
| annullata   | [ 41 ]      | Novara-Pro Piacenza     | 3-0           | a tav.        |
| 28 ott.     | 0-0         | Olbia-Arezzo            | 0-1           | 24 feb.       |
| 23 apr.     | 1-0         | Piacenza-Virtus Entella | 1-3           | 24 feb.       |
| 5 mar.      | 2-1         | Pisa-Pro Vercelli       | 2-1           | 24 feb.       |
| 29 ott.     | 0-0         | Pontedera-Carrarese     | 0-1           | 24 feb.       |
| 5 mar.      | 2-3         | Robur Siena-Pistoiese   | 2-0           | 25 feb.       |

| andata (10ª) | andata (10ª) | 10ª giornata          | ritorno (29ª) | ritorno (29ª) |
|              |              |                       |               |               |
| 4 nov.       | 0-0          | Arezzo-Cuneo          | 0-1           | 2 mar.        |
| 4 nov.       | 1-0          | Arzachena-Olbia       | 1-0           | 2 mar.        |
| 4 nov.       | 3-0          | Carrarese-Albissola   | 3-0           | 2 mar.        |
| 4 nov.       | 2-1          | Gozzano-Robur Siena   | 0-1           | 2 mar.        |
| 5 nov.       | 0-2          | Juventus U23-Piacenza | 1-2           | 2 mar.        |
| 3 nov.       | 0-0          | Pistoiese-Alessandria | 0-1           | 2 mar.        |
| 4 nov.       | 1-0          | Pro Patria-Pontedera  | 0-1           | 2 mar.        |
| annullata    | [ 31 ]       | Pro Piacenza-Lucchese | 0-3           | a tav.        |
| 3 nov.       | 1-1          | Pro Vercelli-Novara   | 1-2           | 2 mar.        |
| 4 nov.       | 2-0          | Virtus Entella-Pisa   | 0-0           | 2 mar.        |

| andata (9ª) | andata (9ª) | 9ª giornata             | ritorno (28ª) | ritorno (28ª) |
|             |             |                         |               |               |
| 28 ott.     | 1-1         | Albissola-Pro Patria    | 0-2           | 24 feb.       |
| 28 ott.     | 1-1         | Alessandria-Gozzano     | 1-1           | 23 feb.       |
| 28 ott.     | 1-0         | Cuneo-Arzachena         | 0-0           | 24 feb.       |
| 28 ott.     | 3-2         | Lucchese-Juventus U23   | 0-1           | 24 feb.       |
| annullata   | [ 41 ]      | Novara-Pro Piacenza     | 3-0           | a tav.        |
| 28 ott.     | 0-0         | Olbia-Arezzo            | 0-1           | 24 feb.       |
| 23 apr.     | 1-0         | Piacenza-Virtus Entella | 1-3           | 24 feb.       |
| 5 mar.      | 2-1         | Pisa-Pro Vercelli       | 2-1           | 24 feb.       |
| 29 ott.     | 0-0         | Pontedera-Carrarese     | 0-1           | 24 feb.       |
| 5 mar.      | 2-3         | Robur Siena-Pistoiese   | 2-0           | 25 feb.       |

| andata (10ª) | andata (10ª) | 10ª giornata          | ritorno (29ª) | ritorno (29ª) |
|              |              |                       |               |               |
| 4 nov.       | 0-0          | Arezzo-Cuneo          | 0-1           | 2 mar.        |
| 4 nov.       | 1-0          | Arzachena-Olbia       | 1-0           | 2 mar.        |
| 4 nov.       | 3-0          | Carrarese-Albissola   | 3-0           | 2 mar.        |
| 4 nov.       | 2-1          | Gozzano-Robur Siena   | 0-1           | 2 mar.        |
| 5 nov.       | 0-2          | Juventus U23-Piacenza | 1-2           | 2 mar.        |
| 3 nov.       | 0-0          | Pistoiese-Alessandria | 0-1           | 2 mar.        |
| 4 nov.       | 1-0          | Pro Patria-Pontedera  | 0-1           | 2 mar.        |
| annullata    | [ 31 ]       | Pro Piacenza-Lucchese | 0-3           | a tav.        |
| 3 nov.       | 1-1          | Pro Vercelli-Novara   | 1-2           | 2 mar.        |
| 4 nov.       | 2-0          | Virtus Entella-Pisa   | 0-0           | 2 mar.        |

| andata (11ª) | andata (11ª) | 11ª giornata             | ritorno (30ª) | ritorno (30ª) |
|              |              |                          |               |               |
| 11 nov.      | 1-0          | Albissola-Juventus U23   | 0-1           | 9 mar.        |
| 11 nov.      | 2-3          | Alessandria-Carrarese    | 1-1           | 9 mar.        |
| 11 nov.      | 0-0          | Cuneo-Pistoiese          | 0-1           | 9 mar.        |
| 11 nov.      | 0-1          | Lucchese-Pisa            | 0-0           | 9 mar.        |
| 11 nov.      | 2-2          | Novara-Arezzo            | 1-1           | 9 mar.        |
| 11 nov.      | 1-4          | Olbia-Gozzano            | 1-0           | 9 mar.        |
| annullata    | [ 31 ]       | Piacenza-Pro Piacenza    | 3-0           | a tav.        |
| 12 nov.      | 1-2          | Pontedera-Virtus Entella | 0-3           | 9 mar.        |
| 11 nov.      | 1-0          | Pro Patria-Arzachena     | 0-1           | 9 mar.        |
| 11 nov.      | 0-2          | Robur Siena-Pro Vercelli | 1-1           | 10 mar.       |

| andata (12ª) | andata (12ª) | 12ª giornata               | ritorno (31ª) | ritorno (31ª) |
|              |              |                            |               |               |
| 19 nov.      | 2-2          | Arezzo-Carrarese           | 0-3           | 16 mar.       |
| 18 nov.      | 1-3          | Arzachena-Pro Vercelli     | 0-4           | 16 mar.       |
| 18 nov.      | 0-0          | Cuneo-Novara               | 3-1           | 16 mar.       |
| 18 nov.      | 1-0          | Gozzano-Albissola          | 1-1           | 16 mar.       |
| 18 nov.      | 1-2          | Juventus U23-Pontedera     | 0-1           | 16 mar.       |
| 18 nov.      | 2-3          | Lucchese-Robur Siena       | 0-1           | 16 mar.       |
| 18 nov.      | 1-1          | Pisa-Olbia                 | 1-0           | 16 mar.       |
| 18 nov.      | 2-0          | Pistoiese-Piacenza         | 0-1           | 16 mar.       |
| annullata    | [ 31 ]       | Pro Piacenza-Pro Patria    | 0-3           | a tav.        |
| 18 nov.      | 3-1          | Virtus Entella-Alessandria | 0-0           | 16 mar.       |

| andata (11ª) | andata (11ª) | 11ª giornata             | ritorno (30ª) | ritorno (30ª) |
|              |              |                          |               |               |
| 11 nov.      | 1-0          | Albissola-Juventus U23   | 0-1           | 9 mar.        |
| 11 nov.      | 2-3          | Alessandria-Carrarese    | 1-1           | 9 mar.        |
| 11 nov.      | 0-0          | Cuneo-Pistoiese          | 0-1           | 9 mar.        |
| 11 nov.      | 0-1          | Lucchese-Pisa            | 0-0           | 9 mar.        |
| 11 nov.      | 2-2          | Novara-Arezzo            | 1-1           | 9 mar.        |
| 11 nov.      | 1-4          | Olbia-Gozzano            | 1-0           | 9 mar.        |
| annullata    | [ 31 ]       | Piacenza-Pro Piacenza    | 3-0           | a tav.        |
| 12 nov.      | 1-2          | Pontedera-Virtus Entella | 0-3           | 9 mar.        |
| 11 nov.      | 1-0          | Pro Patria-Arzachena     | 0-1           | 9 mar.        |
| 11 nov.      | 0-2          | Robur Siena-Pro Vercelli | 1-1           | 10 mar.       |

| andata (12ª) | andata (12ª) | 12ª giornata               | ritorno (31ª) | ritorno (31ª) |
|              |              |                            |               |               |
| 19 nov.      | 2-2          | Arezzo-Carrarese           | 0-3           | 16 mar.       |
| 18 nov.      | 1-3          | Arzachena-Pro Vercelli     | 0-4           | 16 mar.       |
| 18 nov.      | 0-0          | Cuneo-Novara               | 3-1           | 16 mar.       |
| 18 nov.      | 1-0          | Gozzano-Albissola          | 1-1           | 16 mar.       |
| 18 nov.      | 1-2          | Juventus U23-Pontedera     | 0-1           | 16 mar.       |
| 18 nov.      | 2-3          | Lucchese-Robur Siena       | 0-1           | 16 mar.       |
| 18 nov.      | 1-1          | Pisa-Olbia                 | 1-0           | 16 mar.       |
| 18 nov.      | 2-0          | Pistoiese-Piacenza         | 0-1           | 16 mar.       |
| annullata    | [ 31 ]       | Pro Piacenza-Pro Patria    | 0-3           | a tav.        |
| 18 nov.      | 3-1          | Virtus Entella-Alessandria | 0-0           | 16 mar.       |

| andata (13ª) | andata (13ª) | 13ª giornata               | ritorno (32ª) | ritorno (32ª) |
|              |              |                            |               |               |
| annullata    | [ 31 ]       | Albissola-Pro Piacenza     | 3-0           | a tav.        |
| 25 nov.      | 0-3          | Alessandria-Cuneo          | 0-0           | 23 mar.       |
| 25 nov.      | 4-1          | Carrarese-Pisa             | 0-1           | 23 mar.       |
| 25 nov.      | 0-0          | Novara-Gozzano             | 0-0           | 23 mar.       |
| 25 nov.      | 1-1          | Olbia-Pistoiese            | 3-1           | 23 mar.       |
| 25 nov.      | 0-2          | Piacenza-Arezzo            | 1-1           | 23 mar.       |
| 25 nov.      | 2-0          | Pontedera-Arzachena        | 0-3           | 23 mar.       |
| 25 nov.      | 2-2          | Pro Patria-Lucchese        | 1-3           | 23 mar.       |
| 25 nov.      | 1-0          | Pro Vercelli-Juventus U23  | 0-3           | 23 mar.       |
| 25 nov.      | 1-0          | Robur Siena-Virtus Entella | 0-0           | 23 mar.       |

| andata (14ª) | andata (14ª) | 14ª giornata           | ritorno (33ª) | ritorno (33ª) |
|              |              |                        |               |               |
| 3 dic.       | 0-2          | Alessandria-Piacenza   | 0-4           | 30 mar.       |
| 2 dic.       | 1-1          | Arezzo-Pro Patria      | 1-1           | 30 mar.       |
| 2 dic.       | 2-1          | Arzachena-Robur Siena  | 3-1           | 30 mar.       |
| 2 dic.       | 0-2          | Cuneo-Pontedera        | 1-1           | 30 mar.       |
| 2 dic.       | 0-1          | Gozzano-Pro Vercelli   | 0-1           | 30 mar.       |
| 2 dic.       | 1-1          | Lucchese-Olbia         | 1-0           | 30 mar.       |
| 2 dic.       | 1-1          | Pisa-Albissola         | 1-0           | 30 mar.       |
| 2 dic.       | 0-1          | Pistoiese-Juventus U23 | 4-0           | 30 mar.       |
| annullata    | [ 31 ]       | Pro Piacenza-Carrarese | 0-3           | a tav.        |
| 2 dic.       | 1-1          | Virtus Entella-Novara  | 2-1           | 1° apr.       |

| andata (13ª) | andata (13ª) | 13ª giornata               | ritorno (32ª) | ritorno (32ª) |
|              |              |                            |               |               |
| annullata    | [ 31 ]       | Albissola-Pro Piacenza     | 3-0           | a tav.        |
| 25 nov.      | 0-3          | Alessandria-Cuneo          | 0-0           | 23 mar.       |
| 25 nov.      | 4-1          | Carrarese-Pisa             | 0-1           | 23 mar.       |
| 25 nov.      | 0-0          | Novara-Gozzano             | 0-0           | 23 mar.       |
| 25 nov.      | 1-1          | Olbia-Pistoiese            | 3-1           | 23 mar.       |
| 25 nov.      | 0-2          | Piacenza-Arezzo            | 1-1           | 23 mar.       |
| 25 nov.      | 2-0          | Pontedera-Arzachena        | 0-3           | 23 mar.       |
| 25 nov.      | 2-2          | Pro Patria-Lucchese        | 1-3           | 23 mar.       |
| 25 nov.      | 1-0          | Pro Vercelli-Juventus U23  | 0-3           | 23 mar.       |
| 25 nov.      | 1-0          | Robur Siena-Virtus Entella | 0-0           | 23 mar.       |

| andata (14ª) | andata (14ª) | 14ª giornata           | ritorno (33ª) | ritorno (33ª) |
|              |              |                        |               |               |
| 3 dic.       | 0-2          | Alessandria-Piacenza   | 0-4           | 30 mar.       |
| 2 dic.       | 1-1          | Arezzo-Pro Patria      | 1-1           | 30 mar.       |
| 2 dic.       | 2-1          | Arzachena-Robur Siena  | 3-1           | 30 mar.       |
| 2 dic.       | 0-2          | Cuneo-Pontedera        | 1-1           | 30 mar.       |
| 2 dic.       | 0-1          | Gozzano-Pro Vercelli   | 0-1           | 30 mar.       |
| 2 dic.       | 1-1          | Lucchese-Olbia         | 1-0           | 30 mar.       |
| 2 dic.       | 1-1          | Pisa-Albissola         | 1-0           | 30 mar.       |
| 2 dic.       | 0-1          | Pistoiese-Juventus U23 | 4-0           | 30 mar.       |
| annullata    | [ 31 ]       | Pro Piacenza-Carrarese | 0-3           | a tav.        |
| 2 dic.       | 1-1          | Virtus Entella-Novara  | 2-1           | 1° apr.       |

| andata (15ª) | andata (15ª) | 15ª giornata             | ritorno (34ª) | ritorno (34ª) |
|              |              |                          |               |               |
| 9 dic.       | 0-1          | Albissola-Virtus Entella | 0-4           | 6 apr.        |
| 9 dic.       | 1-1          | Arezzo-Alessandria       | 3-2           | 8 apr.        |
| 9 dic.       | 2-1          | Carrarese-Pistoiese      | 1-0           | 6 apr.        |
| 9 dic.       | 1-3          | Juventus U23-Pisa        | 1-2           | 6 apr.        |
| 9 dic.       | 2-2          | Novara-Lucchese          | 1-0           | 6 apr.        |
| 20 feb.      | 0-0          | Olbia-Robur Siena        | 0-1           | 6 apr.        |
| 9 dic.       | 3-1          | Piacenza-Arzachena       | 1-0           | 6 apr.        |
| annullata    | [ 31 ]       | Pontedera-Pro Piacenza   | 3-0           | a tav.        |
| 9 dic.       | 1-1          | Pro Patria-Gozzano       | 2-0           | 6 apr.        |
| 10 dic.      | 0-1          | Pro Vercelli-Cuneo       | 2-0           | 6 apr.        |

| andata (16ª) | andata (16ª) | 16ª giornata              | ritorno (35ª) | ritorno (35ª) |
|              |              |                           |               |               |
| 12 dic.      | 1-1          | Alessandria-Novara        | 1-0           | 13 apr.       |
| 13 dic.      | 0-0          | Cuneo-Piacenza            | 1-2           | 13 apr.       |
| 12 dic.      | 1-1          | Gozzano-Carrarese         | 1-2           | 13 apr.       |
| 13 dic.      | 1-1          | Lucchese-Pro Vercelli     | 0-0           | 13 apr.       |
| 12 dic.      | 0-1          | Olbia-Juventus U23        | 2-2           | 13 apr.       |
| 12 dic.      | 2-0          | Pisa-Arzachena            | 3-0           | 13 apr.       |
| 12 dic.      | 0-1          | Pistoiese-Pontedera       | 0-0           | 13 apr.       |
| annullata    | [ 31 ]       | Pro Piacenza-Arezzo       | 0-3           | a tav.        |
| 12 dic.      | 4-1          | Robur Siena-Albissola     | 2-3           | 13 apr.       |
| 12 dic.      | 0-1          | Virtus Entella-Pro Patria | 0-2           | 13 apr.       |

| andata (15ª) | andata (15ª) | 15ª giornata             | ritorno (34ª) | ritorno (34ª) |
|              |              |                          |               |               |
| 9 dic.       | 0-1          | Albissola-Virtus Entella | 0-4           | 6 apr.        |
| 9 dic.       | 1-1          | Arezzo-Alessandria       | 3-2           | 8 apr.        |
| 9 dic.       | 2-1          | Carrarese-Pistoiese      | 1-0           | 6 apr.        |
| 9 dic.       | 1-3          | Juventus U23-Pisa        | 1-2           | 6 apr.        |
| 9 dic.       | 2-2          | Novara-Lucchese          | 1-0           | 6 apr.        |
| 20 feb.      | 0-0          | Olbia-Robur Siena        | 0-1           | 6 apr.        |
| 9 dic.       | 3-1          | Piacenza-Arzachena       | 1-0           | 6 apr.        |
| annullata    | [ 31 ]       | Pontedera-Pro Piacenza   | 3-0           | a tav.        |
| 9 dic.       | 1-1          | Pro Patria-Gozzano       | 2-0           | 6 apr.        |
| 10 dic.      | 0-1          | Pro Vercelli-Cuneo       | 2-0           | 6 apr.        |

| andata (16ª) | andata (16ª) | 16ª giornata              | ritorno (35ª) | ritorno (35ª) |
|              |              |                           |               |               |
| 12 dic.      | 1-1          | Alessandria-Novara        | 1-0           | 13 apr.       |
| 13 dic.      | 0-0          | Cuneo-Piacenza            | 1-2           | 13 apr.       |
| 12 dic.      | 1-1          | Gozzano-Carrarese         | 1-2           | 13 apr.       |
| 13 dic.      | 1-1          | Lucchese-Pro Vercelli     | 0-0           | 13 apr.       |
| 12 dic.      | 0-1          | Olbia-Juventus U23        | 2-2           | 13 apr.       |
| 12 dic.      | 2-0          | Pisa-Arzachena            | 3-0           | 13 apr.       |
| 12 dic.      | 0-1          | Pistoiese-Pontedera       | 0-0           | 13 apr.       |
| annullata    | [ 31 ]       | Pro Piacenza-Arezzo       | 0-3           | a tav.        |
| 12 dic.      | 4-1          | Robur Siena-Albissola     | 2-3           | 13 apr.       |
| 12 dic.      | 0-1          | Virtus Entella-Pro Patria | 0-2           | 13 apr.       |

| andata (17ª) | andata (17ª) | 17ª giornata           | ritorno (36ª) | ritorno (36ª) |
|              |              |                        |               |               |
| 16 dic.      | 2-0          | Albissola-Cuneo        | 1-1           | 18 apr.       |
| 16 dic.      | 2-2          | Arezzo-Virtus Entella  | 1-2           | 18 apr.       |
| annullata    | [ 31 ]       | Arzachena-Pro Piacenza | 3-0           | a tav.        |
| 16 dic.      | 1-2          | Carrarese-Robur Siena  | 0-3           | 18 apr.       |
| 16 dic.      | 0-0          | Juventus U23-Gozzano   | 2-1           | 18 apr.       |
| 16 dic.      | 4-0          | Novara-Olbia           | 2-1           | 18 apr.       |
| 16 dic.      | 1-0          | Piacenza-Lucchese      | 2-1           | 18 apr.       |
| 16 dic.      | 0-2          | Pontedera-Pisa         | 0-0           | 18 apr.       |
| 16 dic.      | 0-0          | Pro Patria-Alessandria | 2-1           | 18 apr.       |
| 16 dic.      | 1-0          | Pro Vercelli-Pistoiese | 2-1           | 18 apr.       |

| andata (18ª) | andata (18ª) | 18ª giornata                | ritorno (37ª) | ritorno (37ª) |
|              |              |                             |               |               |
| 23 dic.      | 1-1          | Alessandria-Pontedera       | 2-1           | 27 apr.       |
| 23 dic.      | 2-0          | Cuneo-Carrarese             | 0-3           | 27 apr.       |
| 23 dic.      | 0-1          | Gozzano-Arezzo              | 0-2           | 27 apr.       |
| 23 dic.      | 2-2          | Lucchese-Albissola          | 1-1           | 27 apr.       |
| 23 dic.      | 0-1          | Olbia-Piacenza              | 2-3           | 27 apr.       |
| 23 dic.      | 0-2          | Pisa-Pro Patria             | 2-1           | 27 apr.       |
| 23 dic.      | 2-0          | Pistoiese-Arzachena         | 0-0           | 27 apr.       |
| a tav.       | 0-3          | Pro Piacenza-Pro Vercelli   | 0-3           | a tav.        |
| 22 dic.      | 1-1          | Robur Siena-Novara          | 2-2           | 27 apr.       |
| 23 dic.      | 1-0          | Virtus Entella-Juventus U23 | 2-0           | 27 apr.       |

| andata (17ª) | andata (17ª) | 17ª giornata           | ritorno (36ª) | ritorno (36ª) |
|              |              |                        |               |               |
| 16 dic.      | 2-0          | Albissola-Cuneo        | 1-1           | 18 apr.       |
| 16 dic.      | 2-2          | Arezzo-Virtus Entella  | 1-2           | 18 apr.       |
| annullata    | [ 31 ]       | Arzachena-Pro Piacenza | 3-0           | a tav.        |
| 16 dic.      | 1-2          | Carrarese-Robur Siena  | 0-3           | 18 apr.       |
| 16 dic.      | 0-0          | Juventus U23-Gozzano   | 2-1           | 18 apr.       |
| 16 dic.      | 4-0          | Novara-Olbia           | 2-1           | 18 apr.       |
| 16 dic.      | 1-0          | Piacenza-Lucchese      | 2-1           | 18 apr.       |
| 16 dic.      | 0-2          | Pontedera-Pisa         | 0-0           | 18 apr.       |
| 16 dic.      | 0-0          | Pro Patria-Alessandria | 2-1           | 18 apr.       |
| 16 dic.      | 1-0          | Pro Vercelli-Pistoiese | 2-1           | 18 apr.       |

| andata (18ª) | andata (18ª) | 18ª giornata                | ritorno (37ª) | ritorno (37ª) |
|              |              |                             |               |               |
| 23 dic.      | 1-1          | Alessandria-Pontedera       | 2-1           | 27 apr.       |
| 23 dic.      | 2-0          | Cuneo-Carrarese             | 0-3           | 27 apr.       |
| 23 dic.      | 0-1          | Gozzano-Arezzo              | 0-2           | 27 apr.       |
| 23 dic.      | 2-2          | Lucchese-Albissola          | 1-1           | 27 apr.       |
| 23 dic.      | 0-1          | Olbia-Piacenza              | 2-3           | 27 apr.       |
| 23 dic.      | 0-2          | Pisa-Pro Patria             | 2-1           | 27 apr.       |
| 23 dic.      | 2-0          | Pistoiese-Arzachena         | 0-0           | 27 apr.       |
| a tav.       | 0-3          | Pro Piacenza-Pro Vercelli   | 0-3           | a tav.        |
| 22 dic.      | 1-1          | Robur Siena-Novara          | 2-2           | 27 apr.       |
| 23 dic.      | 1-0          | Virtus Entella-Juventus U23 | 2-0           | 27 apr.       |

| \| andata (19ª) \| andata (19ª) \| 19ª giornata \| ritorno (38ª) \| ritorno (38ª) \| \| \| \| \| \| \| \| 26 dic. \| 1-2 \| Albissola-Alessandria \| 0-3 \| 4 mag. \| \| 26 dic. \| 2-1 \| Arezzo-Pistoiese \| 3-0 \| 4 mag. \| \| 27 dic. \| 1-2 \| Arzachena-Gozzano \| 3-1 \| 4 mag. \| \| 26 dic. \| 0-2 \| Carrarese-Virtus Entella \| 0-1 \| 4 mag. \| \| a tav.[45] \| 3-0 \| Juventus U23-Pro Piacenza \| 3-0 \| a tav.[42] \| \| 26 dic. \| 2-2 \| Novara-Pisa \| 0-3 \| 4 mag. \| \| 26 dic. \| 0-1 \| Piacenza-Robur Siena \| 0-2 \| 4 mag. \| \| 26 dic. \| 3-3 \| Pontedera-Lucchese \| 0-1 \| 4 mag. \| \| 26 dic. \| 2-0 \| Pro Patria-Cuneo \| 0-0 \| 4 mag. \| \| 26 dic. \| 1-1 \| Pro Vercelli-Olbia \| 0-1 \| 4 mag. \| |              |                           |               |               |
| andata (19ª) | andata (19ª) | 19ª giornata              | ritorno (38ª) | ritorno (38ª) |
| |              |                           |               |               |
| 26 dic. | 1-2          | Albissola-Alessandria     | 0-3           | 4 mag.        |
| 26 dic. | 2-1          | Arezzo-Pistoiese          | 3-0           | 4 mag.        |
| 27 dic. | 1-2          | Arzachena-Gozzano         | 3-1           | 4 mag.        |
| 26 dic. | 0-2          | Carrarese-Virtus Entella  | 0-1           | 4 mag.        |
| a tav. | 3-0          | Juventus U23-Pro Piacenza | 3-0           | a tav.        |
| 26 dic. | 2-2          | Novara-Pisa               | 0-3           | 4 mag.        |
| 26 dic. | 0-1          | Piacenza-Robur Siena      | 0-2           | 4 mag.        |
| 26 dic. | 3-3          | Pontedera-Lucchese        | 0-1           | 4 mag.        |
| 26 dic. | 2-0          | Pro Patria-Cuneo          | 0-0           | 4 mag.        |
| 26 dic. | 1-1          | Pro Vercelli-Olbia        | 0-1           | 4 mag.        |

| andata (19ª) | andata (19ª) | 19ª giornata              | ritorno (38ª) | ritorno (38ª) |
|              |              |                           |               |               |
| 26 dic.      | 1-2          | Albissola-Alessandria     | 0-3           | 4 mag.        |
| 26 dic.      | 2-1          | Arezzo-Pistoiese          | 3-0           | 4 mag.        |
| 27 dic.      | 1-2          | Arzachena-Gozzano         | 3-1           | 4 mag.        |
| 26 dic.      | 0-2          | Carrarese-Virtus Entella  | 0-1           | 4 mag.        |
| a tav.       | 3-0          | Juventus U23-Pro Piacenza | 3-0           | a tav.        |
| 26 dic.      | 2-2          | Novara-Pisa               | 0-3           | 4 mag.        |
| 26 dic.      | 0-1          | Piacenza-Robur Siena      | 0-2           | 4 mag.        |
| 26 dic.      | 3-3          | Pontedera-Lucchese        | 0-1           | 4 mag.        |
| 26 dic.      | 2-0          | Pro Patria-Cuneo          | 0-0           | 4 mag.        |
| 26 dic.      | 1-1          | Pro Vercelli-Olbia        | 0-1           | 4 mag.        |

### Spareggi

#### Play-off

##### Primo turno
|              | Risultati |             | Luogo e data             |
| ------------ | --------- | ----------- | ------------------------ |
| Pro Vercelli | 3-1       | Alessandria | Vercelli, 12 maggio 2019 |
| Siena        | 0-1       | Novara      | Siena, 12 maggio 2019    |
| Carrarese    | 2-0       | Pro Patria  | Carrara, 12 maggio 2019  |

##### Secondo turno
|              | Risultati |           | Luogo e data             |
| ------------ | --------- | --------- | ------------------------ |
| Arezzo       | 2-2       | Novara    | Arezzo, 15 maggio 2019   |
| Pro Vercelli | 1-2       | Carrarese | Vercelli, 15 maggio 2019 |

#### Play-out
| Lucchese | 2-0 | Cuneo    | Lucca, 18 maggio 2019 |  |  |  |  |
| Cuneo    | 0-1 | Lucchese | Cuneo, 25 maggio 2019 |  |  |  |  |

### Statistiche

#### Squadre

##### Primati stagionali
Squadre
- Maggior numero di vittorie: Piacenza e Virtus Entella (22)
- Minor numero di vittorie: Albissola e Gozzano (6)
- Maggior numero di pareggi: Alessandria e Lucchese (18)
- Minor numero di pareggi: Arzachena (2)
- Maggior numero di sconfitte: Arzachena (23)
- Minor numero di sconfitte: Arezzo (5)
- Miglior attacco: Carrarese (65 gol fatti)
- Peggior attacco: Arzachena (28 gol fatti)
- Miglior difesa: Virtus Entella (26 gol subiti)
- Peggior difesa: Albissola (59 gol subiti)
- Miglior differenza reti: Virtus Entella (+32)
- Peggior differenza reti: Pro Piacenza (−57)

Partite
- Partita con più reti: Gozzano-Piacenza 3-4 e Carrarese-Olbia 3-4 (7)
- Partita con maggiore scarto di gol: Arzachena-Carrarese 1-5, Carrarese-Juventus U23 4-0, Juventus U23-Cuneo 4-0, Lucchese-Arzachena 4-0, Novara-Olbia 4-0, Gozzano-Cuneo 4-0, Pro Vercelli-Arzachena 4-0, Juventus U23-Pistoiese 0-4, Piacenza-Alessandria 4-0 e Virtus Entella-Albissola 4-0 (4)
- Giornata con maggior numero di gol: 29 (3ª giornata)
- Giornata con minor numero di gol: 14 (20ª giornata)

#### Individuali

##### Classifica marcatori
| Gol | Rigori |  | Giocatore           | Squadra        |
| --- | ------ |  | ------------------- | -------------- |
| 17  | 3      |  | Francesco Tavano    | Carrarese      |
| 15  | 6      |  | Ettore Gliozzi      | Robur Siena    |
| 14  | 4      |  | Riccardo Martignago | Albissola      |
| 14  | 2      |  | Giuseppe Caccavallo | Carrarese      |
| 13  | 1      |  | Dany Mota Carvalho  | Virtus Entella |
| 13  |        |  | Matteo Brunori      | Arezzo         |
| 12  | 1      |  | Claudio Morra       | Pro Vercelli   |
| 12  | 4      |  | Giuseppe Le Noci    | Pro Patria     |
| 11  | 6      |  | Daniele Ragatzu     | Olbia          |
| 11  | 5      |  | Daniele Cacia       | Novara         |

## Girone B

### Avvenimenti
Dopo stagioni in crescita, il Pordenone può festeggiare, sotto la guida di Attilio Tesser, la sua prima promozione della storia in Serie B. I ramarri precedono, in classifica, i corregionali ben più blasonati della Triestina, ai quali la promozione sfugge di mano solo in finale play-off contro il Pisa. Da menzionare, inoltre, la brillante stagione dell'Imolese di Alessio Dionisi, ripescata in Serie C solo nell'estate precedente.
Sul campo, retrocedono il Fano da ultimo classificato e la neopromossa Virtus Verona, sconfitta nel play-out dal Rimini; sia marchigiani che veronesi, però, saranno ripescati nell'estate successiva visti i numerosi fallimenti.

### Squadre partecipanti
| Club           | Stagione | Città                         | Stadio                                   | Stagione precedente              |
| -------------- | -------- | ----------------------------- | ---------------------------------------- | -------------------------------- |
| AlbinoLeffe    | dettagli | Albino e Leffe (BG)           | Stadio Atleti Azzurri d'Italia (Bergamo) | 5º posto in Serie C/B            |
| Fano           | dettagli | Fano (PU)                     | Stadio Raffaele Mancini                  | 13º posto in Serie C/B           |
| Feralpisalò    | dettagli | Salò (BS)                     | Stadio Lino Turina                       | 6º posto in Serie C/B            |
| Fermana        | dettagli | Fermo                         | Stadio Bruno Recchioni                   | 14º posto in Serie C/B           |
| Giana Erminio  | dettagli | Gorgonzola (MI)               | Stadio comunale Città di Gorgonzola      | 9º posto in Serie C/A            |
| Gubbio         | dettagli | Gubbio (PG)                   | Stadio Pietro Barbetti                   | 15º posto in Serie C/B           |
| Imolese        | dettagli | Imola (BO)                    | Stadio Romeo Galli                       | 2º posto in Serie D/D, ripescata |
| L.R. Vicenza   | dettagli | Vicenza                       | Stadio Romeo Menti                       | 18º posto in Serie C/B           |
| Monza          | dettagli | Monza                         | Stadio Brianteo                          | 4º posto in Serie C/A            |
| Pordenone      | dettagli | Pordenone                     | Stadio Ottavio Bottecchia                | 9º posto in Serie C/B            |
| Ravenna        | dettagli | Ravenna                       | Stadio Bruno Benelli                     | 12º posto in Serie C/B           |
| Renate         | dettagli | Renate (MB)                   | Stadio Città di Meda (Meda)              | 7º posto in Serie C/B            |
| Rimini         | dettagli | Rimini                        | Stadio Romeo Neri                        | 1º posto in Serie D/D, promosso  |
| Sambenedettese | dettagli | San Benedetto del Tronto (AP) | Stadio Riviera delle Palme               | 3º posto in Serie C/B            |
| Südtirol       | dettagli | Bolzano                       | Stadio Druso                             | 2º posto in Serie C/B            |
| Teramo         | dettagli | Teramo                        | Stadio Gaetano Bonolis                   | 16º posto in Serie C/B           |
| Ternana        | dettagli | Terni                         | Stadio Libero Liberati                   | 22º posto in Serie B, retrocesso |
| Triestina      | dettagli | Trieste                       | Stadio Nereo Rocco                       | 11º posto in Serie C/B           |
| Virtus Verona  | dettagli | Verona                        | Stadio Mario Gavagnin-Sinibaldo Nocini   | 1º posto in Serie D/C, promosso  |
| Vis Pesaro     | dettagli | Pesaro                        | Stadio Tonino Benelli                    | 1º posto in Serie D/F, promosso  |

### Allenatori e primatisti
| Squadra        | Allenatore | Giocatore più presente (tra parentesi il numero delle presenze) | Capocannoniere (tra parentesi il numero dei gol segnati) |
| -------------- | --- | --------------------------------------------------------------- | -------------------------------------------------------- |
| AlbinoLeffe    | Massimiliano Alvini (1ª-8ª) Renato Montagnolo (9ª) Massimiliano Alvini (10ª-13ª) Michele Marcolini (14ª-38ª)                     | Daniel Kouko (35)                                               | Sasha Cori (7)                                           |
| Fano           | Massimo Epifani (1ª-30ª) Fabio Brini (31ª-38ª)                                                                                   | Alexis Ferrante (38)                                            | Alexis Ferrante (8)                                      |
| Feralpisalò    | Domenico Toscano (1ª-38ª) Damiano Zenoni (play-off)                                                                              | Simone Pesce, Fabio Scarsella (36)                              | Andrea Caracciolo (12)                                   |
| Fermana        | Flavio Destro | Arturo Lupoli (38)                                              | Arturo Lupoli (4)                                        |
| Giana Erminio  | Raul Bertarelli (1ª-21ª) Cesare Albè (22ª-28ª) Riccardo Maspero (29ª-38ª)                                                        | Fabio Perna (36)                                                | Fabio Perna (15)                                         |
| Gubbio         | Alessandro Sandreani (1ª-13ª) Giuseppe Galderisi (14ª-38ª)                                                                       | Gabriele Marchegiani, Daniele Casiraghi (38)                    | Elio De Silvestro (8)                                    |
| Imolese        | Alessio Dionisi | Filippo Carini (38)                                             | Eric Lanini (14)                                         |
| L.R. Vicenza   | Giovanni Colella (1ª-19ª) Michele Serena (20ª-28ª) Giovanni Colella (29ª-38ª e play-off)                                         | Loris Zonta (36)                                                | Stefano Giacomelli (12)                                  |
| Monza          | Marco Zaffaroni (1ª-8ª) Cristian Brocchi (9ª-38ª e play-off)                                                                     | Andrea D'Errico (35)                                            | Andrea D'Errico (10)                                     |
| Pordenone      | Attilio Tesser | Giacomo Bindi, Patrick Ciurria, Leonardo Candellone (37)        | Leonardo Candellone (14)                                 |
| Ravenna        | Luciano Foschi | Manuel Nocciolini (38)                                          | Manuel Nocciolini (11)                                   |
| Renate         | Oscar Brevi (1ª-6ª) Gioacchino Adamo (7ª-12ª) Aimo Diana (13ª-38ª)                                                               | Matteo Cincilla, Diego Vannucci, Alberto Spagnoli (38)          | Guido Gomez (6)                                          |
| Rimini         | Leonardo Acori (1ª) Gianluca Righetti (2ª-8ª) Leonardo Acori (9ª-21ª) Marco Martini (22ª-32ª) Mario Petrone (33ª-38ª e play-out) | Michele Volpe (36)                                              | Michele Volpe (7)                                        |
| Sambenedettese | Giuseppe Magi (1ª-4ª) Giorgio Roselli (5ª-32ª) Giuseppe Magi (33ª-38ª e play-off)                                                | Francesco Rapisarda (36)                                        | Francesco Stanco (12)                                    |
| Südtirol       | Paolo Zanetti | Alessandro Fabbri (38)                                          | Caio De Cenco, Niccolò Romero, Gianluca Turchetta (5)    |
| Teramo         | Giovanni Zichella (1ª-6ª) Agenore Maurizi (7ª-38ª)                                                                               | Lorenzo De Grazia (36)                                          | Saveriano Infantino (9)                                  |
| Ternana        | Luigi De Canio (1ª-21ª) Alessandro Calori (22ª-26ª) Fabio Gallo (27ª-38ª)                                                        | Guido Marilungo (38)                                            | Guido Marilungo (10)                                     |
| Triestina      | Massimo Pavanel | Andrea Procaccio (38)                                           | Pablo Granoche (17)                                      |
| Virtus Verona  | Luigi Fresco | Paolo Grbac, Luca Lavagnoli (36)                                | Domenico Danti (9)                                       |
| Vis Pesaro     | Leonardo Colucci | Mattia Gennari (35)                                             | Flavio Lazzari (6)                                       |

### Classifica finale
|  | Pos. | Squadra        | Pt | G  | V  | N  | P  | GF | GS | DR  |
|  | ---- | -------------- | -- | -- | -- | -- | -- | -- | -- | --- |
|  | 1.   | Pordenone      | 73 | 38 | 19 | 16 | 3  | 56 | 32 | +24 |
|  | 2.   | Triestina (-1) | 67 | 38 | 19 | 11 | 8  | 60 | 33 | +27 |
|  | 3.   | Imolese        | 62 | 38 | 15 | 17 | 6  | 51 | 33 | +18 |
|  | 4.   | Feralpisalò    | 62 | 38 | 17 | 11 | 10 | 50 | 41 | +9  |
|  | 5.   | Monza          | 60 | 38 | 16 | 12 | 10 | 45 | 35 | +10 |
|  | 6.   | Südtirol       | 55 | 38 | 13 | 16 | 9  | 42 | 33 | +9  |
|  | 7.   | Ravenna        | 55 | 38 | 14 | 13 | 11 | 39 | 38 | +1  |
|  | 8.   | L.R. Vicenza   | 51 | 38 | 11 | 18 | 9  | 43 | 38 | +5  |
|  | 9.   | Sambenedettese | 50 | 38 | 11 | 17 | 10 | 40 | 40 | 0   |
|  | 10.  | Fermana        | 47 | 38 | 12 | 11 | 15 | 21 | 35 | −14 |
|  | 11.  | Ternana        | 44 | 38 | 9  | 17 | 12 | 39 | 40 | −1  |
|  | 12.  | Gubbio         | 44 | 38 | 9  | 17 | 12 | 35 | 45 | −10 |
|  | 13.  | Teramo         | 43 | 38 | 10 | 13 | 15 | 36 | 46 | −10 |
|  | 14.  | AlbinoLeffe    | 43 | 38 | 9  | 16 | 13 | 31 | 35 | −4  |
|  | 15.  | Vis Pesaro     | 42 | 38 | 9  | 15 | 14 | 29 | 31 | −2  |
|  | 16.  | Giana Erminio  | 42 | 38 | 8  | 18 | 12 | 42 | 50 | −8  |
|  | 17.  | Renate         | 39 | 38 | 8  | 15 | 15 | 23 | 33 | −10 |
|  | 18.  | Rimini         | 39 | 38 | 8  | 15 | 15 | 28 | 44 | −16 |
|  | 19.  | Virtus Verona  | 38 | 38 | 10 | 8  | 20 | 36 | 50 | −14 |
|  | 20.  | Fano           | 38 | 38 | 8  | 14 | 16 | 18 | 32 | −14 |

Legenda:
      Promosso in Serie B 2019-2020.
      Ammessa direttamente ai play-off nazionali.
  Partecipa ai play-off o ai play-out.
      Retrocesso in Serie D 2019-2020.
Note:
La Triestina ha scontato 1 punto di penalizzazione.
Il Fano e la Virtus Verona sono state poi ripescate in Serie C 2019-2020.
Regolamento:
Tre punti a vittoria, uno a pareggio, zero a sconfitta.
La classifica finale viene determinata tenendo conto del punteggio in classifica e, in caso di parità di punteggio fra due o più squadre, mediante la compilazione di una classifica avulsa fra le squadre interessate tenendo conto nell'ordine:
- dei punti conseguiti negli incontri diretti;
- della differenza tra le reti segnate e quelle subite negli stessi incontri;
- della differenza fra reti segnate e subite negli incontri diretti fra le squadre interessate;
- della differenza fra reti segnate e subite nell'intero campionato;
- del maggior numero di reti segnate nell'intero campionato;
- del minor numero di reti subite nell'intero campionato;
- del maggior numero di vittorie realizzate nell'intero campionato;
- del minor numero di sconfitte subite nell'intero campionato;
- del maggior numero di vittorie esterne nell'intero campionato;
- del minor numero di sconfitte interne nell'intero campionato.

### Risultati

#### Tabellone
Ogni riga indica i risultati casalinghi della squadra segnata a inizio della riga, contro le squadre segnate colonna per colonna (che invece avranno giocato l'incontro in trasferta). Al contrario, leggendo la colonna di una squadra si avranno i risultati ottenuti dalla stessa in trasferta, contro le squadre segnate in ogni riga, che invece avranno giocato l'incontro in casa.
|                | ALB  | FAN  | FER  | FRM  | GIA  | GUB  | IMO  | MON  | LRV  | POR  | RAV  | REN  | RIM  | SAM  | SUD  | TRM  | TER  | TRI  | VIV  | VPE  |
| -------------- | ---- | ---- | ---- | ---- | ---- | ---- | ---- | ---- | ---- | ---- | ---- | ---- | ---- | ---- | ---- | ---- | ---- | ---- | ---- | ---- |
| AlbinoLeffe    | –––– | 1-1  | 0-1  | 1-1  | 2-0  | 1-2  | 1-1  | 3-0  | 0-1  | 1-2  | 0-1  | 1-1  | 1-1  | 0-0  | 2-4  | 1-2  | 2-1  | 0-0  | 1-0  | 0-2  |
| Fano           | 0-0  | –––– | 0-1  | 2-0  | 1-0  | 1-1  | 1-1  | 0-2  | 0-0  | 0-2  | 1-1  | 0-0  | 0-0  | 1-1  | 0-3  | 1-0  | 0-1  | 1-0  | 1-1  | 0-0  |
| Feralpisalò    | 1-0  | 1-0  | –––– | 0-0  | 1-1  | 2-1  | 0-1  | 0-0  | 0-3  | 2-2  | 3-0  | 0-0  | 2-0  | 1-1  | 1-1  | 3-1  | 3-2  | 0-2  | 1-1  | 1-0  |
| Fermana        | 0-0  | 2-1  | 1-0  | –––– | 1-0  | 0-1  | 1-1  | 0-1  | 2-0  | 0-1  | 0-2  | 1-1  | 1-0  | 1-3  | 0-0  | 2-0  | 0-0  | 1-0  | 2-0  | 0-0  |
| Giana Erminio  | 0-0  | 1-0  | 2-4  | 1-1  | –––– | 4-0  | 1-2  | 3-2  | 0-1  | 1-1  | 1-1  | 0-1  | 2-2  | 2-1  | 0-0  | 1-2  | 0-0  | 1-1  | 1-1  | 3-3  |
| Gubbio         | 0-0  | 0-0  | 0-3  | 2-0  | 1-1  | –––– | 2-3  | 0-0  | 2-0  | 2-2  | 1-1  | 0-0  | 3-0  | 0-0  | 0-0  | 0-0  | 1-1  | 2-2  | 1-0  | 1-0  |
| Imolese        | 0-0  | 1-0  | 3-1  | 0-0  | 5-0  | 1-0  | –––– | 1-3  | 2-1  | 1-1  | 2-2  | 1-1  | 3-1  | 0-0  | 2-0  | 1-1  | 0-0  | 2-1  | 3-1  | 2-0  |
| Monza          | 1-1  | 1-0  | 1-0  | 3-0  | 3-0  | 0-1  | 1-1  | –––– | 2-0  | 0-2  | 2-1  | 1-0  | 3-0  | 3-2  | 1-1  | 0-1  | 1-4  | 1-1  | 1-0  | 1-1  |
| L.R. Vicenza   | 1-1  | 2-0  | 1-2  | 0-0  | 0-0  | 2-2  | 0-0  | 3-0  | –––– | 1-1  | 1-2  | 1-1  | 1-1  | 1-0  | 2-4  | 1-1  | 1-1  | 0-2  | 3-2  | 2-1  |
| Pordenone      | 1-0  | 2-1  | 2-2  | 0-1  | 3-1  | 1-0  | 2-0  | 1-1  | 1-1  | –––– | 2-1  | 2-1  | 1-2  | 1-1  | 0-0  | 4-0  | 1-0  | 1-2  | 1-0  | 1-0  |
| Ravenna        | 0-1  | 3-0  | 1-1  | 1-0  | 1-1  | 0-2  | 3-3  | 1-0  | 0-0  | 0-0  | –––– | 1-0  | 0-0  | 2-0  | 0-1  | 1-3  | 3-2  | 2-2  | 0-1  | 1-0  |
| Renate         | 0-1  | 0-1  | 2-3  | 0-1  | 0-2  | 1-0  | 1-0  | 0-0  | 1-1  | 1-1  | 0-1  | –––– | 1-0  | 1-1  | 0-1  | 0-0  | 1-1  | 1-3  | 0-1  | 0-1  |
| Rimini         | 3-2  | 0-0  | 1-3  | 2-0  | 0-0  | 1-1  | 2-0  | 1-0  | 0-0  | 2-2  | 0-1  | 0-0  | –––– | 3-1  | 0-0  | 1-1  | 1-1  | 2-1  | 1-0  | 1-1  |
| Sambenedettese | 3-0  | 0-0  | 2-0  | 2-0  | 1-1  | 3-1  | 2-1  | 1-1  | 1-4  | 2-2  | 0-1  | 0-2  | 1-0  | –––– | 1-0  | 2-1  | 2-0  | 0-0  | 1-1  | 1-1  |
| Südtirol       | 0-0  | 0-0  | 2-3  | 2-0  | 1-2  | 4-0  | 1-1  | 0-3  | 2-2  | 0-0  | 1-1  | 0-1  | 1-0  | 2-1  | –––– | 1-0  | 2-1  | 2-0  | 1-1  | 0-1  |
| Teramo         | 2-2  | 2-1  | 1-2  | 0-1  | 0-1  | 1-1  | 0-2  | 1-1  | 1-1  | 0-2  | 2-1  | 2-2  | 1-0  | 0-0  | 2-0  | –––– | 0-0  | 2-0  | 1-2  | 2-1  |
| Ternana        | 1-0  | 0-1  | 1-1  | 2-0  | 3-3  | 3-0  | 0-3  | 0-1  | 0-2  | 1-1  | 1-0  | 1-1  | 3-0  | 0-0  | 1-1  | 2-1  | –––– | 0-2  | 2-2  | 0-2  |
| Triestina      | 1-1  | 0-1  | 2-0  | 3-0  | 3-1  | 2-2  | 1-0  | 3-1  | 1-1  | 1-2  | 3-0  | 2-0  | 2-0  | 4-0  | 0-0  | 3-2  | 1-1  | –––– | 2-0  | 2-0  |
| Virtus Verona  | 1-2  | 1-0  | 2-1  | 0-1  | 0-3  | 3-1  | 0-0  | 0-2  | 1-0  | 1-2  | 1-2  | 0-1  | 3-0  | 1-2  | 3-2  | 2-0  | 0-2  | 3-4  | –––– | 0-2  |
| Vis Pesaro     | 0-1  | 1-0  | 1-0  | 3-0  | 1-1  | 2-1  | 1-1  | 1-1  | 1-2  | 1-2  | 0-0  | 0-1  | 0-0  | 1-1  | 0-1  | 0-0  | 0-0  | 0-1  | 0-0  | –––– |

#### Calendario
| andata (1ª) | andata (1ª) | 1ª giornata                | ritorno (20ª) | ritorno (20ª) |
|             |             |                            |               |               |
| 16 set.     | 2-0         | Fermana-Virtus Verona      | 1-0           | 29 dic.       |
| 16 set.     | 1-1         | Gubbio-Ravenna             | 2-0           | 29 dic.       |
| 18 set.     | 0-0         | Imolese-AlbinoLeffe        | 1-1           | 29 dic.       |
| 16 set.     | 0-0         | L.R. Vicenza-Giana Erminio | 1-0           | 29 dic.       |
| 16 set.     | 1-0         | Monza-Feralpisalò          | 0-0           | 29 dic.       |
| 18 set.     | 2-1         | Pordenone-Fano             | 2-0           | 29 dic.       |
| 16 set.     | 0-2         | Sambenedettese-Renate      | 1-1           | 29 dic.       |
| 17 set.     | 1-0         | Südtirol-Teramo            | 0-2           | 30 dic.       |
| 4 dic.      | 3-0         | Ternana-Rimini             | 1-1           | 19 feb.       |
| 18 set.     | 2-0         | Triestina-Vis Pesaro       | 1-0           | 29 dic.       |

| andata (2ª) | andata (2ª) | 2ª giornata           | ritorno (21ª) | ritorno (21ª) |
|             |             |                       |               |               |
| 23 set.     | 1-2         | AlbinoLeffe-Pordenone | 0-1           | 19 gen.       |
| 7 nov.      | 0-1         | Fano-Ternana          | 1-0           | 19 gen.       |
| 23 set.     | 0-0         | Feralpisalò-Fermana   | 0-1           | 19 gen.       |
| 23 set.     | 1-2         | Giana Erminio-Imolese | 0-5           | 19 gen.       |
| 23 set.     | 0-1         | Ravenna-Südtirol      | 1-1           | 19 gen.       |
| 23 set.     | 1-1         | Renate-L.R. Vicenza   | 1-1           | 19 gen.       |
| 22 set.     | 2-1         | Rimini-Triestina      | 0-2           | 19 gen.       |
| 23 set.     | 0-0         | Teramo-Sambenedettese | 1-2           | 19 gen.       |
| 23 set.     | 0-2         | Virtus Verona-Monza   | 0-1           | 19 gen.       |
| 23 set.     | 2-1         | Vis Pesaro-Gubbio     | 0-1           | 19 gen.       |

| andata (1ª) | andata (1ª) | 1ª giornata                | ritorno (20ª) | ritorno (20ª) |
|             |             |                            |               |               |
| 16 set.     | 2-0         | Fermana-Virtus Verona      | 1-0           | 29 dic.       |
| 16 set.     | 1-1         | Gubbio-Ravenna             | 2-0           | 29 dic.       |
| 18 set.     | 0-0         | Imolese-AlbinoLeffe        | 1-1           | 29 dic.       |
| 16 set.     | 0-0         | L.R. Vicenza-Giana Erminio | 1-0           | 29 dic.       |
| 16 set.     | 1-0         | Monza-Feralpisalò          | 0-0           | 29 dic.       |
| 18 set.     | 2-1         | Pordenone-Fano             | 2-0           | 29 dic.       |
| 16 set.     | 0-2         | Sambenedettese-Renate      | 1-1           | 29 dic.       |
| 17 set.     | 1-0         | Südtirol-Teramo            | 0-2           | 30 dic.       |
| 4 dic.      | 3-0         | Ternana-Rimini             | 1-1           | 19 feb.       |
| 18 set.     | 2-0         | Triestina-Vis Pesaro       | 1-0           | 29 dic.       |

| andata (2ª) | andata (2ª) | 2ª giornata           | ritorno (21ª) | ritorno (21ª) |
|             |             |                       |               |               |
| 23 set.     | 1-2         | AlbinoLeffe-Pordenone | 0-1           | 19 gen.       |
| 7 nov.      | 0-1         | Fano-Ternana          | 1-0           | 19 gen.       |
| 23 set.     | 0-0         | Feralpisalò-Fermana   | 0-1           | 19 gen.       |
| 23 set.     | 1-2         | Giana Erminio-Imolese | 0-5           | 19 gen.       |
| 23 set.     | 0-1         | Ravenna-Südtirol      | 1-1           | 19 gen.       |
| 23 set.     | 1-1         | Renate-L.R. Vicenza   | 1-1           | 19 gen.       |
| 22 set.     | 2-1         | Rimini-Triestina      | 0-2           | 19 gen.       |
| 23 set.     | 0-0         | Teramo-Sambenedettese | 1-2           | 19 gen.       |
| 23 set.     | 0-2         | Virtus Verona-Monza   | 0-1           | 19 gen.       |
| 23 set.     | 2-1         | Vis Pesaro-Gubbio     | 0-1           | 19 gen.       |

| andata (3ª) | andata (3ª) | 3ª giornata               | ritorno (22ª) | ritorno (22ª) |
|             |             |                           |               |               |
| 26 set.     | 1-0         | Fermana-Giana Erminio     | 1-1           | 22 gen.       |
| 26 set.     | 0-0         | Gubbio-AlbinoLeffe        | 2-1           | 22 gen.       |
| 26 set.     | 1-1         | Imolese-Teramo            | 2-0           | 22 gen.       |
| 26 set.     | 1-1         | L.R. Vicenza-Rimini       | 0-0           | 22 gen.       |
| 26 set.     | 1-0         | Monza-Renate              | 0-0           | 22 gen.       |
| 26 set.     | 1-0         | Pordenone-Virtus Verona   | 2-1           | 22 gen.       |
| 26 set.     | 1-1         | Sambenedettese-Vis Pesaro | 1-1           | 22 gen.       |
| 26 set.     | 0-0         | Südtirol-Fano             | 3-0           | 22 gen.       |
| 21 nov.     | 1-1         | Ternana-Feralpisalò       | 2-3           | 22 gen.       |
| 26 set.     | 3-0         | Triestina-Ravenna         | 2-2           | 22 gen.       |

| andata (4ª) | andata (4ª) | 4ª giornata                  | ritorno (23ª) | ritorno (23ª) |
|             |             |                              |               |               |
| 30 set.     | 0-0         | AlbinoLeffe-Triestina        | 1-1           | 26 gen.       |
| 30 set.     | 1-1         | Fano-Imolese                 | 0-1           | 26 gen.       |
| 1° ott.     | 0-3         | Feralpisalò-L.R. Vicenza     | 2-1           | 26 gen.       |
| 30 set.     | 2-1         | Giana Erminio-Sambenedettese | 1-1           | 26 gen.       |
| 30 set.     | 1-0         | Ravenna-Monza                | 1-2           | 26 gen.       |
| 30 set.     | 0-1         | Renate-Fermana               | 1-1           | 26 gen.       |
| 30 set.     | 2-2         | Rimini-Pordenone             | 2-1           | 26 gen.       |
| 30 set.     | 1-1         | Teramo-Gubbio                | 0-0           | 26 gen.       |
| 30 set.     | 3-2         | Virtus Verona-Südtirol       | 1-1           | 26 gen.       |
| 30 set.     | 0-0         | Vis Pesaro-Ternana           | 2-0           | 26 gen.       |

| andata (3ª) | andata (3ª) | 3ª giornata               | ritorno (22ª) | ritorno (22ª) |
|             |             |                           |               |               |
| 26 set.     | 1-0         | Fermana-Giana Erminio     | 1-1           | 22 gen.       |
| 26 set.     | 0-0         | Gubbio-AlbinoLeffe        | 2-1           | 22 gen.       |
| 26 set.     | 1-1         | Imolese-Teramo            | 2-0           | 22 gen.       |
| 26 set.     | 1-1         | L.R. Vicenza-Rimini       | 0-0           | 22 gen.       |
| 26 set.     | 1-0         | Monza-Renate              | 0-0           | 22 gen.       |
| 26 set.     | 1-0         | Pordenone-Virtus Verona   | 2-1           | 22 gen.       |
| 26 set.     | 1-1         | Sambenedettese-Vis Pesaro | 1-1           | 22 gen.       |
| 26 set.     | 0-0         | Südtirol-Fano             | 3-0           | 22 gen.       |
| 21 nov.     | 1-1         | Ternana-Feralpisalò       | 2-3           | 22 gen.       |
| 26 set.     | 3-0         | Triestina-Ravenna         | 2-2           | 22 gen.       |

| andata (4ª) | andata (4ª) | 4ª giornata                  | ritorno (23ª) | ritorno (23ª) |
|             |             |                              |               |               |
| 30 set.     | 0-0         | AlbinoLeffe-Triestina        | 1-1           | 26 gen.       |
| 30 set.     | 1-1         | Fano-Imolese                 | 0-1           | 26 gen.       |
| 1° ott.     | 0-3         | Feralpisalò-L.R. Vicenza     | 2-1           | 26 gen.       |
| 30 set.     | 2-1         | Giana Erminio-Sambenedettese | 1-1           | 26 gen.       |
| 30 set.     | 1-0         | Ravenna-Monza                | 1-2           | 26 gen.       |
| 30 set.     | 0-1         | Renate-Fermana               | 1-1           | 26 gen.       |
| 30 set.     | 2-2         | Rimini-Pordenone             | 2-1           | 26 gen.       |
| 30 set.     | 1-1         | Teramo-Gubbio                | 0-0           | 26 gen.       |
| 30 set.     | 3-2         | Virtus Verona-Südtirol       | 1-1           | 26 gen.       |
| 30 set.     | 0-0         | Vis Pesaro-Ternana           | 2-0           | 26 gen.       |

| andata (5ª) | andata (5ª) | 5ª giornata             | ritorno (24ª) | ritorno (24ª) |
|             |             |                         |               |               |
| 7 ott.      | 3-1         | Feralpisalò-Teramo      | 2-1           | 2 feb.        |
| 7 ott.      | 0-2         | Fermana-Ravenna         | 0-1           | 2 feb.        |
| 7 ott.      | 2-2         | Giana Erminio-Rimini    | 0-0           | 2 feb.        |
| 7 ott.      | 0-0         | Gubbio-Fano             | 1-1           | 2 feb.        |
| 7 ott.      | 1-1         | Imolese-Pordenone       | 0-2           | 2 feb.        |
| 7 ott.      | 2-1         | L.R. Vicenza-Vis Pesaro | 2-1           | 2 feb.        |
| 6 ott.      | 1-1         | Sambenedettese-Monza    | 2-3           | 2 feb.        |
| 7 ott.      | 0-0         | Südtirol-AlbinoLeffe    | 4-2           | 2 feb.        |
| 7 ott.      | 1-1         | Ternana-Renate          | 1-1           | 2 feb.        |
| 7 ott.      | 2-0         | Triestina-Virtus Verona | 4-3           | 2 feb.        |

| andata (6ª) | andata (6ª) | 6ª giornata             | ritorno (25ª) | ritorno (25ª) |
|             |             |                         |               |               |
| 14 ott.     | 0-1         | AlbinoLeffe-Feralpisalò | 0-1           | 9 feb.        |
| 14 ott.     | 1-0         | Fano-Giana Erminio      | 0-1           | 9 feb.        |
| 14 ott.     | 0-0         | Fermana-Südtirol        | 0-2           | 9 feb.        |
| 14 ott.     | 1-0         | Imolese-Gubbio          | 3-2           | 9 feb.        |
| 14 ott.     | 1-1         | Monza-Triestina         | 1-3           | 9 feb.        |
| 14 ott.     | 1-1         | Pordenone-L.R. Vicenza  | 1-1           | 9 feb.        |
| 14 ott.     | 2-0         | Ravenna-Sambenedettese  | 1-0           | 9 feb.        |
| 14 ott.     | 0-1         | Renate-Vis Pesaro       | 1-0           | 9 feb.        |
| 13 ott.     | 1-1         | Rimini-Teramo           | 0-1           | 9 feb.        |
| 14 ott.     | 0-2         | Virtus Verona-Ternana   | 2-2           | 9 feb.        |

| andata (5ª) | andata (5ª) | 5ª giornata             | ritorno (24ª) | ritorno (24ª) |
|             |             |                         |               |               |
| 7 ott.      | 3-1         | Feralpisalò-Teramo      | 2-1           | 2 feb.        |
| 7 ott.      | 0-2         | Fermana-Ravenna         | 0-1           | 2 feb.        |
| 7 ott.      | 2-2         | Giana Erminio-Rimini    | 0-0           | 2 feb.        |
| 7 ott.      | 0-0         | Gubbio-Fano             | 1-1           | 2 feb.        |
| 7 ott.      | 1-1         | Imolese-Pordenone       | 0-2           | 2 feb.        |
| 7 ott.      | 2-1         | L.R. Vicenza-Vis Pesaro | 2-1           | 2 feb.        |
| 6 ott.      | 1-1         | Sambenedettese-Monza    | 2-3           | 2 feb.        |
| 7 ott.      | 0-0         | Südtirol-AlbinoLeffe    | 4-2           | 2 feb.        |
| 7 ott.      | 1-1         | Ternana-Renate          | 1-1           | 2 feb.        |
| 7 ott.      | 2-0         | Triestina-Virtus Verona | 4-3           | 2 feb.        |

| andata (6ª) | andata (6ª) | 6ª giornata             | ritorno (25ª) | ritorno (25ª) |
|             |             |                         |               |               |
| 14 ott.     | 0-1         | AlbinoLeffe-Feralpisalò | 0-1           | 9 feb.        |
| 14 ott.     | 1-0         | Fano-Giana Erminio      | 0-1           | 9 feb.        |
| 14 ott.     | 0-0         | Fermana-Südtirol        | 0-2           | 9 feb.        |
| 14 ott.     | 1-0         | Imolese-Gubbio          | 3-2           | 9 feb.        |
| 14 ott.     | 1-1         | Monza-Triestina         | 1-3           | 9 feb.        |
| 14 ott.     | 1-1         | Pordenone-L.R. Vicenza  | 1-1           | 9 feb.        |
| 14 ott.     | 2-0         | Ravenna-Sambenedettese  | 1-0           | 9 feb.        |
| 14 ott.     | 0-1         | Renate-Vis Pesaro       | 1-0           | 9 feb.        |
| 13 ott.     | 1-1         | Rimini-Teramo           | 0-1           | 9 feb.        |
| 14 ott.     | 0-2         | Virtus Verona-Ternana   | 2-2           | 9 feb.        |

| andata (7ª) | andata (7ª) | 7ª giornata            | ritorno (26ª) | ritorno (26ª) |
|             |             |                        |               |               |
| 17 ott.     | 2-0         | Feralpisalò-Rimini     | 3-1           | 12 feb.       |
| 17 ott.     | 1-1         | Giana Erminio-Ravenna  | 1-1           | 12 feb.       |
| 17 ott.     | 2-0         | Gubbio-Fermana         | 1-0           | 12 feb.       |
| 17 ott.     | 3-0         | L.R. Vicenza-Monza     | 0-2           | 12 feb.       |
| 17 ott.     | 0-1         | Renate-Virtus Verona   | 1-0           | 12 feb.       |
| 17 ott.     | 2-1         | Sambenedettese-Imolese | 0-0           | 12 feb.       |
| 17 ott.     | 2-0         | Südtirol-Triestina     | 0-0           | 12 feb.       |
| 17 ott.     | 2-1         | Teramo-Fano            | 0-1           | 12 feb.       |
| 17 ott.     | 1-0         | Ternana-AlbinoLeffe    | 1-2           | 12 feb.       |
| 17 ott.     | 1-2         | Vis Pesaro-Pordenone   | 0-1           | 12 feb.       |

| andata (8ª) | andata (8ª) | 8ª giornata                 | ritorno (27ª) | ritorno (27ª) |
|             |             |                             |               |               |
| 21 ott.     | 0-2         | AlbinoLeffe-Vis Pesaro      | 1-0           | 16 feb.       |
| 21 ott.     | 1-1         | Fano-Sambenedettese         | 0-0           | 16 feb.       |
| 21 ott.     | 2-0         | Fermana-L.R. Vicenza        | 0-0           | 16 feb.       |
| 21 ott.     | 0-0         | Gubbio-Südtirol             | 0-4           | 16 feb.       |
| 21 ott.     | 3-1         | Imolese-Rimini              | 0-2           | 16 feb.       |
| 21 ott.     | 0-1         | Monza-Teramo                | 1-1           | 16 feb.       |
| 21 ott.     | 2-1         | Pordenone-Renate            | 1-1           | 16 feb.       |
| 21 ott.     | 1-1         | Ravenna-Feralpisalò         | 0-3           | 16 feb.       |
| 20 ott.     | 1-1         | Triestina-Ternana           | 2-0           | 16 feb.       |
| 21 ott.     | 0-3         | Virtus Verona-Giana Erminio | 1-1           | 16 feb.       |

| andata (7ª) | andata (7ª) | 7ª giornata            | ritorno (26ª) | ritorno (26ª) |
|             |             |                        |               |               |
| 17 ott.     | 2-0         | Feralpisalò-Rimini     | 3-1           | 12 feb.       |
| 17 ott.     | 1-1         | Giana Erminio-Ravenna  | 1-1           | 12 feb.       |
| 17 ott.     | 2-0         | Gubbio-Fermana         | 1-0           | 12 feb.       |
| 17 ott.     | 3-0         | L.R. Vicenza-Monza     | 0-2           | 12 feb.       |
| 17 ott.     | 0-1         | Renate-Virtus Verona   | 1-0           | 12 feb.       |
| 17 ott.     | 2-1         | Sambenedettese-Imolese | 0-0           | 12 feb.       |
| 17 ott.     | 2-0         | Südtirol-Triestina     | 0-0           | 12 feb.       |
| 17 ott.     | 2-1         | Teramo-Fano            | 0-1           | 12 feb.       |
| 17 ott.     | 1-0         | Ternana-AlbinoLeffe    | 1-2           | 12 feb.       |
| 17 ott.     | 1-2         | Vis Pesaro-Pordenone   | 0-1           | 12 feb.       |

| andata (8ª) | andata (8ª) | 8ª giornata                 | ritorno (27ª) | ritorno (27ª) |
|             |             |                             |               |               |
| 21 ott.     | 0-2         | AlbinoLeffe-Vis Pesaro      | 1-0           | 16 feb.       |
| 21 ott.     | 1-1         | Fano-Sambenedettese         | 0-0           | 16 feb.       |
| 21 ott.     | 2-0         | Fermana-L.R. Vicenza        | 0-0           | 16 feb.       |
| 21 ott.     | 0-0         | Gubbio-Südtirol             | 0-4           | 16 feb.       |
| 21 ott.     | 3-1         | Imolese-Rimini              | 0-2           | 16 feb.       |
| 21 ott.     | 0-1         | Monza-Teramo                | 1-1           | 16 feb.       |
| 21 ott.     | 2-1         | Pordenone-Renate            | 1-1           | 16 feb.       |
| 21 ott.     | 1-1         | Ravenna-Feralpisalò         | 0-3           | 16 feb.       |
| 20 ott.     | 1-1         | Triestina-Ternana           | 2-0           | 16 feb.       |
| 21 ott.     | 0-3         | Virtus Verona-Giana Erminio | 1-1           | 16 feb.       |

| andata (9ª) | andata (9ª) | 9ª giornata                | ritorno (28ª) | ritorno (28ª) |
|             |             |                            |               |               |
| 28 ott.     | 0-2         | Fano-Monza                 | 0-1           | 23 feb.       |
| 28 ott.     | 2-1         | Feralpisalò-Gubbio         | 3-0           | 23 feb.       |
| 28 ott.     | 0-0         | Giana Erminio-AlbinoLeffe  | 0-2           | 23 feb.       |
| 28 ott.     | 3-2         | L.R. Vicenza-Virtus Verona | 0-1           | 23 feb.       |
| 28 ott.     | 0-1         | Pordenone-Fermana          | 1-0           | 23 feb.       |
| 28 ott.     | 1-3         | Renate-Triestina           | 0-2           | 23 feb.       |
| 28 ott.     | 0-0         | Rimini-Südtirol            | 0-1           | 23 feb.       |
| 28 ott.     | 2-1         | Teramo-Ravenna             | 3-1           | 23 feb.       |
| 6 mar.      | 0-0         | Ternana-Sambenedettese     | 0-2           | 23 feb.       |
| 28 ott.     | 1-1         | Vis Pesaro-Imolese         | 0-2           | 23 feb.       |

| andata (10ª) | andata (10ª) | 10ª giornata             | ritorno (29ª) | ritorno (29ª) |
|              |              |                          |               |               |
| 4 nov.       | 1-1          | AlbinoLeffe-Fano         | 0-0           | 2 mar.        |
| 4 nov.       | 2-0          | Fermana-Teramo           | 1-0           | 3 mar.        |
| 4 nov.       | 3-0          | Gubbio-Rimini            | 1-1           | 3 mar.        |
| 4 nov.       | 2-1          | Imolese-L.R. Vicenza     | 0-0           | 3 mar.        |
| 4 nov.       | 1-4          | Monza-Ternana            | 1-0           | 3 mar.        |
| 4 nov.       | 1-0          | Ravenna-Renate           | 1-0           | 3 mar.        |
| 4 nov.       | 2-2          | Sambenedettese-Pordenone | 1-1           | 3 mar.        |
| 4 nov.       | 2-3          | Südtirol-Feralpisalò     | 1-1           | 3 mar.        |
| 5 nov.       | 3-1          | Triestina-Giana Erminio  | 1-1           | 3 mar.        |
| 4 nov.       | 0-2          | Virtus Verona-Vis Pesaro | 0-0           | 3 mar.        |

| andata (9ª) | andata (9ª) | 9ª giornata                | ritorno (28ª) | ritorno (28ª) |
|             |             |                            |               |               |
| 28 ott.     | 0-2         | Fano-Monza                 | 0-1           | 23 feb.       |
| 28 ott.     | 2-1         | Feralpisalò-Gubbio         | 3-0           | 23 feb.       |
| 28 ott.     | 0-0         | Giana Erminio-AlbinoLeffe  | 0-2           | 23 feb.       |
| 28 ott.     | 3-2         | L.R. Vicenza-Virtus Verona | 0-1           | 23 feb.       |
| 28 ott.     | 0-1         | Pordenone-Fermana          | 1-0           | 23 feb.       |
| 28 ott.     | 1-3         | Renate-Triestina           | 0-2           | 23 feb.       |
| 28 ott.     | 0-0         | Rimini-Südtirol            | 0-1           | 23 feb.       |
| 28 ott.     | 2-1         | Teramo-Ravenna             | 3-1           | 23 feb.       |
| 6 mar.      | 0-0         | Ternana-Sambenedettese     | 0-2           | 23 feb.       |
| 28 ott.     | 1-1         | Vis Pesaro-Imolese         | 0-2           | 23 feb.       |

| andata (10ª) | andata (10ª) | 10ª giornata             | ritorno (29ª) | ritorno (29ª) |
|              |              |                          |               |               |
| 4 nov.       | 1-1          | AlbinoLeffe-Fano         | 0-0           | 2 mar.        |
| 4 nov.       | 2-0          | Fermana-Teramo           | 1-0           | 3 mar.        |
| 4 nov.       | 3-0          | Gubbio-Rimini            | 1-1           | 3 mar.        |
| 4 nov.       | 2-1          | Imolese-L.R. Vicenza     | 0-0           | 3 mar.        |
| 4 nov.       | 1-4          | Monza-Ternana            | 1-0           | 3 mar.        |
| 4 nov.       | 1-0          | Ravenna-Renate           | 1-0           | 3 mar.        |
| 4 nov.       | 2-2          | Sambenedettese-Pordenone | 1-1           | 3 mar.        |
| 4 nov.       | 2-3          | Südtirol-Feralpisalò     | 1-1           | 3 mar.        |
| 5 nov.       | 3-1          | Triestina-Giana Erminio  | 1-1           | 3 mar.        |
| 4 nov.       | 0-2          | Virtus Verona-Vis Pesaro | 0-0           | 3 mar.        |

| andata (11ª) | andata (11ª) | 11ª giornata                | ritorno (30ª) | ritorno (30ª) |
|              |              |                             |               |               |
| 11 nov.      | 1-1          | Fano-Ravenna                | 0-3           | 10 mar.       |
| 11 nov.      | 1-1          | Feralpisalò-Virtus Verona   | 1-2           | 10 mar.       |
| 11 nov.      | 0-0          | Giana Erminio-Südtirol      | 2-1           | 10 mar.       |
| 11 nov.      | 1-0          | L.R. Vicenza-Sambenedettese | 4-1           | 10 mar.       |
| 12 nov.      | 1-2          | Pordenone-Triestina         | 2-1           | 10 mar.       |
| 11 nov.      | 1-0          | Renate-Imolese              | 1-1           | 10 mar.       |
| 11 nov.      | 2-0          | Rimini-Fermana              | 0-1           | 10 mar.       |
| 11 nov.      | 2-2          | Teramo-AlbinoLeffe          | 2-1           | 10 mar.       |
| 11 nov.      | 3-0          | Ternana-Gubbio              | 1-1           | 11 mar.       |
| 11 nov.      | 1-1          | Vis Pesaro-Monza            | 1-1           | 10 mar.       |

| andata (12ª) | andata (12ª) | 12ª giornata               | ritorno (31ª) | ritorno (31ª) |
|              |              |                            |               |               |
| 18 nov.      | 2-0          | AlbinoLeffe-Renate         | 1-0           | 16 mar.       |
| 18 nov.      | 2-1          | Fermana-Fano               | 0-2           | 3 apr.        |
| 18 nov.      | 1-1          | Gubbio-Giana Erminio       | 0-4           | 17 mar.       |
| 18 nov.      | 0-0          | Imolese-Ternana            | 3-0           | 17 mar.       |
| 18 nov.      | 0-2          | Monza-Pordenone            | 1-1           | 18 mar.       |
| 18 nov.      | 0-0          | Ravenna-Rimini             | 1-0           | 17 mar.       |
| 18 nov.      | 2-0          | Sambenedettese-Feralpisalò | 1-1           | 17 mar.       |
| 18 nov.      | 0-1          | Südtirol-Vis Pesaro        | 1-0           | 17 mar.       |
| 18 nov.      | 1-1          | Triestina-L.R. Vicenza     | 2-0           | 17 mar.       |
| 18 nov.      | 2-0          | Virtus Verona-Teramo       | 2-1           | 17 mar.       |

| andata (11ª) | andata (11ª) | 11ª giornata                | ritorno (30ª) | ritorno (30ª) |
|              |              |                             |               |               |
| 11 nov.      | 1-1          | Fano-Ravenna                | 0-3           | 10 mar.       |
| 11 nov.      | 1-1          | Feralpisalò-Virtus Verona   | 1-2           | 10 mar.       |
| 11 nov.      | 0-0          | Giana Erminio-Südtirol      | 2-1           | 10 mar.       |
| 11 nov.      | 1-0          | L.R. Vicenza-Sambenedettese | 4-1           | 10 mar.       |
| 12 nov.      | 1-2          | Pordenone-Triestina         | 2-1           | 10 mar.       |
| 11 nov.      | 1-0          | Renate-Imolese              | 1-1           | 10 mar.       |
| 11 nov.      | 2-0          | Rimini-Fermana              | 0-1           | 10 mar.       |
| 11 nov.      | 2-2          | Teramo-AlbinoLeffe          | 2-1           | 10 mar.       |
| 11 nov.      | 3-0          | Ternana-Gubbio              | 1-1           | 11 mar.       |
| 11 nov.      | 1-1          | Vis Pesaro-Monza            | 1-1           | 10 mar.       |

| andata (12ª) | andata (12ª) | 12ª giornata               | ritorno (31ª) | ritorno (31ª) |
|              |              |                            |               |               |
| 18 nov.      | 2-0          | AlbinoLeffe-Renate         | 1-0           | 16 mar.       |
| 18 nov.      | 2-1          | Fermana-Fano               | 0-2           | 3 apr.        |
| 18 nov.      | 1-1          | Gubbio-Giana Erminio       | 0-4           | 17 mar.       |
| 18 nov.      | 0-0          | Imolese-Ternana            | 3-0           | 17 mar.       |
| 18 nov.      | 0-2          | Monza-Pordenone            | 1-1           | 18 mar.       |
| 18 nov.      | 0-0          | Ravenna-Rimini             | 1-0           | 17 mar.       |
| 18 nov.      | 2-0          | Sambenedettese-Feralpisalò | 1-1           | 17 mar.       |
| 18 nov.      | 0-1          | Südtirol-Vis Pesaro        | 1-0           | 17 mar.       |
| 18 nov.      | 1-1          | Triestina-L.R. Vicenza     | 2-0           | 17 mar.       |
| 18 nov.      | 2-0          | Virtus Verona-Teramo       | 2-1           | 17 mar.       |

| andata (13ª) | andata (13ª) | 13ª giornata             | ritorno (32ª) | ritorno (32ª) |
|              |              |                          |               |               |
| 25 nov.      | 0-1          | AlbinoLeffe-Ravenna      | 1-0           | 24 mar.       |
| 25 nov.      | 1-0          | Feralpisalò-Fano         | 1-0           | 24 mar.       |
| 25 nov.      | 2-4          | L.R. Vicenza-Südtirol    | 2-2           | 24 mar.       |
| 25 nov.      | 1-1          | Monza-Imolese            | 3-1           | 24 mar.       |
| 26 nov.      | 1-0          | Pordenone-Ternana        | 1-1           | 24 mar.       |
| 25 nov.      | 1-0          | Renate-Gubbio            | 0-0           | 24 mar.       |
| 25 nov.      | 1-0          | Rimini-Virtus Verona     | 0-3           | 24 mar.       |
| 25 nov.      | 0-0          | Sambenedettese-Triestina | 0-4           | 24 mar.       |
| 25 nov.      | 0-1          | Teramo-Giana Erminio     | 2-1           | 24 mar.       |
| 25 nov.      | 3-0          | Vis Pesaro-Fermana       | 0-0           | 24 mar.       |

| andata (14ª) | andata (14ª) | 14ª giornata                 | ritorno (33ª) | ritorno (33ª) |
|              |              |                              |               |               |
| 1° dic.      | 1-0          | Fano-Rimini                  | 0-0           | 31 mar.       |
| 1° dic.      | 0-0          | Fermana-AlbinoLeffe          | 1-1           | 30 mar.       |
| 1° dic.      | 2-4          | Giana Erminio-Feralpisalò    | 1-1           | 31 mar.       |
| 1° dic.      | 0-0          | Gubbio-Monza                 | 1-0           | 31 mar.       |
| 1° dic.      | 1-0          | Ravenna-Vis Pesaro           | 0-0           | 31 mar.       |
| 1° dic.      | 1-1          | Südtirol-Pordenone           | 0-0           | 31 mar.       |
| 1° dic.      | 2-2          | Teramo-Renate                | 0-0           | 31 mar.       |
| 1° dic.      | 0-2          | Ternana-L.R. Vicenza         | 1-1           | 31 mar.       |
| 1° dic.      | 1-0          | Triestina-Imolese            | 1-2           | 31 mar.       |
| 1° dic.      | 1-2          | Virtus Verona-Sambenedettese | 1-1           | 31 mar.       |

| andata (13ª) | andata (13ª) | 13ª giornata             | ritorno (32ª) | ritorno (32ª) |
|              |              |                          |               |               |
| 25 nov.      | 0-1          | AlbinoLeffe-Ravenna      | 1-0           | 24 mar.       |
| 25 nov.      | 1-0          | Feralpisalò-Fano         | 1-0           | 24 mar.       |
| 25 nov.      | 2-4          | L.R. Vicenza-Südtirol    | 2-2           | 24 mar.       |
| 25 nov.      | 1-1          | Monza-Imolese            | 3-1           | 24 mar.       |
| 26 nov.      | 1-0          | Pordenone-Ternana        | 1-1           | 24 mar.       |
| 25 nov.      | 1-0          | Renate-Gubbio            | 0-0           | 24 mar.       |
| 25 nov.      | 1-0          | Rimini-Virtus Verona     | 0-3           | 24 mar.       |
| 25 nov.      | 0-0          | Sambenedettese-Triestina | 0-4           | 24 mar.       |
| 25 nov.      | 0-1          | Teramo-Giana Erminio     | 2-1           | 24 mar.       |
| 25 nov.      | 3-0          | Vis Pesaro-Fermana       | 0-0           | 24 mar.       |

| andata (14ª) | andata (14ª) | 14ª giornata                 | ritorno (33ª) | ritorno (33ª) |
|              |              |                              |               |               |
| 1° dic.      | 1-0          | Fano-Rimini                  | 0-0           | 31 mar.       |
| 1° dic.      | 0-0          | Fermana-AlbinoLeffe          | 1-1           | 30 mar.       |
| 1° dic.      | 2-4          | Giana Erminio-Feralpisalò    | 1-1           | 31 mar.       |
| 1° dic.      | 0-0          | Gubbio-Monza                 | 1-0           | 31 mar.       |
| 1° dic.      | 1-0          | Ravenna-Vis Pesaro           | 0-0           | 31 mar.       |
| 1° dic.      | 1-1          | Südtirol-Pordenone           | 0-0           | 31 mar.       |
| 1° dic.      | 2-2          | Teramo-Renate                | 0-0           | 31 mar.       |
| 1° dic.      | 0-2          | Ternana-L.R. Vicenza         | 1-1           | 31 mar.       |
| 1° dic.      | 1-0          | Triestina-Imolese            | 1-2           | 31 mar.       |
| 1° dic.      | 1-2          | Virtus Verona-Sambenedettese | 1-1           | 31 mar.       |

| andata (15ª) | andata (15ª) | 15ª giornata            | ritorno (34ª) | ritorno (34ª) |
|              |              |                         |               |               |
| 8 dic.       | 3-1          | Imolese-Virtus Verona   | 0-0           | 7 apr.        |
| 8 dic.       | 1-1          | L.R. Vicenza-Teramo     | 1-1           | 7 apr.        |
| 8 dic.       | 3-0          | Monza-Giana Erminio     | 2-3           | 7 apr.        |
| 8 dic.       | 2-1          | Pordenone-Ravenna       | 0-0           | 7 apr.        |
| 8 dic.       | 0-1          | Renate-Fano             | 0-0           | 7 apr.        |
| 8 dic.       | 3-2          | Rimini-AlbinoLeffe      | 1-1           | 7 apr.        |
| 9 dic.       | 1-0          | Sambenedettese-Südtirol | 1-2           | 7 apr.        |
| 8 dic.       | 2-0          | Ternana-Fermana         | 0-0           | 7 apr.        |
| 8 dic.       | 2-2          | Triestina-Gubbio        | 2-2           | 7 apr.        |
| 8 dic.       | 1-0          | Vis Pesaro-Feralpisalò  | 0-1           | 7 apr.        |

| andata (16ª) | andata (16ª) | 16ª giornata               | ritorno (35ª) | ritorno (35ª) |
|              |              |                            |               |               |
| 12 dic.      | 0-0          | AlbinoLeffe-Sambenedettese | 0-3           | 14 apr.       |
| 11 dic.      | 0-0          | Fano-Vis Pesaro            | 0-1           | 14 apr.       |
| 11 dic.      | 0-1          | Feralpisalò-Imolese        | 1-3           | 15 apr.       |
| 11 dic.      | 1-0          | Fermana-Triestina          | 0-3           | 14 apr.       |
| 11 dic.      | 0-1          | Giana Erminio-Renate       | 2-0           | 14 apr.       |
| 11 dic.      | 2-0          | Gubbio-L.R. Vicenza        | 2-2           | 14 apr.       |
| 11 dic.      | 0-1          | Ravenna-Virtus Verona      | 2-1           | 14 apr.       |
| 11 dic.      | 1-0          | Rimini-Monza               | 0-3           | 14 apr.       |
| 12 dic.      | 2-1          | Südtirol-Ternana           | 1-1           | 14 apr.       |
| 11 dic.      | 0-2          | Teramo-Pordenone           | 0-4           | 14 apr.       |

| andata (15ª) | andata (15ª) | 15ª giornata            | ritorno (34ª) | ritorno (34ª) |
|              |              |                         |               |               |
| 8 dic.       | 3-1          | Imolese-Virtus Verona   | 0-0           | 7 apr.        |
| 8 dic.       | 1-1          | L.R. Vicenza-Teramo     | 1-1           | 7 apr.        |
| 8 dic.       | 3-0          | Monza-Giana Erminio     | 2-3           | 7 apr.        |
| 8 dic.       | 2-1          | Pordenone-Ravenna       | 0-0           | 7 apr.        |
| 8 dic.       | 0-1          | Renate-Fano             | 0-0           | 7 apr.        |
| 8 dic.       | 3-2          | Rimini-AlbinoLeffe      | 1-1           | 7 apr.        |
| 9 dic.       | 1-0          | Sambenedettese-Südtirol | 1-2           | 7 apr.        |
| 8 dic.       | 2-0          | Ternana-Fermana         | 0-0           | 7 apr.        |
| 8 dic.       | 2-2          | Triestina-Gubbio        | 2-2           | 7 apr.        |
| 8 dic.       | 1-0          | Vis Pesaro-Feralpisalò  | 0-1           | 7 apr.        |

| andata (16ª) | andata (16ª) | 16ª giornata               | ritorno (35ª) | ritorno (35ª) |
|              |              |                            |               |               |
| 12 dic.      | 0-0          | AlbinoLeffe-Sambenedettese | 0-3           | 14 apr.       |
| 11 dic.      | 0-0          | Fano-Vis Pesaro            | 0-1           | 14 apr.       |
| 11 dic.      | 0-1          | Feralpisalò-Imolese        | 1-3           | 15 apr.       |
| 11 dic.      | 1-0          | Fermana-Triestina          | 0-3           | 14 apr.       |
| 11 dic.      | 0-1          | Giana Erminio-Renate       | 2-0           | 14 apr.       |
| 11 dic.      | 2-0          | Gubbio-L.R. Vicenza        | 2-2           | 14 apr.       |
| 11 dic.      | 0-1          | Ravenna-Virtus Verona      | 2-1           | 14 apr.       |
| 11 dic.      | 1-0          | Rimini-Monza               | 0-3           | 14 apr.       |
| 12 dic.      | 2-1          | Südtirol-Ternana           | 1-1           | 14 apr.       |
| 11 dic.      | 0-2          | Teramo-Pordenone           | 0-4           | 14 apr.       |

| andata (17ª) | andata (17ª) | 17ª giornata          | ritorno (36ª) | ritorno (36ª) |
|              |              |                       |               |               |
| 15 dic.      | 0-0          | Imolese-Fermana       | 1-1           | 20 apr.       |
| 15 dic.      | 1-2          | L.R. Vicenza-Ravenna  | 0-0           | 20 apr.       |
| 15 dic.      | 1-1          | Monza-AlbinoLeffe     | 0-3           | 20 apr.       |
| 15 dic.      | 1-0          | Pordenone-Gubbio      | 2-2           | 20 apr.       |
| 16 dic.      | 0-1          | Renate-Südtirol       | 1-0           | 20 apr.       |
| 15 dic.      | 1-0          | Sambenedettese-Rimini | 1-3           | 20 apr.       |
| 16 dic.      | 3-3          | Ternana-Giana Erminio | 0-0           | 20 apr.       |
| 15 dic.      | 2-0          | Triestina-Feralpisalò | 2-0           | 20 apr.       |
| 15 dic.      | 1-0          | Virtus Verona-Fano    | 1-1           | 20 apr.       |
| 15 dic.      | 0-0          | Vis Pesaro-Teramo     | 1-2           | 20 apr.       |

| andata (18ª) | andata (18ª) | 18ª giornata              | ritorno (37ª) | ritorno (37ª) |
|              |              |                           |               |               |
| 22 dic.      | 1-0          | AlbinoLeffe-Virtus Verona | 2-1           | 28 apr.       |
| 22 dic.      | 0-0          | Fano-L.R. Vicenza         | 0-2           | 28 apr.       |
| 22 dic.      | 0-0          | Feralpisalò-Renate        | 3-2           | 28 apr.       |
| 22 dic.      | 0-1          | Fermana-Monza             | 0-3           | 28 apr.       |
| 22 dic.      | 1-1          | Giana Erminio-Pordenone   | 1-3           | 28 apr.       |
| 22 dic.      | 0-0          | Gubbio-Sambenedettese     | 1-3           | 28 apr.       |
| 22 dic.      | 3-2          | Ravenna-Ternana           | 0-1           | 28 apr.       |
| 22 dic.      | 1-1          | Rimini-Vis Pesaro         | 0-0           | 28 apr.       |
| 22 dic.      | 1-1          | Südtirol-Imolese          | 0-2           | 28 apr.       |
| 22 dic.      | 2-0          | Teramo-Triestina          | 2-3           | 28 apr.       |

| andata (17ª) | andata (17ª) | 17ª giornata          | ritorno (36ª) | ritorno (36ª) |
|              |              |                       |               |               |
| 15 dic.      | 0-0          | Imolese-Fermana       | 1-1           | 20 apr.       |
| 15 dic.      | 1-2          | L.R. Vicenza-Ravenna  | 0-0           | 20 apr.       |
| 15 dic.      | 1-1          | Monza-AlbinoLeffe     | 0-3           | 20 apr.       |
| 15 dic.      | 1-0          | Pordenone-Gubbio      | 2-2           | 20 apr.       |
| 16 dic.      | 0-1          | Renate-Südtirol       | 1-0           | 20 apr.       |
| 15 dic.      | 1-0          | Sambenedettese-Rimini | 1-3           | 20 apr.       |
| 16 dic.      | 3-3          | Ternana-Giana Erminio | 0-0           | 20 apr.       |
| 15 dic.      | 2-0          | Triestina-Feralpisalò | 2-0           | 20 apr.       |
| 15 dic.      | 1-0          | Virtus Verona-Fano    | 1-1           | 20 apr.       |
| 15 dic.      | 0-0          | Vis Pesaro-Teramo     | 1-2           | 20 apr.       |

| andata (18ª) | andata (18ª) | 18ª giornata              | ritorno (37ª) | ritorno (37ª) |
|              |              |                           |               |               |
| 22 dic.      | 1-0          | AlbinoLeffe-Virtus Verona | 2-1           | 28 apr.       |
| 22 dic.      | 0-0          | Fano-L.R. Vicenza         | 0-2           | 28 apr.       |
| 22 dic.      | 0-0          | Feralpisalò-Renate        | 3-2           | 28 apr.       |
| 22 dic.      | 0-1          | Fermana-Monza             | 0-3           | 28 apr.       |
| 22 dic.      | 1-1          | Giana Erminio-Pordenone   | 1-3           | 28 apr.       |
| 22 dic.      | 0-0          | Gubbio-Sambenedettese     | 1-3           | 28 apr.       |
| 22 dic.      | 3-2          | Ravenna-Ternana           | 0-1           | 28 apr.       |
| 22 dic.      | 1-1          | Rimini-Vis Pesaro         | 0-0           | 28 apr.       |
| 22 dic.      | 1-1          | Südtirol-Imolese          | 0-2           | 28 apr.       |
| 22 dic.      | 2-0          | Teramo-Triestina          | 2-3           | 28 apr.       |

| \| andata (19ª) \| andata (19ª) \| 19ª giornata \| ritorno (38ª) \| ritorno (38ª) \| \| \| \| \| \| \| \| 26 dic. \| 2-2 \| Imolese-Ravenna \| 3-3 \| 5 mag. \| \| 26 dic. \| 1-1 \| L.R. Vicenza-AlbinoLeffe \| 1-0 \| 5 mag. \| \| 26 dic. \| 1-1 \| Monza-Südtirol \| 3-0 \| 5 mag. \| \| 26 dic. \| 2-2 \| Pordenone-Feralpisalò \| 2-2 \| 5 mag. \| \| 26 dic. \| 1-0 \| Renate-Rimini \| 0-0 \| 5 mag. \| \| 26 dic. \| 2-0 \| Sambenedettese-Fermana \| 3-1 \| 5 mag. \| \| 27 dic. \| 2-1 \| Ternana-Teramo \| 0-0 \| 5 mag. \| \| 26 dic. \| 0-1 \| Triestina-Fano \| 0-1 \| 5 mag. \| \| 26 dic. \| 3-1 \| Virtus Verona-Gubbio \| 0-1 \| 5 mag. \| \| 26 dic. \| 1-1 \| Vis Pesaro-Giana Erminio \| 3-3 \| 5 mag. \| |              |                          |               |               |
| andata (19ª) | andata (19ª) | 19ª giornata             | ritorno (38ª) | ritorno (38ª) |
| |              |                          |               |               |
| 26 dic. | 2-2          | Imolese-Ravenna          | 3-3           | 5 mag.        |
| 26 dic. | 1-1          | L.R. Vicenza-AlbinoLeffe | 1-0           | 5 mag.        |
| 26 dic. | 1-1          | Monza-Südtirol           | 3-0           | 5 mag.        |
| 26 dic. | 2-2          | Pordenone-Feralpisalò    | 2-2           | 5 mag.        |
| 26 dic. | 1-0          | Renate-Rimini            | 0-0           | 5 mag.        |
| 26 dic. | 2-0          | Sambenedettese-Fermana   | 3-1           | 5 mag.        |
| 27 dic. | 2-1          | Ternana-Teramo           | 0-0           | 5 mag.        |
| 26 dic. | 0-1          | Triestina-Fano           | 0-1           | 5 mag.        |
| 26 dic. | 3-1          | Virtus Verona-Gubbio     | 0-1           | 5 mag.        |
| 26 dic. | 1-1          | Vis Pesaro-Giana Erminio | 3-3           | 5 mag.        |

| andata (19ª) | andata (19ª) | 19ª giornata             | ritorno (38ª) | ritorno (38ª) |
|              |              |                          |               |               |
| 26 dic.      | 2-2          | Imolese-Ravenna          | 3-3           | 5 mag.        |
| 26 dic.      | 1-1          | L.R. Vicenza-AlbinoLeffe | 1-0           | 5 mag.        |
| 26 dic.      | 1-1          | Monza-Südtirol           | 3-0           | 5 mag.        |
| 26 dic.      | 2-2          | Pordenone-Feralpisalò    | 2-2           | 5 mag.        |
| 26 dic.      | 1-0          | Renate-Rimini            | 0-0           | 5 mag.        |
| 26 dic.      | 2-0          | Sambenedettese-Fermana   | 3-1           | 5 mag.        |
| 27 dic.      | 2-1          | Ternana-Teramo           | 0-0           | 5 mag.        |
| 26 dic.      | 0-1          | Triestina-Fano           | 0-1           | 5 mag.        |
| 26 dic.      | 3-1          | Virtus Verona-Gubbio     | 0-1           | 5 mag.        |
| 26 dic.      | 1-1          | Vis Pesaro-Giana Erminio | 3-3           | 5 mag.        |

### Spareggi

#### Play-off

##### Primo turno
|          | Risultati |                | Luogo e data            |
| -------- | --------- | -------------- | ----------------------- |
| Monza    | 2-0       | Fermana        | Monza, 12 maggio 2019   |
| Südtirol | 1-0       | Sambenedettese | Bolzano, 12 maggio 2019 |
| Ravenna  | 1-1       | L.R. Vicenza   | Ravenna, 12 maggio 2019 |

##### Secondo turno
|             | Risultati |          | Luogo e data          |
| ----------- | --------- | -------- | --------------------- |
| Monza       | 3-3       | Südtirol | Monza, 15 maggio 2019 |
| Feralpisalò | 0-0       | Ravenna  | Salò, 15 maggio 2019  |

#### Play-out
| Virtus Verona | 1-0 | Rimini        | Verona, 19 maggio 2019 |  |  |  |  |
| Rimini        | 2-0 | Virtus Verona | Rimini, 26 maggio 2019 |  |  |  |  |

### Statistiche

#### Squadre

##### Primati stagionali
Squadre
- Maggior numero di vittorie: Pordenone e Triestina (19)
- Minor numero di vittorie: Fano, Giana Erminio, Renate e Rimini (8)
- Maggior numero di pareggi: Giana Erminio e L.R. Vicenza (18)
- Minor numero di pareggi: Virtus Verona (8)
- Maggior numero di sconfitte: Virtus Verona (20)
- Minor numero di sconfitte: Pordenone (3)
- Miglior attacco: Triestina (60 gol fatti)
- Peggior attacco: Fano (18 gol fatti)
- Miglior difesa: Vis Pesaro (31 gol subiti)
- Peggior difesa: Giana Erminio e Virtus Verona (50 gol subiti)
- Miglior differenza reti: Triestina (+27)
- Peggior differenza reti: Rimini (−16)

Partite
- Partita con più reti: Virtus Verona-Triestina 3-4 (7)
- Partita con maggiore scarto di gol: Imolese-Giana Erminio 5-0 (5)
- Giornata con maggior numero di gol: 31 (10ª giornata)
- Giornata con minor numero di gol: 11 (29ª giornata)

#### Individuali

##### Classifica marcatori
| Gol | Rigori |  | Giocatore           | Squadra        |
| --- | ------ |  | ------------------- | -------------- |
| 17  | 9      |  | Pablo Granoche      | Triestina      |
| 15  | 5      |  | Fabio Perna         | Giana Erminio  |
| 14  |        |  | Leonardo Candellone | Pordenone      |
| 14  | 1      |  | Eric Lanini         | Imolese        |
| 12  | 6      |  | Stefano Giacomelli  | L.R. Vicenza   |
| 12  |        |  | Francesco Stanco    | Sambenedettese |
| 12  | 4      |  | Andrea Caracciolo   | Feralpisalò    |
| 11  | 2      |  | Manuel Nocciolini   | Ravenna        |
| 11  |        |  | Michael De Marchi   | Imolese        |
| 11  |        |  | Fabio Scarsella     | Feralpisalò    |

## Girone C

### Avvenimenti
In un campionato pieno di realtà blasonate in forte ricostruzione (su tutte, il Catania e il Catanzaro), è la sorpresa Juve Stabia a conquistare la Serie B dopo un campionato mai messo in discussione. Secondo posto per il redivivo Trapani di Vincenzo Italiano, che poi tornerà in Serie B dopo due anni grazie alla vittoria nei play-off contro il Piacenza.
Anche qui si registra un'esclusione a campionato in corso, cioè quella del Matera dopo quattro rinunce; retrocedono, però, anche Bisceglie e Paganese, che saranno però ripescate nel campionato successivo.

### Squadre partecipanti
| Club                | Stagione | Città                        | Stadio                                          | Stagione precedente              |
| ------------------- | -------- | ---------------------------- | ----------------------------------------------- | -------------------------------- |
| Bisceglie           | dettagli | Bisceglie (BT)               | Stadio Gustavo Ventura                          | 11º posto in Serie C/C           |
| Casertana           | dettagli | Caserta                      | Stadio Alberto Pinto                            | 7º posto in Serie C/C            |
| Catania             | dettagli | Catania                      | Stadio Angelo Massimino                         | 2º posto in Serie C/C            |
| Catanzaro           | dettagli | Catanzaro                    | Stadio Nicola Ceravolo                          | 14º posto in Serie C/C           |
| Cavese              | dettagli | Cava de' Tirreni (SA)        | Stadio Simonetta Lamberti                       | 2º posto in Serie D/H, ripescata |
| Juve Stabia         | dettagli | Castellammare di Stabia (NA) | Stadio Romeo Menti                              | 4º posto in Serie C/C            |
| Matera              | dettagli | Matera                       | Stadio XXI Settembre-Franco Salerno             | 12º posto in Serie C/C           |
| Monopoli            | dettagli | Monopoli (BA)                | Stadio Vito Simone Veneziani                    | 6º posto in Serie C/C            |
| Paganese            | dettagli | Pagani (SA)                  | Stadio Marcello Torre                           | 17º posto in Serie C/C           |
| Potenza             | dettagli | Potenza                      | Stadio Alfredo Viviani                          | 1º posto in Serie D/H, promosso  |
| Reggina             | dettagli | Reggio Calabria              | Stadio Oreste Granillo                          | 15º posto in Serie C/C           |
| Rende               | dettagli | Rende (CS)                   | Stadio Marco Lorenzon                           | 8º posto in Serie C/C            |
| Rieti               | dettagli | Rieti                        | Stadio Centro d'Italia-Manlio Scopigno          | 1º posto in Serie D/G, promosso  |
| Sicula Leonzio      | dettagli | Lentini (SR)                 | Sicula Trasporti Stadium-Stadio Angelino Nobile | 10º posto in Serie C/C           |
| Siracusa            | dettagli | Siracusa                     | Stadio Nicola De Simone                         | 13º posto in Serie C/C           |
| Trapani             | dettagli | Trapani                      | Stadio Polisportivo Provinciale (Erice)         | 3º posto in Serie C/C            |
| Vibonese            | dettagli | Vibo Valentia                | Stadio Luigi Razza                              | 1º posto in Serie D/I, promossa  |
| Virtus Francavilla  | dettagli | Francavilla Fontana (BR)     | Stadio Franco Fanuzzi (Brindisi)                | 9º posto in Serie C/C            |
| Viterbese Castrense | dettagli | Viterbo                      | Stadio Enrico Rocchi                            | 5º posto in Serie C/A            |

### Allenatori e primatisti
| Squadra             | Allenatore | Giocatore più presente (tra parentesi il numero delle presenze) | Capocannoniere (tra parentesi il numero dei gol segnati) |
| ------------------- | --- | --------------------------------------------------------------- | -------------------------------------------------------- |
| Bisceglie           | Ciro Ginestra (1ª-14ª) Antonio Bruno (15ª-20ª) Rodolfo Vanoli (21ª-38ª e play-out) | Ernesto Starita (34)                                            | Ernesto Starita (4)                                      |
| Casertana           | Gaetano Fontana (1ª-13ª) Raffaele Esposito (14ª-32ª) Sandro Pochesci (33ª-38ª e play-off) | Luigi Castaldo (32)                                             | Luigi Castaldo (17)                                      |
| Catania             | Andrea Sottil (1ª-28ª) Walter Novellino (29ª-38ª) Andrea Sottil (play-off) | Francesco Lodi, Ramzi Aya (35)                                  | Francesco Lodi (11)                                      |
| Catanzaro           | Gaetano Auteri | Mattia Maita (34)                                               | Eugenio D'Ursi (14)                                      |
| Cavese              | Giacomo Modica | Giuseppe Fella, Francesco Favasuli Giorgio Tumbarello (31)      | Giuseppe Fella (11)                                      |
| Juve Stabia         | Ciro Ferrara e Fabio Caserta | Paolo Branduani, Giacomo Calo (34)                              | Daniele Paponi (12)                                      |
| Matera              | Eduardo Imbimbo | Alessandro Farroni, Michele Scaringella (17)                    | Manuel Ricci (5)                                         |
| Monopoli            | Giuseppe Scienza | Marco Pissardo (35)                                             | Doudou Mangni (11)                                       |
| Paganese            | Luca Fusco (1ª-11ª) Fabio De Sanzo (12ª-31ª) Alessandro Erra (32ª-38ª e play-out) | Giacomo Parigi (34)                                             | Christian Cesaretti (7)                                  |
| Potenza             | Nicola Ragno (1ª-5ª) Giuseppe Raffaele (6ª-38ª e play-off) | Emerson Ramos Borges (35)                                       | Carlos Clay França (11)                                  |
| Reggina             | Roberto Cevoli (1ª-24ª) Massimo Drago (25ª-34ª) Roberto Cevoli (35ª-38ª e play-off) | Niko Kirwan (34)                                                | Salvatore Sandomenico (7)                                |
| Rende               | Francesco Modesto | Domenico Franco, Francesco Vivacqua (34)                        | Francesco Vivacqua (8)                                   |
| Rieti               | Ricardo Chéu (1ª-19ª) Ezio Capuano (20ª-38ª) | Fabio Maistro (35)                                              | Cedric Gondo (8)                                         |
| Sicula Leonzio      | Paolo Bianco (1ª-15ª) Pierpaolo Alderisi (16ª) Vincenzo Torrente (17ª-38ª) | Giuliano Laezza, Gianluca Esposito, Antonio Gammone (32)        | Sonny D'Angelo, Luca Miracoli (4)                        |
| Siracusa            | Giuseppe Pagana (1ª) Michele Pazienza (2ª) Giuseppe Pagana (3ª-9ª) Ezio Raciti (10ª) Michele Pazienza (11ª-17ª) Ezio Raciti (18ª-38ª)                                                                                   | Emanuele Catania (33)                                           | Emanuele Catania (10)                                    |
| Trapani             | Vincenzo Italiano | Felice Evacuo (35)                                              | Felice Evacuo (10)                                       |
| Vibonese            | Nevio Orlandi | Jacopo Scaccabarozzi, Leonardo Taurino (34)                     | Leonardo Taurino (9)                                     |
| Virtus Francavilla  | Nunzio Zavettieri (1ª-10ª) Bruno Trocini (11ª-38ª e play-off) | Gianmarco Monaco, Manuel Sarao (34)                             | Manuel Sarao (11)                                        |
| Viterbese Castrense | Giovanni Lopez (1ª) Stefano Sottili (2ª-4ª) Antonio Calabro (5ª-9ª) Giovanni Lopez (10ª) Stefano Sottili (11ª-15ª) Alberto Villa (16ª) Stefano Sottili (17ª-20ª) Antonio Calabro (21ª-37ª) Pino Rigoli (38ª e play-off) | Bismark Ngissah (31)                                            | Alessandro Polidori (8)                                  |

### Classifica finale
|        | Pos. | Squadra             | Pt  | G  | V  | N  | P  | GF | GS | DR  |
| ------ | ---- | ------------------- | --- | -- | -- | -- | -- | -- | -- | --- |
|        | 1.   | Juve Stabia (-1)    | 77  | 36 | 22 | 12 | 2  | 63 | 18 | +45 |
|        | 2.   | Trapani (-1)        | 73  | 36 | 22 | 8  | 6  | 60 | 34 | +26 |
|        | 3.   | Catanzaro           | 67  | 36 | 20 | 7  | 9  | 65 | 32 | +33 |
|        | 4.   | Catania             | 65  | 36 | 19 | 8  | 9  | 48 | 29 | +19 |
|        | 5.   | Potenza             | 57  | 36 | 14 | 15 | 7  | 45 | 32 | +13 |
|        | 6.   | Virtus Francavilla  | 55  | 36 | 16 | 7  | 13 | 42 | 39 | +3  |
|        | 7.   | Reggina (-4)        | 52  | 36 | 16 | 8  | 12 | 45 | 33 | +12 |
|        | 8.   | Monopoli (-2)       | 51  | 36 | 13 | 14 | 9  | 41 | 31 | +10 |
|        | 9.   | Casertana           | 51  | 36 | 13 | 12 | 11 | 46 | 38 | +8  |
|        | 10.  | Rende (-1)          | 47  | 36 | 14 | 6  | 16 | 46 | 45 | +1  |
|        | 11.  | Cavese              | 47  | 36 | 11 | 14 | 11 | 49 | 50 | −1  |
| [ 74 ] | 12.  | Viterbese Castrense | 45  | 36 | 12 | 9  | 15 | 39 | 44 | −5  |
|        | 13.  | Sicula Leonzio      | 42  | 36 | 11 | 9  | 16 | 32 | 42 | −10 |
|        | 14.  | Vibonese            | 42  | 36 | 10 | 12 | 14 | 33 | 37 | −4  |
|        | 15.  | Rieti (-4)          | 39  | 36 | 12 | 7  | 17 | 33 | 43 | −10 |
|        | 16.  | Siracusa (-6)       | 36  | 36 | 12 | 6  | 18 | 34 | 44 | −10 |
|        | 17.  | Bisceglie (-3)      | 29  | 36 | 7  | 11 | 18 | 22 | 41 | −19 |
|        | 18.  | Paganese            | 23  | 36 | 4  | 11 | 21 | 36 | 72 | −36 |
|        | ---  | Matera (-34)        | −18 | 36 | 4  | 4  | 28 | 16 | 91 | −75 |

Legenda:
      Promosso in Serie B 2019-2020.
      Ammessa direttamente ai play-off nazionali.
  Partecipa ai play-off o ai play-out.
      Escluso a campionato in corso.
      Retrocesso in Serie D 2019-2020.
Note:
Il Matera ha scontato 34 punti di penalizzazione ed è stato escluso dal campionato alla 26ª giornata dopo quattro rinunce.
Il Siracusa ha scontato 6 punti di penalizzazione.
La Reggina e il Rieti hanno scontato 4 punti di penalizzazione.
Il Bisceglie ha scontato 3 punti di penalizzazione.
Il Monopoli ha scontato 2 punti di penalizzazione.
Il Rende, il Trapani e la Juve Stabia hanno scontato 1 punto di penalizzazione.
Il Bisceglie e la Paganese sono state poi ripescate in Serie C 2019-2020.
Regolamento:
Tre punti a vittoria, uno a pareggio, zero a sconfitta.
La classifica finale viene determinata tenendo conto del punteggio in classifica e, in caso di parità di punteggio fra due o più squadre, mediante la compilazione di una classifica avulsa fra le squadre interessate tenendo conto nell'ordine:
- dei punti conseguiti negli incontri diretti;
- della differenza tra le reti segnate e quelle subite negli stessi incontri;
- della differenza fra reti segnate e subite negli incontri diretti fra le squadre interessate;
- della differenza fra reti segnate e subite nell'intero campionato;
- del maggior numero di reti segnate nell'intero campionato;
- del minor numero di reti subite nell'intero campionato;
- del maggior numero di vittorie realizzate nell'intero campionato;
- del minor numero di sconfitte subite nell'intero campionato;
- del maggior numero di vittorie esterne nell'intero campionato;
- del minor numero di sconfitte interne nell'intero campionato.

### Risultati

#### Tabellone
Ogni riga indica i risultati casalinghi della squadra segnata a inizio della riga, contro le squadre segnate colonna per colonna (che invece avranno giocato l'incontro in trasferta). Al contrario, leggendo la colonna di una squadra si avranno i risultati ottenuti dalla stessa in trasferta, contro le squadre segnate in ogni riga, che invece avranno giocato l'incontro in casa.
|                     | BIS  | CAS  | CAT  | CNZ  | CAV  | JVS  | MAT  | MON  | PAG  | POT  | REG  | REN  | RIE  | SIC  | SIR  | TRA  | VIB  | VIF  | VIT  |
| ------------------- | ---- | ---- | ---- | ---- | ---- | ---- | ---- | ---- | ---- | ---- | ---- | ---- | ---- | ---- | ---- | ---- | ---- | ---- | ---- |
| Bisceglie           | –––– | 2-1  | 1-0  | 1-0  | 4-3  | 0-0  | 1-0  | 0-1  | 2-2  | 1-1  | 0-1  | 2-1  | 0-1  | 0-0  | 0-0  | 0-0  | 1-1  | 0-0  | 0-1  |
| Casertana           | 3-0  | –––– | 1-1  | 2-1  | 3-1  | 0-0  | 3-0  | 0-1  | 4-1  | 0-0  | 0-1  | 1-2  | 2-1  | 1-1  | 2-1  | 0-0  | 1-1  | 1-0  | 3-4  |
| Catania             | 2-1  | 3-0  | –––– | 0-2  | 5-0  | 1-0  | 3-0  | 2-0  | 2-1  | 1-1  | 1-0  | 1-0  | 1-1  | 1-0  | 2-1  | 3-1  | 3-0  | 1-0  | 0-1  |
| Catanzaro           | 1-1  | 3-2  | 1-2  | –––– | 1-1  | 0-3  | 3-0  | 1-0  | 4-1  | 1-0  | 1-0  | 3-0  | 3-0  | 3-0  | 3-1  | 6-3  | 2-0  | 2-3  | 2-0  |
| Cavese              | 2-0  | 1-2  | 2-2  | 0-2  | –––– | 0-1  | 3-1  | 1-1  | 4-0  | 1-1  | 0-1  | 1-1  | 1-1  | 0-0  | 2-0  | 1-0  | 0-0  | 1-0  | 1-1  |
| Juve Stabia         | 2-0  | 1-1  | 0-0  | 0-0  | 2-2  | –––– | 4-0  | 2-1  | 1-0  | 4-0  | 1-0  | 2-1  | 1-1  | 4-0  | 1-0  | 2-0  | 2-1  | 1-2  | 4-0  |
| Matera              | 0-3  | 2-2  | 0-2  | 1-1  | 0-3  | 0-3  | –––– | 0-3  | 0-3  | 0-3  | 0-6  | 3-1  | 2-0  | 0-4  | 2-1  | 0-3  | 1-6  | 1-2  | 1-0  |
| Monopoli            | 0-0  | 0-1  | 0-0  | 0-0  | 0-1  | 0-0  | 1-0  | –––– | 3-0  | 1-1  | 1-1  | 0-1  | 1-0  | 2-1  | 4-1  | 0-0  | 1-0  | 1-1  | 0-2  |
| Paganese            | 0-0  | 2-2  | 2-4  | 0-4  | 2-2  | 1-3  | 2-2  | 1-3  | –––– | 3-4  | 0-0  | 1-4  | 0-1  | 0-1  | 1-1  | 1-3  | 1-1  | 2-1  | 1-0  |
| Potenza             | 1-0  | 1-0  | 3-1  | 1-5  | 4-0  | 0-0  | 0-0  | 0-0  | 1-1  | –––– | 1-1  | 0-0  | 1-0  | 2-2  | 2-0  | 1-1  | 1-0  | 3-1  | 2-1  |
| Reggina             | 1-0  | 1-0  | 3-0  | 3-4  | 0-3  | 1-1  | 3-0  | 1-3  | 1-0  | 0-0  | –––– | 1-1  | 3-2  | 0-1  | 1-0  | 1-1  | 2-0  | 0-1  | 3-1  |
| Rende               | 3-0  | 0-1  | 1-2  | 1-0  | 3-3  | 0-1  | 3-0  | 2-4  | 1-2  | 0-2  | 3-2  | –––– | 2-1  | 0-2  | 0-1  | 0-1  | 1-0  | 3-1  | 1-1  |
| Rieti               | 1-0  | 2-1  | 0-1  | 1-0  | 0-0  | 1-3  | 4-0  | 1-1  | 4-1  | 1-5  | 1-0  | 1-1  | –––– | 0-0  | 1-2  | 0-2  | 0-1  | 0-2  | 1-0  |
| Sicula Leonzio      | 2-1  | 0-3  | 0-0  | 0-2  | 2-3  | 2-3  | 3-0  | 1-0  | 1-1  | 2-1  | 1-2  | 0-2  | 0-1  | –––– | 1-2  | 0-0  | 2-0  | 1-0  | 0-2  |
| Siracusa            | 1-0  | 0-0  | 2-1  | 1-0  | 3-1  | 0-3  | 3-0  | 1-1  | 3-1  | 0-1  | 0-2  | 1-2  | 1-0  | 0-0  | –––– | 1-2  | 3-0  | 0-1  | 1-0  |
| Trapani             | 1-0  | 2-0  | 1-0  | 2-1  | 2-2  | 1-2  | 2-0  | 4-2  | 2-1  | 2-1  | 3-0  | 1-0  | 3-0  | 3-0  | 2-1  | –––– | 2-1  | 3-1  | 2-0  |
| Vibonese            | 2-0  | 1-1  | 0-0  | 0-0  | 2-0  | 1-1  | 1-0  | 1-2  | 0-0  | 1-0  | 0-2  | 1-0  | 0-2  | 1-0  | 1-1  | 0-2  | –––– | 5-0  | 1-0  |
| Virtus Francavilla  | 2-1  | 1-2  | 1-0  | 0-1  | 2-0  | 1-1  | 3-0  | 3-3  | 1-0  | 0-0  | 1-0  | 1-2  | 2-1  | 1-0  | 2-0  | 4-1  | 1-1  | –––– | 0-0  |
| Viterbese Castrense | 4-0  | 0-0  | 2-0  | 2-2  | 1-3  | 0-4  | 3-0  | 0-0  | 2-1  | 1-0  | 1-1  | 1-3  | 0-1  | 1-2  | 2-0  | 2-2  | 2-2  | 1-0  | –––– |

#### Calendario
| andata (1ª) | andata (1ª) | 1ª giornata                        | ritorno (20ª) | ritorno (20ª) |
|             |             |                                    |               |               |
| 16 set.     | 1-1         | Bisceglie-Vibonese                 | 0-2           | 30 dic.       |
| 16 set.     | 3-1         | Casertana-Cavese                   | 2-1           | 30 dic.       |
| 16 set.     | 1-0         | Catanzaro-Potenza                  | 5-1           | 30 dic.       |
| 18 set.     | 2-0         | Matera-Rieti                       | 0-4           | 30 dic.       |
| 23 ott.     | 0-0         | Monopoli-Catania                   | 0-2           | 30 dic.       |
| 16 set.     | 1-4         | Paganese-Rende                     | 2-1           | 30 dic.       |
| 16 set.     | 0-3         | Siracusa-Juve Stabia               | 0-1           | 30 dic.       |
| 18 set.     | 3-0         | Trapani-Reggina                    | 1-1           | 30 dic.       |
| 6 nov.      | 1-2         | Viterbese Castrense-Sicula Leonzio | 2-0           | 30 dic.       |
|             |             | Riposa: Virtus Francavilla         |               | 30 dic.       |

| andata (2ª) | andata (2ª)      | 2ª giornata                     | ritorno (21ª) | ritorno (21ª) |
|             |                  |                                 |               |               |
| 7 nov.      | 2-1              | Catania-Siracusa                | 1-2           | 20 gen.       |
| 22 set.     | 1-0              | Cavese-Virtus Francavilla       | 0-2           | 20 gen.       |
| 20 nov.     | 4-0              | Juve Stabia-Viterbese Castrense | 4-0           | 20 gen.       |
| 22 set.     | 0-0              | Potenza-Monopoli                | 1-1           | 20 gen.       |
| 22 set.     | 1-0              | Reggina-Bisceglie               | 1-0           | 20 gen.       |
| 21 set.     | 1-0              | Rende-Catanzaro                 | 0-3           | 20 gen.       |
| 22 set.     | 2-1              | Rieti-Casertana                 | 1-2           | 20 gen.       |
| 22 set.     | 3-0              | Sicula Leonzio-Matera           | 4-0           | 20 gen.       |
| 22 set.     | 0-2              | Vibonese-Trapani                | 1-2           | 20 gen.       |
| 22 set.     | Riposa: Paganese |                                 |               | 20 gen.       |

| andata (1ª) | andata (1ª) | 1ª giornata                        | ritorno (20ª) | ritorno (20ª) |
|             |             |                                    |               |               |
| 16 set.     | 1-1         | Bisceglie-Vibonese                 | 0-2           | 30 dic.       |
| 16 set.     | 3-1         | Casertana-Cavese                   | 2-1           | 30 dic.       |
| 16 set.     | 1-0         | Catanzaro-Potenza                  | 5-1           | 30 dic.       |
| 18 set.     | 2-0         | Matera-Rieti                       | 0-4           | 30 dic.       |
| 23 ott.     | 0-0         | Monopoli-Catania                   | 0-2           | 30 dic.       |
| 16 set.     | 1-4         | Paganese-Rende                     | 2-1           | 30 dic.       |
| 16 set.     | 0-3         | Siracusa-Juve Stabia               | 0-1           | 30 dic.       |
| 18 set.     | 3-0         | Trapani-Reggina                    | 1-1           | 30 dic.       |
| 6 nov.      | 1-2         | Viterbese Castrense-Sicula Leonzio | 2-0           | 30 dic.       |
|             |             | Riposa: Virtus Francavilla         |               | 30 dic.       |

| andata (2ª) | andata (2ª)      | 2ª giornata                     | ritorno (21ª) | ritorno (21ª) |
|             |                  |                                 |               |               |
| 7 nov.      | 2-1              | Catania-Siracusa                | 1-2           | 20 gen.       |
| 22 set.     | 1-0              | Cavese-Virtus Francavilla       | 0-2           | 20 gen.       |
| 20 nov.     | 4-0              | Juve Stabia-Viterbese Castrense | 4-0           | 20 gen.       |
| 22 set.     | 0-0              | Potenza-Monopoli                | 1-1           | 20 gen.       |
| 22 set.     | 1-0              | Reggina-Bisceglie               | 1-0           | 20 gen.       |
| 21 set.     | 1-0              | Rende-Catanzaro                 | 0-3           | 20 gen.       |
| 22 set.     | 2-1              | Rieti-Casertana                 | 1-2           | 20 gen.       |
| 22 set.     | 3-0              | Sicula Leonzio-Matera           | 4-0           | 20 gen.       |
| 22 set.     | 0-2              | Vibonese-Trapani                | 1-2           | 20 gen.       |
| 22 set.     | Riposa: Paganese |                                 |               | 20 gen.       |

| andata (3ª) | andata (3ª) | 3ª giornata                 | ritorno (22ª) | ritorno (22ª) |
|             |             |                             |               |               |
| 25 set.     | 2-1         | Bisceglie-Casertana         | 0-3           | 23 gen.       |
| 25 set.     | 2-0         | Catanzaro-Vibonese          | 0-0           | 23 gen.       |
| 25 set.     | 4-0         | Juve Stabia-Potenza         | 0-0           | 23 gen.       |
| 27 nov.     | 0-2         | Matera-Catania              | 0-3           | a tav.        |
| 25 set.     | 0-1         | Monopoli-Rende              | 4-2           | 23 gen.       |
| 25 set.     | 3-1         | Siracusa-Paganese           | 1-1           | 23 gen.       |
| 25 set.     | 3-0         | Trapani-Sicula Leonzio      | 0-0           | 23 gen.       |
| 25 set.     | 2-1         | Virtus Francavilla-Rieti    | 2-0           | 23 gen.       |
| 16 gen.     | 1-1         | Viterbese Castrense-Reggina | 1-3           | 23 gen.       |
|             |             | Riposa: Cavese              |               | 23 gen.       |

| andata (4ª) | andata (4ª) | 4ª giornata                       | ritorno (23ª) | ritorno (23ª) |
|             |             |                                   |               |               |
| 29 set.     | 2-1         | Casertana-Catanzaro               | 2-3           | 27 gen.       |
| 30 set.     | 1-3         | Paganese-Juve Stabia              | 0-1           | 27 gen.       |
| 30 set.     | 1-3         | Reggina-Monopoli                  | 1-1           | 27 gen.       |
| 29 set.     | 1-2         | Rende-Catania                     | 0-1           | 27 gen.       |
| 29 set.     | 0-0         | Rieti-Cavese                      | 1-1           | 28 gen.       |
| 29 set.     | 1-0         | Sicula Leonzio-Virtus Francavilla | 0-1           | 27 gen.       |
| 29 set.     | 2-1         | Trapani-Siracusa                  | 2-1           | 27 gen.       |
| 29 set.     | 1-0         | Vibonese-Matera                   | 6-1           | 27 gen.       |
| 5 dic.      | 4-0         | Viterbese Castrense-Bisceglie     | 1-0           | 27 gen.       |
|             |             | Riposa: Potenza                   |               | 27 gen.       |

| andata (3ª) | andata (3ª) | 3ª giornata                 | ritorno (22ª) | ritorno (22ª) |
|             |             |                             |               |               |
| 25 set.     | 2-1         | Bisceglie-Casertana         | 0-3           | 23 gen.       |
| 25 set.     | 2-0         | Catanzaro-Vibonese          | 0-0           | 23 gen.       |
| 25 set.     | 4-0         | Juve Stabia-Potenza         | 0-0           | 23 gen.       |
| 27 nov.     | 0-2         | Matera-Catania              | 0-3           | a tav.        |
| 25 set.     | 0-1         | Monopoli-Rende              | 4-2           | 23 gen.       |
| 25 set.     | 3-1         | Siracusa-Paganese           | 1-1           | 23 gen.       |
| 25 set.     | 3-0         | Trapani-Sicula Leonzio      | 0-0           | 23 gen.       |
| 25 set.     | 2-1         | Virtus Francavilla-Rieti    | 2-0           | 23 gen.       |
| 16 gen.     | 1-1         | Viterbese Castrense-Reggina | 1-3           | 23 gen.       |
|             |             | Riposa: Cavese              |               | 23 gen.       |

| andata (4ª) | andata (4ª) | 4ª giornata                       | ritorno (23ª) | ritorno (23ª) |
|             |             |                                   |               |               |
| 29 set.     | 2-1         | Casertana-Catanzaro               | 2-3           | 27 gen.       |
| 30 set.     | 1-3         | Paganese-Juve Stabia              | 0-1           | 27 gen.       |
| 30 set.     | 1-3         | Reggina-Monopoli                  | 1-1           | 27 gen.       |
| 29 set.     | 1-2         | Rende-Catania                     | 0-1           | 27 gen.       |
| 29 set.     | 0-0         | Rieti-Cavese                      | 1-1           | 28 gen.       |
| 29 set.     | 1-0         | Sicula Leonzio-Virtus Francavilla | 0-1           | 27 gen.       |
| 29 set.     | 2-1         | Trapani-Siracusa                  | 2-1           | 27 gen.       |
| 29 set.     | 1-0         | Vibonese-Matera                   | 6-1           | 27 gen.       |
| 5 dic.      | 4-0         | Viterbese Castrense-Bisceglie     | 1-0           | 27 gen.       |
|             |             | Riposa: Potenza                   |               | 27 gen.       |

| andata (5ª) | andata (5ª)   | 5ª giornata                  | ritorno (24ª) | ritorno (24ª) |
|             |               |                              |               |               |
| 6 ott.      | 1-0           | Bisceglie-Matera             | 3-0           | a tav.        |
| 6 ott.      | 3-0           | Catania-Vibonese             | 0-0           | 3 feb.        |
| 28 nov.     | 1-0           | Catanzaro-Reggina            | 4-3           | 3 feb.        |
| 6 ott.      | 0-0           | Cavese-Sicula Leonzio        | 3-2           | 3 feb.        |
| 6 ott.      | 2-1           | Juve Stabia-Rende            | 1-0           | 3 feb.        |
| 6 ott.      | 0-0           | Monopoli-Trapani             | 2-4           | 3 feb.        |
| 6 ott.      | 1-1           | Potenza-Paganese             | 4-3           | 3 feb.        |
| 20 feb.     | 1-0           | Siracusa-Viterbese Castrense | 0-2           | 3 feb.        |
| 6 ott.      | 1-2           | Virtus Francavilla-Casertana | 0-1           | 3 feb.        |
| 6 ott.      | Riposa: Rieti |                              |               | 3 feb.        |

| andata (6ª) | andata (6ª) | 6ª giornata                  | ritorno (25ª) | ritorno (25ª) |
|             |             |                              |               |               |
| 13 ott.     | 1-1         | Casertana-Catania            | 0-3           | 10 feb.       |
| 13 ott.     | 1-2         | Matera-Virtus Francavilla    | 0-3           | a tav.        |
| 13 ott.     | 0-4         | Paganese-Catanzaro           | 1-4           | 10 feb.       |
| 15 ott.     | 1-0         | Reggina-Siracusa             | 2-0           | 11 feb.       |
| 13 ott.     | 0-2         | Rende-Potenza                | 0-0           | 10 feb.       |
| 13 ott.     | 0-1         | Sicula Leonzio-Rieti         | 0-0           | 10 feb.       |
| 13 ott.     | 1-0         | Trapani-Bisceglie            | 0-0           | 10 feb.       |
| 13 ott.     | 2-0         | Vibonese-Cavese              | 0-0           | 10 feb.       |
| 6 mar.      | 0-0         | Viterbese Castrense-Monopoli | 2-0           | 10 feb.       |
|             |             | Riposa: Juve Stabia          |               | 10 feb.       |

| andata (5ª) | andata (5ª)   | 5ª giornata                  | ritorno (24ª) | ritorno (24ª) |
|             |               |                              |               |               |
| 6 ott.      | 1-0           | Bisceglie-Matera             | 3-0           | a tav.        |
| 6 ott.      | 3-0           | Catania-Vibonese             | 0-0           | 3 feb.        |
| 28 nov.     | 1-0           | Catanzaro-Reggina            | 4-3           | 3 feb.        |
| 6 ott.      | 0-0           | Cavese-Sicula Leonzio        | 3-2           | 3 feb.        |
| 6 ott.      | 2-1           | Juve Stabia-Rende            | 1-0           | 3 feb.        |
| 6 ott.      | 0-0           | Monopoli-Trapani             | 2-4           | 3 feb.        |
| 6 ott.      | 1-1           | Potenza-Paganese             | 4-3           | 3 feb.        |
| 20 feb.     | 1-0           | Siracusa-Viterbese Castrense | 0-2           | 3 feb.        |
| 6 ott.      | 1-2           | Virtus Francavilla-Casertana | 0-1           | 3 feb.        |
| 6 ott.      | Riposa: Rieti |                              |               | 3 feb.        |

| andata (6ª) | andata (6ª) | 6ª giornata                  | ritorno (25ª) | ritorno (25ª) |
|             |             |                              |               |               |
| 13 ott.     | 1-1         | Casertana-Catania            | 0-3           | 10 feb.       |
| 13 ott.     | 1-2         | Matera-Virtus Francavilla    | 0-3           | a tav.        |
| 13 ott.     | 0-4         | Paganese-Catanzaro           | 1-4           | 10 feb.       |
| 15 ott.     | 1-0         | Reggina-Siracusa             | 2-0           | 11 feb.       |
| 13 ott.     | 0-2         | Rende-Potenza                | 0-0           | 10 feb.       |
| 13 ott.     | 0-1         | Sicula Leonzio-Rieti         | 0-0           | 10 feb.       |
| 13 ott.     | 1-0         | Trapani-Bisceglie            | 0-0           | 10 feb.       |
| 13 ott.     | 2-0         | Vibonese-Cavese              | 0-0           | 10 feb.       |
| 6 mar.      | 0-0         | Viterbese Castrense-Monopoli | 2-0           | 10 feb.       |
|             |             | Riposa: Juve Stabia          |               | 10 feb.       |

| andata (7ª) | andata (7ª) | 7ª giornata                            | ritorno (26ª) | ritorno (26ª) |
|             |             |                                        |               |               |
| 16 ott.     | 0-0         | Bisceglie-Sicula Leonzio               | 1-2           | 13 feb.       |
| 16 ott.     | 3-1         | Catania-Trapani                        | 0-1           | 13 feb.       |
| 16 ott.     | 0-3         | Catanzaro-Juve Stabia                  | 0-0           | 13 feb.       |
| 16 ott.     | 3-1         | Cavese-Matera                          | 3-0           | a tav.        |
| 16 ott.     | 3-0         | Monopoli-Paganese                      | 3-1           | 13 feb.       |
| 17 ott.     | 1-1         | Potenza-Reggina                        | 0-0           | 14 feb.       |
| 16 ott.     | 0-1         | Rieti-Vibonese                         | 2-0           | 13 feb.       |
| 18 ott.     | 1-2         | Siracusa-Rende                         | 1-0           | 14 feb.       |
| 20 mar.     | 0-0         | Virtus Francavilla-Viterbese Castrense | 0-1           | 13 feb.       |
|             |             | Riposa: Casertana                      |               | 13 feb.       |

| andata (8ª) | andata (8ª) | 8ª giornata                | ritorno (27ª) | ritorno (27ª) |
|             |             |                            |               |               |
| 20 ott.     | 2-1         | Juve Stabia-Monopoli       | 0-0           | 17 feb.       |
| 20 ott.     | 2-2         | Matera-Casertana           | 0-3           | a tav.        |
| 20 ott.     | 2-4         | Paganese-Catania           | 1-2           | 17 feb.       |
| 22 ott.     | 0-1         | Reggina-Virtus Francavilla | 0-1           | 17 feb.       |
| 21 ott.     | 3-0         | Rende-Bisceglie            | 1-2           | 17 feb.       |
| 21 ott.     | 0-1         | Siracusa-Potenza           | 0-2           | 17 feb.       |
| 20 ott.     | 3-0         | Trapani-Rieti              | 2-0           | 18 feb.       |
| 20 ott.     | 1-0         | Vibonese-Sicula Leonzio    | 0-2           | 17 feb.       |
| 17 apr.     | 1-3         | Viterbese Castrense-Cavese | 1-1           | 17 feb.       |
|             |             | Riposa: Catanzaro          |               | 17 feb.       |

| andata (7ª) | andata (7ª) | 7ª giornata                            | ritorno (26ª) | ritorno (26ª) |
|             |             |                                        |               |               |
| 16 ott.     | 0-0         | Bisceglie-Sicula Leonzio               | 1-2           | 13 feb.       |
| 16 ott.     | 3-1         | Catania-Trapani                        | 0-1           | 13 feb.       |
| 16 ott.     | 0-3         | Catanzaro-Juve Stabia                  | 0-0           | 13 feb.       |
| 16 ott.     | 3-1         | Cavese-Matera                          | 3-0           | a tav.        |
| 16 ott.     | 3-0         | Monopoli-Paganese                      | 3-1           | 13 feb.       |
| 17 ott.     | 1-1         | Potenza-Reggina                        | 0-0           | 14 feb.       |
| 16 ott.     | 0-1         | Rieti-Vibonese                         | 2-0           | 13 feb.       |
| 18 ott.     | 1-2         | Siracusa-Rende                         | 1-0           | 14 feb.       |
| 20 mar.     | 0-0         | Virtus Francavilla-Viterbese Castrense | 0-1           | 13 feb.       |
|             |             | Riposa: Casertana                      |               | 13 feb.       |

| andata (8ª) | andata (8ª) | 8ª giornata                | ritorno (27ª) | ritorno (27ª) |
|             |             |                            |               |               |
| 20 ott.     | 2-1         | Juve Stabia-Monopoli       | 0-0           | 17 feb.       |
| 20 ott.     | 2-2         | Matera-Casertana           | 0-3           | a tav.        |
| 20 ott.     | 2-4         | Paganese-Catania           | 1-2           | 17 feb.       |
| 22 ott.     | 0-1         | Reggina-Virtus Francavilla | 0-1           | 17 feb.       |
| 21 ott.     | 3-0         | Rende-Bisceglie            | 1-2           | 17 feb.       |
| 21 ott.     | 0-1         | Siracusa-Potenza           | 0-2           | 17 feb.       |
| 20 ott.     | 3-0         | Trapani-Rieti              | 2-0           | 18 feb.       |
| 20 ott.     | 1-0         | Vibonese-Sicula Leonzio    | 0-2           | 17 feb.       |
| 17 apr.     | 1-3         | Viterbese Castrense-Cavese | 1-1           | 17 feb.       |
|             |             | Riposa: Catanzaro          |               | 17 feb.       |

| andata (9ª) | andata (9ª)    | 9ª giornata                 | ritorno (28ª) | ritorno (28ª) |
|             |                |                             |               |               |
| 27 ott.     | 2-2            | Bisceglie-Paganese          | 0-0           | 24 feb.       |
| 29 ott.     | 1-1            | Casertana-Vibonese          | 1-1           | 24 feb.       |
| 3 apr.      | 0-1            | Catania-Viterbese Castrense | 0-2           | 24 feb.       |
| 27 ott.     | 1-0            | Cavese-Trapani              | 2-2           | 24 feb.       |
| 27 ott.     | 0-0            | Monopoli-Catanzaro          | 0-1           | 24 feb.       |
| 27 ott.     | 1-1            | Reggina-Juve Stabia         | 0-1           | 24 feb.       |
| 27 ott.     | 1-2            | Rieti-Siracusa              | 0-1           | 10 apr.       |
| 27 ott.     | 2-1            | Sicula Leonzio-Potenza      | 2-2           | 20 mar.       |
| 27 ott.     | 1-2            | Virtus Francavilla-Rende    | 1-3           | 24 feb.       |
| 27 ott.     | Riposa: Matera |                             |               | 24 feb.       |

| andata (10ª) | andata (10ª)     | 10ª giornata                | ritorno (29ª) | ritorno (29ª) |
|              |                  |                             |               |               |
| 3 nov.       | 1-1              | Catanzaro-Bisceglie         | 0-1           | 3 mar.        |
| 3 nov.       | 1-1              | Juve Stabia-Casertana       | 0-0           | 3 mar.        |
| 3 nov.       | 0-1              | Paganese-Sicula Leonzio     | 1-1           | 3 mar.        |
| 3 nov.       | 3-1              | Potenza-Catania             | 1-1           | 3 mar.        |
| 5 nov.       | 3-2              | Rende-Reggina               | 1-1           | 4 mar.        |
| 3 nov.       | 3-1              | Siracusa-Cavese             | 0-2           | 3 mar.        |
| 3 nov.       | 2-0              | Trapani-Matera              | 3-0           | a tav.        |
| 3 nov.       | 5-0              | Vibonese-Virtus Francavilla | 1-1           | 3 mar.        |
| 3 nov.       | 0-1              | Viterbese Castrense-Rieti   | 0-1           | 3 mar.        |
| 3 nov.       | Riposa: Monopoli |                             |               | 3 mar.        |

| andata (9ª) | andata (9ª)    | 9ª giornata                 | ritorno (28ª) | ritorno (28ª) |
|             |                |                             |               |               |
| 27 ott.     | 2-2            | Bisceglie-Paganese          | 0-0           | 24 feb.       |
| 29 ott.     | 1-1            | Casertana-Vibonese          | 1-1           | 24 feb.       |
| 3 apr.      | 0-1            | Catania-Viterbese Castrense | 0-2           | 24 feb.       |
| 27 ott.     | 1-0            | Cavese-Trapani              | 2-2           | 24 feb.       |
| 27 ott.     | 0-0            | Monopoli-Catanzaro          | 0-1           | 24 feb.       |
| 27 ott.     | 1-1            | Reggina-Juve Stabia         | 0-1           | 24 feb.       |
| 27 ott.     | 1-2            | Rieti-Siracusa              | 0-1           | 10 apr.       |
| 27 ott.     | 2-1            | Sicula Leonzio-Potenza      | 2-2           | 20 mar.       |
| 27 ott.     | 1-2            | Virtus Francavilla-Rende    | 1-3           | 24 feb.       |
| 27 ott.     | Riposa: Matera |                             |               | 24 feb.       |

| andata (10ª) | andata (10ª)     | 10ª giornata                | ritorno (29ª) | ritorno (29ª) |
|              |                  |                             |               |               |
| 3 nov.       | 1-1              | Catanzaro-Bisceglie         | 0-1           | 3 mar.        |
| 3 nov.       | 1-1              | Juve Stabia-Casertana       | 0-0           | 3 mar.        |
| 3 nov.       | 0-1              | Paganese-Sicula Leonzio     | 1-1           | 3 mar.        |
| 3 nov.       | 3-1              | Potenza-Catania             | 1-1           | 3 mar.        |
| 5 nov.       | 3-2              | Rende-Reggina               | 1-1           | 4 mar.        |
| 3 nov.       | 3-1              | Siracusa-Cavese             | 0-2           | 3 mar.        |
| 3 nov.       | 2-0              | Trapani-Matera              | 3-0           | a tav.        |
| 3 nov.       | 5-0              | Vibonese-Virtus Francavilla | 1-1           | 3 mar.        |
| 3 nov.       | 0-1              | Viterbese Castrense-Rieti   | 0-1           | 3 mar.        |
| 3 nov.       | Riposa: Monopoli |                             |               | 3 mar.        |

| andata (11ª) | andata (11ª)     | 11ª giornata                | ritorno (30ª) | ritorno (30ª) |
|              |                  |                             |               |               |
| 10 nov.      | 0-1              | Bisceglie-Monopoli          | 0-0           | 10 mar.       |
| 10 nov.      | 0-0              | Casertana-Trapani           | 0-2           | 10 mar.       |
| 11 nov.      | 0-2              | Catania-Catanzaro           | 2-1           | 10 mar.       |
| 10 nov.      | 0-1              | Cavese-Juve Stabia          | 2-2           | 10 mar.       |
| 10 nov.      | 1-0              | Matera-Viterbese Castrense  | 0-3           | a tav.        |
| 10 nov.      | 1-0              | Reggina-Paganese            | 0-0           | 10 mar.       |
| 10 nov.      | 1-5              | Rieti-Potenza               | 0-1           | 10 mar.       |
| 10 nov.      | 0-2              | Sicula Leonzio-Rende        | 2-0           | 10 mar.       |
| 10 nov.      | 2-0              | Virtus Francavilla-Siracusa | 1-0           | 10 mar.       |
| 10 nov.      | Riposa: Vibonese |                             |               | 10 mar.       |

| andata (12ª) | andata (12ª)    | 12ª giornata                  | ritorno (31ª) | ritorno (31ª) |
|              |                 |                               |               |               |
| 17 nov.      | 3-0             | Catanzaro-Rieti               | 0-1           | 17 mar.       |
| 17 nov.      | 0-0             | Juve Stabia-Catania           | 0-1           | 17 mar.       |
| 17 nov.      | 2-1             | Monopoli-Sicula Leonzio       | 0-1           | 17 mar.       |
| 17 nov.      | 2-2             | Paganese-Cavese               | 0-4           | 17 mar.       |
| 17 nov.      | 0-0             | Potenza-Matera                | 3-0           | a tav.        |
| 17 nov.      | 1-0             | Rende-Vibonese                | 0-1           | 17 mar.       |
| 17 nov.      | 1-0             | Siracusa-Bisceglie            | 0-0           | 17 mar.       |
| 17 nov.      | 3-1             | Trapani-Virtus Francavilla    | 1-4           | 17 mar.       |
| 17 nov.      | 0-0             | Viterbese Castrense-Casertana | 4-3           | 17 mar.       |
| 17 nov.      | Riposa: Reggina |                               |               | 17 mar.       |

| andata (11ª) | andata (11ª)     | 11ª giornata                | ritorno (30ª) | ritorno (30ª) |
|              |                  |                             |               |               |
| 10 nov.      | 0-1              | Bisceglie-Monopoli          | 0-0           | 10 mar.       |
| 10 nov.      | 0-0              | Casertana-Trapani           | 0-2           | 10 mar.       |
| 11 nov.      | 0-2              | Catania-Catanzaro           | 2-1           | 10 mar.       |
| 10 nov.      | 0-1              | Cavese-Juve Stabia          | 2-2           | 10 mar.       |
| 10 nov.      | 1-0              | Matera-Viterbese Castrense  | 0-3           | a tav.        |
| 10 nov.      | 1-0              | Reggina-Paganese            | 0-0           | 10 mar.       |
| 10 nov.      | 1-5              | Rieti-Potenza               | 0-1           | 10 mar.       |
| 10 nov.      | 0-2              | Sicula Leonzio-Rende        | 2-0           | 10 mar.       |
| 10 nov.      | 2-0              | Virtus Francavilla-Siracusa | 1-0           | 10 mar.       |
| 10 nov.      | Riposa: Vibonese |                             |               | 10 mar.       |

| andata (12ª) | andata (12ª)    | 12ª giornata                  | ritorno (31ª) | ritorno (31ª) |
|              |                 |                               |               |               |
| 17 nov.      | 3-0             | Catanzaro-Rieti               | 0-1           | 17 mar.       |
| 17 nov.      | 0-0             | Juve Stabia-Catania           | 0-1           | 17 mar.       |
| 17 nov.      | 2-1             | Monopoli-Sicula Leonzio       | 0-1           | 17 mar.       |
| 17 nov.      | 2-2             | Paganese-Cavese               | 0-4           | 17 mar.       |
| 17 nov.      | 0-0             | Potenza-Matera                | 3-0           | a tav.        |
| 17 nov.      | 1-0             | Rende-Vibonese                | 0-1           | 17 mar.       |
| 17 nov.      | 1-0             | Siracusa-Bisceglie            | 0-0           | 17 mar.       |
| 17 nov.      | 3-1             | Trapani-Virtus Francavilla    | 1-4           | 17 mar.       |
| 17 nov.      | 0-0             | Viterbese Castrense-Casertana | 4-3           | 17 mar.       |
| 17 nov.      | Riposa: Reggina |                               |               | 17 mar.       |

| andata (13ª) | andata (13ª)    | 13ª giornata                 | ritorno (32ª) | ritorno (32ª) |
|              |                 |                              |               |               |
| 24 nov.      | 1-1             | Bisceglie-Potenza            | 0-1           | 24 mar.       |
| 24 nov.      | 4-1             | Casertana-Paganese           | 2-2           | 24 mar.       |
| 24 nov.      | 1-0             | Catania-Reggina              | 0-3           | 24 mar.       |
| 24 nov.      | 1-1             | Cavese-Rende                 | 3-3           | 24 mar.       |
| 24 nov.      | 2-1             | Matera-Siracusa              | 0-3           | a tav.        |
| 24 nov.      | 1-3             | Rieti-Juve Stabia            | 1-1           | 25 mar.       |
| 24 nov.      | 0-2             | Sicula Leonzio-Catanzaro     | 0-3           | 24 mar.       |
| 24 nov.      | 1-0             | Vibonese-Viterbese Castrense | 2-2           | 24 mar.       |
| 24 nov.      | 3-3             | Virtus Francavilla-Monopoli  | 1-1           | 24 mar.       |
| 24 nov.      | Riposa: Trapani |                              |               | 24 mar.       |

| andata (14ª) | andata (14ª)    | 14ª giornata                | ritorno (33ª) | ritorno (33ª) |
|              |                 |                             |               |               |
| 2 dic.       | 1-1             | Catanzaro-Cavese            | 2-0           | 31 mar.       |
| 2 dic.       | 2-0             | Juve Stabia-Bisceglie       | 0-0           | 31 mar.       |
| 2 dic.       | 1-0             | Monopoli-Matera             | 3-0           | a tav.        |
| 2 dic.       | 1-1             | Paganese-Vibonese           | 0-0           | 31 mar.       |
| 2 dic.       | 3-1             | Potenza-Virtus Francavilla  | 0-0           | 30 mar.       |
| 2 dic.       | 3-2             | Reggina-Rieti               | 0-1           | 31 mar.       |
| 2 dic.       | 0-1             | Rende-Casertana             | 2-1           | 31 mar.       |
| 2 dic.       | 0-0             | Siracusa-Sicula Leonzio     | 2-1           | 31 mar.       |
| 2 dic.       | 2-2             | Viterbese Castrense-Trapani | 0-2           | 31 mar.       |
| 2 dic.       | Riposa: Catania |                             |               | 31 mar.       |

| andata (13ª) | andata (13ª)    | 13ª giornata                 | ritorno (32ª) | ritorno (32ª) |
|              |                 |                              |               |               |
| 24 nov.      | 1-1             | Bisceglie-Potenza            | 0-1           | 24 mar.       |
| 24 nov.      | 4-1             | Casertana-Paganese           | 2-2           | 24 mar.       |
| 24 nov.      | 1-0             | Catania-Reggina              | 0-3           | 24 mar.       |
| 24 nov.      | 1-1             | Cavese-Rende                 | 3-3           | 24 mar.       |
| 24 nov.      | 2-1             | Matera-Siracusa              | 0-3           | a tav.        |
| 24 nov.      | 1-3             | Rieti-Juve Stabia            | 1-1           | 25 mar.       |
| 24 nov.      | 0-2             | Sicula Leonzio-Catanzaro     | 0-3           | 24 mar.       |
| 24 nov.      | 1-0             | Vibonese-Viterbese Castrense | 2-2           | 24 mar.       |
| 24 nov.      | 3-3             | Virtus Francavilla-Monopoli  | 1-1           | 24 mar.       |
| 24 nov.      | Riposa: Trapani |                              |               | 24 mar.       |

| andata (14ª) | andata (14ª)    | 14ª giornata                | ritorno (33ª) | ritorno (33ª) |
|              |                 |                             |               |               |
| 2 dic.       | 1-1             | Catanzaro-Cavese            | 2-0           | 31 mar.       |
| 2 dic.       | 2-0             | Juve Stabia-Bisceglie       | 0-0           | 31 mar.       |
| 2 dic.       | 1-0             | Monopoli-Matera             | 3-0           | a tav.        |
| 2 dic.       | 1-1             | Paganese-Vibonese           | 0-0           | 31 mar.       |
| 2 dic.       | 3-1             | Potenza-Virtus Francavilla  | 0-0           | 30 mar.       |
| 2 dic.       | 3-2             | Reggina-Rieti               | 0-1           | 31 mar.       |
| 2 dic.       | 0-1             | Rende-Casertana             | 2-1           | 31 mar.       |
| 2 dic.       | 0-0             | Siracusa-Sicula Leonzio     | 2-1           | 31 mar.       |
| 2 dic.       | 2-2             | Viterbese Castrense-Trapani | 0-2           | 31 mar.       |
| 2 dic.       | Riposa: Catania |                             |               | 31 mar.       |

| andata (15ª) | andata (15ª)                | 15ª giornata                 | ritorno (34ª) | ritorno (34ª) |
|              |                             |                              |               |               |
| 9 dic.       | 1-0                         | Bisceglie-Catania            | 1-2           | 7 apr.        |
| 9 dic.       | 0-1                         | Casertana-Monopoli           | 1-0           | 7 apr.        |
| 9 dic.       | 1-1                         | Cavese-Potenza               | 0-4           | 7 apr.        |
| 9 dic.       | 3-1                         | Matera-Rende                 | 0-3           | a tav.        |
| 8 dic.       | 4-1                         | Rieti-Paganese               | 1-0           | 7 apr.        |
| 9 dic.       | 1-2                         | Sicula Leonzio-Reggina       | 1-0           | 7 apr.        |
| 8 dic.       | 1-2                         | Trapani-Juve Stabia          | 0-2           | 7 apr.        |
| 9 dic.       | 1-1                         | Vibonese-Siracusa            | 0-3           | 7 apr.        |
| 9 dic.       | 0-1                         | Virtus Francavilla-Catanzaro | 3-2           | 7 apr.        |
| 9 dic.       | Riposa: Viterbese Castrense |                              |               | 7 apr.        |

| andata (16ª) | andata (16ª)      | 16ª giornata                  | ritorno (35ª) | ritorno (35ª) |
|              |                   |                               |               |               |
| 12 dic.      | 1-0               | Catania-Virtus Francavilla    | 0-1           | 14 apr.       |
| 1° mag.      | 2-0               | Catanzaro-Viterbese Castrense | 2-2           | 14 apr.       |
| 12 dic.      | 4-0               | Juve Stabia-Sicula Leonzio    | 3-2           | 14 apr.       |
| 12 dic.      | 1-0               | Monopoli-Vibonese             | 2-1           | 14 apr.       |
| 12 dic.      | 2-2               | Paganese-Matera               | 3-0           | a tav.        |
| 12 dic.      | 1-1               | Potenza-Trapani               | 1-2           | 14 apr.       |
| 12 dic.      | 0-3               | Reggina-Cavese                | 1-0           | 14 apr.       |
| 12 dic.      | 2-1               | Rende-Rieti                   | 1-1           | 14 apr.       |
| 12 dic.      | 0-0               | Siracusa-Casertana            | 1-2           | 14 apr.       |
| 12 dic.      | Riposa: Bisceglie |                               |               | 14 apr.       |

| andata (15ª) | andata (15ª)                | 15ª giornata                 | ritorno (34ª) | ritorno (34ª) |
|              |                             |                              |               |               |
| 9 dic.       | 1-0                         | Bisceglie-Catania            | 1-2           | 7 apr.        |
| 9 dic.       | 0-1                         | Casertana-Monopoli           | 1-0           | 7 apr.        |
| 9 dic.       | 1-1                         | Cavese-Potenza               | 0-4           | 7 apr.        |
| 9 dic.       | 3-1                         | Matera-Rende                 | 0-3           | a tav.        |
| 8 dic.       | 4-1                         | Rieti-Paganese               | 1-0           | 7 apr.        |
| 9 dic.       | 1-2                         | Sicula Leonzio-Reggina       | 1-0           | 7 apr.        |
| 8 dic.       | 1-2                         | Trapani-Juve Stabia          | 0-2           | 7 apr.        |
| 9 dic.       | 1-1                         | Vibonese-Siracusa            | 0-3           | 7 apr.        |
| 9 dic.       | 0-1                         | Virtus Francavilla-Catanzaro | 3-2           | 7 apr.        |
| 9 dic.       | Riposa: Viterbese Castrense |                              |               | 7 apr.        |

| andata (16ª) | andata (16ª)      | 16ª giornata                  | ritorno (35ª) | ritorno (35ª) |
|              |                   |                               |               |               |
| 12 dic.      | 1-0               | Catania-Virtus Francavilla    | 0-1           | 14 apr.       |
| 1° mag.      | 2-0               | Catanzaro-Viterbese Castrense | 2-2           | 14 apr.       |
| 12 dic.      | 4-0               | Juve Stabia-Sicula Leonzio    | 3-2           | 14 apr.       |
| 12 dic.      | 1-0               | Monopoli-Vibonese             | 2-1           | 14 apr.       |
| 12 dic.      | 2-2               | Paganese-Matera               | 3-0           | a tav.        |
| 12 dic.      | 1-1               | Potenza-Trapani               | 1-2           | 14 apr.       |
| 12 dic.      | 0-3               | Reggina-Cavese                | 1-0           | 14 apr.       |
| 12 dic.      | 2-1               | Rende-Rieti                   | 1-1           | 14 apr.       |
| 12 dic.      | 0-0               | Siracusa-Casertana            | 1-2           | 14 apr.       |
| 12 dic.      | Riposa: Bisceglie |                               |               | 14 apr.       |

| andata (17ª) | andata (17ª)     | 17ª giornata                | ritorno (36ª) | ritorno (36ª) |
|              |                  |                             |               |               |
| 16 dic.      | 0-1              | Casertana-Reggina           | 0-1           | 20 apr.       |
| 16 dic.      | 1-1              | Cavese-Monopoli             | 1-0           | 20 apr.       |
| 17 dic.      | 1-1              | Matera-Catanzaro            | 0-3           | a tav.        |
| 16 dic.      | 1-0              | Rieti-Bisceglie             | 1-0           | 20 apr.       |
| 16 dic.      | 0-0              | Sicula Leonzio-Catania      | 0-1           | 20 apr.       |
| 16 dic.      | 1-0              | Trapani-Rende               | 1-0           | 20 apr.       |
| 16 dic.      | 1-1              | Vibonese-Juve Stabia        | 1-2           | 20 apr.       |
| 16 dic.      | 1-0              | Virtus Francavilla-Paganese | 1-2           | 20 apr.       |
| 16 dic.      | 1-0              | Viterbese Castrense-Potenza | 1-2           | 20 apr.       |
| 16 dic.      | Riposa: Siracusa |                             |               | 20 apr.       |

| andata (18ª) | andata (18ª)           | 18ª giornata                 | ritorno (37ª) | ritorno (37ª) |
|              |                        |                              |               |               |
| 23 dic.      | 0-0                    | Bisceglie-Virtus Francavilla | 1-2           | 28 apr.       |
| 23 dic.      | 5-0                    | Catania-Cavese               | 2-2           | 28 apr.       |
| 23 dic.      | 3-1                    | Catanzaro-Siracusa           | 0-1           | 28 apr.       |
| 23 dic.      | 4-0                    | Juve Stabia-Matera           | 3-0           | a tav.        |
| 23 dic.      | 1-0                    | Monopoli-Rieti               | 1-1           | 28 apr.       |
| 23 dic.      | 1-3                    | Paganese-Trapani             | 1-2           | 28 apr.       |
| 23 dic.      | 1-0                    | Potenza-Casertana            | 0-0           | 28 apr.       |
| 23 dic.      | 2-0                    | Reggina-Vibonese             | 2-0           | 28 apr.       |
| 23 dic.      | 1-1                    | Rende-Viterbese Castrense    | 3-1           | 28 apr.       |
| 23 dic.      | Riposa: Sicula Leonzio |                              |               | 28 apr.       |

| andata (17ª) | andata (17ª)     | 17ª giornata                | ritorno (36ª) | ritorno (36ª) |
|              |                  |                             |               |               |
| 16 dic.      | 0-1              | Casertana-Reggina           | 0-1           | 20 apr.       |
| 16 dic.      | 1-1              | Cavese-Monopoli             | 1-0           | 20 apr.       |
| 17 dic.      | 1-1              | Matera-Catanzaro            | 0-3           | a tav.        |
| 16 dic.      | 1-0              | Rieti-Bisceglie             | 1-0           | 20 apr.       |
| 16 dic.      | 0-0              | Sicula Leonzio-Catania      | 0-1           | 20 apr.       |
| 16 dic.      | 1-0              | Trapani-Rende               | 1-0           | 20 apr.       |
| 16 dic.      | 1-1              | Vibonese-Juve Stabia        | 1-2           | 20 apr.       |
| 16 dic.      | 1-0              | Virtus Francavilla-Paganese | 1-2           | 20 apr.       |
| 16 dic.      | 1-0              | Viterbese Castrense-Potenza | 1-2           | 20 apr.       |
| 16 dic.      | Riposa: Siracusa |                             |               | 20 apr.       |

| andata (18ª) | andata (18ª)           | 18ª giornata                 | ritorno (37ª) | ritorno (37ª) |
|              |                        |                              |               |               |
| 23 dic.      | 0-0                    | Bisceglie-Virtus Francavilla | 1-2           | 28 apr.       |
| 23 dic.      | 5-0                    | Catania-Cavese               | 2-2           | 28 apr.       |
| 23 dic.      | 3-1                    | Catanzaro-Siracusa           | 0-1           | 28 apr.       |
| 23 dic.      | 4-0                    | Juve Stabia-Matera           | 3-0           | a tav.        |
| 23 dic.      | 1-0                    | Monopoli-Rieti               | 1-1           | 28 apr.       |
| 23 dic.      | 1-3                    | Paganese-Trapani             | 1-2           | 28 apr.       |
| 23 dic.      | 1-0                    | Potenza-Casertana            | 0-0           | 28 apr.       |
| 23 dic.      | 2-0                    | Reggina-Vibonese             | 2-0           | 28 apr.       |
| 23 dic.      | 1-1                    | Rende-Viterbese Castrense    | 3-1           | 28 apr.       |
| 23 dic.      | Riposa: Sicula Leonzio |                              |               | 28 apr.       |

| \| andata (19ª) \| andata (19ª) \| 19ª giornata \| ritorno (38ª) \| ritorno (38ª) \| \| \| \| \| \| \| \| 26 dic. \| 1-1 \| Casertana-Sicula Leonzio \| 3-0 \| 5 mag. \| \| 26 dic. \| 2-0 \| Cavese-Bisceglie \| 3-4 \| 5 mag. \| \| 26 dic. \| 0-6 \| Matera-Reggina \| 0-3 \| a tav.[83] \| \| 27 dic. \| 0-1 \| Rieti-Catania \| 1-1 \| 5 mag. \| \| 26 dic. \| 1-1 \| Siracusa-Monopoli \| 1-4 \| 5 mag. \| \| 26 dic. \| 2-1 \| Trapani-Catanzaro \| 3-6 \| 5 mag. \| \| 26 dic. \| 1-0 \| Vibonese-Potenza \| 0-1 \| 5 mag. \| \| 26 dic. \| 1-1 \| Virtus Francavilla-Juve Stabia \| 2-1 \| 5 mag. \| \| 26 dic. \| 2-1 \| Viterbese Castrense-Paganese \| 0-1 \| 5 mag. \| \| 26 dic. \| Riposa: Rende \| \| \| 5 mag. \| |               |                                |               |               |
| andata (19ª) | andata (19ª)  | 19ª giornata                   | ritorno (38ª) | ritorno (38ª) |
| |               |                                |               |               |
| 26 dic. | 1-1           | Casertana-Sicula Leonzio       | 3-0           | 5 mag.        |
| 26 dic. | 2-0           | Cavese-Bisceglie               | 3-4           | 5 mag.        |
| 26 dic. | 0-6           | Matera-Reggina                 | 0-3           | a tav.        |
| 27 dic. | 0-1           | Rieti-Catania                  | 1-1           | 5 mag.        |
| 26 dic. | 1-1           | Siracusa-Monopoli              | 1-4           | 5 mag.        |
| 26 dic. | 2-1           | Trapani-Catanzaro              | 3-6           | 5 mag.        |
| 26 dic. | 1-0           | Vibonese-Potenza               | 0-1           | 5 mag.        |
| 26 dic. | 1-1           | Virtus Francavilla-Juve Stabia | 2-1           | 5 mag.        |
| 26 dic. | 2-1           | Viterbese Castrense-Paganese   | 0-1           | 5 mag.        |
| 26 dic. | Riposa: Rende |                                |               | 5 mag.        |

| andata (19ª) | andata (19ª)  | 19ª giornata                   | ritorno (38ª) | ritorno (38ª) |
|              |               |                                |               |               |
| 26 dic.      | 1-1           | Casertana-Sicula Leonzio       | 3-0           | 5 mag.        |
| 26 dic.      | 2-0           | Cavese-Bisceglie               | 3-4           | 5 mag.        |
| 26 dic.      | 0-6           | Matera-Reggina                 | 0-3           | a tav.        |
| 27 dic.      | 0-1           | Rieti-Catania                  | 1-1           | 5 mag.        |
| 26 dic.      | 1-1           | Siracusa-Monopoli              | 1-4           | 5 mag.        |
| 26 dic.      | 2-1           | Trapani-Catanzaro              | 3-6           | 5 mag.        |
| 26 dic.      | 1-0           | Vibonese-Potenza               | 0-1           | 5 mag.        |
| 26 dic.      | 1-1           | Virtus Francavilla-Juve Stabia | 2-1           | 5 mag.        |
| 26 dic.      | 2-1           | Viterbese Castrense-Paganese   | 0-1           | 5 mag.        |
| 26 dic.      | Riposa: Rende |                                |               | 5 mag.        |

### Spareggi

#### Play-off

##### Primo turno
|                    | Risultati |           | Luogo e data                    |
| ------------------ | --------- | --------- | ------------------------------- |
| Potenza            | 0-0       | Rende     | Potenza, 12 maggio 2019         |
| Virtus Francavilla | 1-0       | Casertana | Brindisi, 12 maggio 2019        |
| Reggina            | 1-1       | Monopoli  | Reggio Calabria, 12 maggio 2019 |

##### Secondo turno
|         | Risultati |                    | Luogo e data            |
| ------- | --------- | ------------------ | ----------------------- |
| Catania | 4-1       | Reggina            | Catania, 15 maggio 2019 |
| Potenza | 3-1       | Virtus Francavilla | Potenza, 15 maggio 2019 |

#### Play-out
| Paganese  | 2-1 | Bisceglie | Pagani, 18 maggio 2019    |  |  |  |  |
| Bisceglie | 4-3 | Paganese  | Bisceglie, 25 maggio 2019 |  |  |  |  |

### Statistiche

#### Squadre

##### Primati stagionali
Squadre
- Maggior numero di vittorie: Juve Stabia e Trapani (22)
- Minor numero di vittorie: Matera e Paganese (4)
- Maggior numero di pareggi: Potenza (15)
- Minor numero di pareggi: Matera (4)
- Maggior numero di sconfitte: Matera (28)
- Minor numero di sconfitte: Juve Stabia (2)
- Miglior attacco: Catanzaro (65 gol fatti)
- Peggior attacco: Matera (16 gol fatti)
- Miglior difesa: Juve Stabia (18 gol subiti)
- Peggior difesa: Matera (91 gol subiti)
- Miglior differenza reti: Juve Stabia (+45)
- Peggior differenza reti: Matera (−75)

Partite
- Partita con più reti: Catanzaro-Trapani 6-3 (9)
- Partita con maggiore scarto di gol: Matera-Reggina 0-6 (6)
- Giornata con maggior numero di gol: 32 (24ª giornata)
- Giornata con minor numero di gol: 11 (17ª giornata)

#### Individuali

##### Classifica marcatori
| Gol | Rigori |  | Giocatore          | Squadra            |
| --- | ------ |  | ------------------ | ------------------ |
| 17  | 6      |  | Luigi Castaldo     | Casertana          |
| 14  | 1      |  | Eugenio D'Ursi     | Catanzaro          |
| 13  | 1      |  | Manuel Fischnaller | Catanzaro          |
| 12  | 6      |  | Daniele Paponi     | Juve Stabia        |
| 11  | 1      |  | Doudou Mangni      | Monopoli           |
| 11  |        |  | Giuseppe Fella     | Cavese             |
| 11  | 7      |  | Francesco Lodi     | Catania            |
| 11  | 3      |  | Manuel Sarao       | Virtus Francavilla |
| 11  | 2      |  | Carlos Clay França | Potenza            |

## Play-off (fase nazionale)

### Quarti di finale
|                     | Risultati |                     | Luogo e data              |
| ------------------- | --------- | ------------------- | ------------------------- |
| Carrarese           | 2-2       | Pisa                | Carrara, 19 maggio 2019   |
| Pisa                | 2-1       | Carrarese           | Pisa, 22 maggio 2019      |
|                     |           |                     |                           |
| Monza               | 1-3       | Imolese             | Monza, 19 maggio 2019     |
| Imolese             | 1-3       | Monza               | Imola, 22 maggio 2019     |
|                     |           |                     |                           |
| Feralpisalò         | 1-0       | Catanzaro           | Salò, 19 maggio 2019      |
| Catanzaro           | 2-2       | Feralpisalò         | Catanzaro, 22 maggio 2019 |
|                     |           |                     |                           |
| Potenza             | 1-1       | Catania             | Potenza, 19 maggio 2019   |
| Catania             | 1-1       | Potenza             | Catania, 22 maggio 2019   |
|                     |           |                     |                           |
| Arezzo              | 3-0       | Viterbese Castrense | Arezzo, 19 maggio 2019    |
| Viterbese Castrense | 0-2       | Arezzo              | Viterbo, 22 maggio 2019   |
|                     |           |                     |                           |

### Semifinali
|             | Risultati |             | Luogo e data            |
| ----------- | --------- | ----------- | ----------------------- |
| Imolese     | 0-2       | Piacenza    | Imola, 29 maggio 2019   |
| Piacenza    | 1-2       | Imolese     | Piacenza, 2 giugno 2019 |
|             |           |             |                         |
| Feralpisalò | 1-1       | Triestina   | Salò, 29 maggio 2019    |
| Triestina   | 2-0       | Feralpisalò | Trieste, 2 giugno 2019  |
|             |           |             |                         |
| Catania     | 2-2       | Trapani     | Catania, 29 maggio 2019 |
| Trapani     | 1-1       | Catania     | Erice, 2 giugno 2019    |
|             |           |             |                         |
| Arezzo      | 2-3       | Pisa        | Arezzo, 29 maggio 2019  |
| Pisa        | 1-0       | Arezzo      | Pisa, 2 giugno 2019     |
|             |           |             |                         |

### Final Four
|           | Risultati |           | Luogo e data            |
| --------- | --------- | --------- | ----------------------- |
| Piacenza  | 0-0       | Trapani   | Piacenza, 8 giugno 2019 |
| Trapani   | 2-0       | Piacenza  | Erice, 15 giugno 2019   |
|           |           |           |                         |
| Pisa      | 2-2       | Triestina | Pisa, 5 giugno 2019     |
| Triestina | 1-3 (dts) | Pisa      | Trieste, 9 giugno 2019  |
|           |           |           |                         |

## Play-out (fase nazionale)

### Finale
| Lucchese  | 1-0           | Bisceglie | Lucca, 1º giugno 2019    |  |  |  |  |
| Bisceglie | 1-0 (2-3 dtr) | Lucchese  | Bisceglie, 8 giugno 2019 |  |  |  |  |